# 2023年のラジオ (日本)
2023年のラジオ (日本)では、2023年のラジオ分野（主に日本国内）における動向について記す。

## 主な番組関連の出来事

### 1月
- 1日 - 【東京都】J-WAVE日曜午前のワイド番組『ACROSS THE SKY』の新ナビゲーターに小川紗良（俳優・映画監督・文筆業）がこの日より就任[1]。
- 2日 - 【大分県】大分放送（OBSラジオ）『JOY TO THE OITA』に、globeのボーカリストのKEIKO（同県臼杵市出身）がレギュラー出演開始。2022年11月28日放送分にゲスト出演した際に発表になったもので、2011年10月にくも膜下出血で倒れて以来のメディア復帰となり、同じglobeのメンバーのマーク・パンサー（別府市ツーリズム大使）、賎川寛人（同局アナウンサー）とともに出演する[2]。
- 3日 - 【特番・関東広域圏】文化放送にて、平日午前のワイド番組『おとなりさん』のスピンオフ特番として『第1回ラジオスター座談会』をこの日の19時より放送。金曜日の「教えて!全国☆ラジオスター」を元にしたもので、山根良顕（アンガールズ）と坂口愛美（同局アナウンサー）の進行のもと、ゲストに朝日放送ラジオ『ドッキリ!ハッキリ!三代澤康司です』三代澤康司、南海放送『やのひろみの部屋』やのひろみ、山陰放送『森谷佳奈のはきださNIGHT!』森谷佳奈の3人を迎えて語り合った[3]。
- 4日 - 文化放送・NRN系にて、前年一杯で終了した『氷川きよし 限界突破RADIO』の後番組として、『ビューティフル・メロディーズ〜よみがえる青春のポップス』をこの日より放送開始（月 - 金曜、文化放送では『おとなりさん』内10時35分 - 10時45分）。『Beautiful Melodies〜ビューティフル・メロディーズ』（土曜19時55分 - 20時、関東ローカル）の反響を受けて全国ネットで開始するもので、パーソナリティの野村邦丸（フリーアナウンサー、元同局アナウンサー）が60年代から80年代の洋楽や映画音楽を紹介する[4]。
- 6日 - 【関東外国語放送エリア】interfm『The Dave Fromm Show』がこの日より平日の帯番組から金曜16時 - 19時までの放送に変更[5]。
- 7日 - この日放送のニッポン放送『藤ヶ谷太輔 Peaceful Days』に、中居正広（元SMAP）がサプライズ出演。中居は前年11月より体調不良で休養し、同番組パーソナリティの藤ヶ谷太輔（Kis-My-Ft2）が中居の番組『中居正広 ON&ON AIR』の代理パーソナリティをこの日まで務めていた[6]。
- 14日 - ニッポン放送『中居正広 ON&ON AIR』のこの日の放送より中居正広がパーソナリティとして復帰[7]。
- 23日 - 【配信】朝日放送ラジオでは独自のポッドキャスト限定番組として、お笑いコンビ・ニッポンの社長の辻がパーソナリティを務める『ニッポンの社長・辻の耳をすますな!』の配信を10回にわたって開始した[8]。
- 28日 - TBSラジオ『LOVE RAINBOW TRAIN』（一部JRN系ネットあり）がこの日をもって終了。約3年の歴史に幕[9]。
- 29日 - 【特番・近畿広域圏】MBSラジオでは毎日放送で放送されているバラエティ番組『ごぶごぶ』のスピンオフとして、『ごぶごぶラジオ』を20時 - 21時に放送[10][11][12]。なお、この特番のパーソナリティを務めるダウンタウンの浜田雅功がMBSラジオ（当時は毎日放送が運営）に出演するのは、1987年から1991年にレギュラーパーソナリティを務めた『MBSヤングタウン』以来、32年ぶりとなった[10][11][12]。

### 2月
- 3日（2日深夜） - 【近畿広域圏】MBSラジオで毎週金曜未明（木曜深夜）に放送している『コウテイの銀蛾・流電音』が同番組のパーソナリティを務めるコウテイの解散に伴い、この日の放送をもって終了[13]。
- 8日 - 【神奈川県】横浜エフエム放送（Fm yokohama）は、2022年7月より日曜2時（土曜深夜）に放送されていた『めっちゃラジオ』について、5日（4日深夜）放送分をもって終了した事をこの日発表。番組に出演していたYouTuberグループが、2022年10月に年配の女性店主が1人で切り盛りするうどん店を酷評した動画を公開、これが2月になって問題となり、当該グループは謝罪し動画を非公開にしていた。番組打ち切り理由についてFm yokohamaは「地元のお店を中傷したことへの厳しいご意見が多く寄せられた。報道された内容についても看過できるものではない」としている[14][15]。
- 13日（12日深夜） - 【特番・関東広域圏】TBSラジオではJRN系の深夜ワイド枠『JUNK』（2002年 - ）放送開始20周年を記念し、この日の1時 - 3時に『20周年記念「JUNK大集合スペシャル」』を生放送。放送時点でパーソナリティを務める伊集院光、爆笑問題（太田光・田中裕二）、山里亮太（南海キャンディーズ）、おぎやはぎ（矢作兼・小木博明）、バナナマン（設楽統・日村勇紀）が一堂に会した[16]。
- 15日 - 【追悼・特番・関東広域圏】ニッポン放送にて、1月11日に死去した音楽家の高橋幸宏の追悼特番として、『オールナイトニッポンPremium 〜高橋幸宏さんを偲んで』をこの日放送。1983年に放送された『高橋幸宏のオールナイトニッポン』の、リスナーから提供を受けた番組音源をオンエアするとともに、上柳昌彦（元同局アナウンサー）の進行の元、スタジオゲストの高田漣（ミュージシャン）をはじめ高橋とゆかりのある人物からのコメントを紹介した[17][18]。
- 17日 - 20日（19日深夜） - 【特番・関東広域圏】ニッポン放送では『オールナイトニッポン』（1967年 - ）放送開始55周年を記念し、歴代パーソナリティが出演する大型特番『オールナイトニッポン55周年記念 オールナイトニッポン55時間スペシャル』を2月17日の18時から20日の1時にわたって放送[注 1]。本企画のエグゼクティブ・プロデューサーには秋元康（放送作家・作詞家・音楽プロデューサー）を起用[19][20][21][22]。担当パーソナリティの一部に関しては1月23日に、タイムテーブルについては2月1日に発表された。
- 28日（27日深夜） - 【追悼・東京都】この日放送のJ-WAVE『SPARK』は、ナビゲーターを務めるロックバンドsumikaのギタリスト、黒田隼之介が死去したことを受けて、追悼メッセージの後黒田が手がけたものを中心にsumikaの楽曲を1時間にわたって流す特別版として放送した[23]。

### 3月
- 6日（5日深夜） - 【東京都】J-WAVEにて2003年1月から放送[注 2]されていた、坂本龍一（音楽家）がナビゲーターを務める『RADIO SAKAMOTO』がこの日の放送をもって終了、20年3か月の歴史に幕。最終回はがん療養中の坂本に代わり、大貫妙子（シンガーソングライター）の進行で1月11日に死去した高橋幸宏の追悼特集を放送、坂本からのメッセージを大貫が代読した[24]。
- 9日 - 22日 - 【スポーツ】ニッポン放送では、『ショウアップナイタースペシャル ワールド・ベースボール・クラシック実況中継』と題して、野球日本代表（侍ジャパン）の試合を生中継[25]。
- 12日 - NHK-FMで2007年4月から16年にわたって放送されていた松尾貴史の冠番組でトーク番組『トーキング ウィズ 松尾堂』がこの日をもって放送終了。これにより、1977年4月から開始した『日曜喫茶室』から46年にわたって放送されたNHK-FM日曜昼のトーク番組枠の歴史に幕。
- 16日 - ニッポン放送は2023年度の『オールナイトニッポン』各番組のパーソナリティをこの日発表。4月4日（3日深夜）開始の月曜1部をAdo（歌手）が務めるのを始め、4月5日（4日深夜）開始の火曜『0(ZERO)』はあの（タレント・ミュージシャン）が担当、『GOLD』では4月7日よりあいみょん（シンガーソングライター）が月1回担当する[26]。また、『0(ZERO)』は中国放送（RCC）でもネットを開始する。
- 20日 - 【関東広域圏】この日放送のTBSラジオ『たまむすび』に、裏番組の文化放送『大竹まこと ゴールデンラジオ!』パーソナリティの大竹まこと（タレント）が出演。『たまむすび』がこの月限りで終了することを受けて、特別企画として冒頭で両番組のスタジオを繋いで同時放送を行っていたところに大竹がTBSラジオのスタジオにサプライズで登場、パーソナリティの赤江珠緒（フリーアナウンサー）の労をねぎらった[27][28]。
- 21日 - 【特番・近畿広域圏】ラジオ大阪では1993年に大阪市港区弁天の当時のオーク200内（現・大阪ベイタワー内）に本社・スタジオを移転してから30周年を記念して、この日の9時 - 16時30分に『ラジオ大阪アニバーサリースペシャル 弁天町で30年〜これからも、いつまでも〜』を生放送した[29]。
- 22日・23日 - 文化放送『レコメン!』で2012年4月より月〜水曜の2代目パーソナリティを務めたオテンキ（お笑いコンビ）ののりが22日の放送をもって番組を卒業[30]。1月31日の放送で発表されたもので、あわせて各曜日担当パーソナリティの松田里奈（櫻坂46、月曜）、加藤史帆（日向坂46、火曜）、田村真佑（乃木坂46、水曜）も番組を卒業[31]、木曜を担当する桐山照史と中間淳太（いずれもジャニーズWEST）も23日の放送をもって卒業することが3月2日の放送で発表された[32]。
- 23日 - 【表現問題・近畿広域圏】MBSラジオは『上泉雄一のええなぁ!』にコメンテーターとして出演していた上念司（経済評論家）が降板したとこの日発表した。上念は2月21日の放送で、朝鮮学校について「スパイ養成的なところもあったり」などと発言、在日朝鮮人らの団体から「発言はヘイトスピーチである」との指摘を受け、MBSラジオは「配慮に欠けた」として公式ホームページにお詫びを掲載、インターネット上で配信している音声も当該箇所を削除する対応を取っていた[33][34]。
- 24日（23日深夜）-  文化放送の深夜ワイド『CultureZ』『ヴァイナル・ミュージック〜歌謡曲2.0〜』がこの日の放送をもって終了、前者は2年半、後者は2年の歴史に幕[35][36]。なお、最終火曜（月曜深夜）放送の『CultureZスペシャル 楠木ともり The Music Reverie』は3月28日（27日深夜）より『CultureZスペシャル』の冠を外した上で毎週火曜（月曜深夜）1時30分 - 2時の録音放送にリニューアル（東海ラジオでのネットは継続）[37]、『ヴァイナル・ミュージック』の土曜（金曜深夜）版である『ヴァイナル・ミュージック〜for. EK〜大人の歌謡クラブ』は4月以降も放送を継続する[38]。
- 25日
  - 文化放送で2002年10月から放送されていた音楽ランキング番組『A&Gメディアステーション こむちゃっとカウントダウン』がこの日をもって放送終了。20年半の歴史に幕[39][40]。
  - 【千葉県】bayfmで2005年4月から放送されていた三宅健（タレント、元V6）の冠番組『三宅健のラヂオ』がこの日をもって放送終了。18年の歴史に幕[41]。
- 26日
  - この日放送された『NHKのど自慢』（和歌山県新宮市・丹鶴ホール）で、2013年4月7日から10年間司会を務めた小田切千（NHKアナウンサー）と2002年4月7日から21年間鐘奏者を務めた秋山気清（打楽器奏者）がそれぞれ番組を卒業した。卒業は小田切が2月8日[42]、秋山はこの日の放送でそれぞれ発表された[43]。
  - TOKYO FMをキーステーションにJFN系列で2007年7月から放送されていたパナソニック一社提供のトーク番組『Panasonic Melodious Library』がこの日をもって放送終了。15年9か月の歴史に幕[44]。
  - 【関東広域圏】文化放送『阿川佐和子&ふかわりょう 日曜のほとり』が終了、1年半の歴史に幕[45]。
- 27日
  - 文化放送『レコメン!』がこの年の7月に20周年を迎えるにあたり、4月改編で大幅なリニューアルを実施。Z世代を意識した番組作りを強化し、メインパーソナリティも曜日別に変更[46]。3月3日にパーソナリティの布陣が発表され、22時・23時台は駒木根葵汰（俳優、月曜）、秋山寛貴（ハナコ、火曜）、矢吹奈子（アイドル[注 3]、水曜）、吉田仁人（M!LK、木曜）がそれぞれ2時間担当、0時台の深夜1時間は今江大地（俳優・関西ジャニーズJr.出身）が全曜日で担当する[47]。また0時台はジャニーズ事務所所属タレントによる内包番組を編成[注 4]、このうち金曜0時5分（木曜深夜）からは前木曜担当の桐山照史と中間淳太の新番組『ジャニーズWEST桐山照史・中間淳太のREC』も開始する[49][50]。
  - 東海ラジオで放送されている、さだまさし（シンガーソングライター）のレコードデビュー50年を記念して2022年10月より開始した『1時の鬼の魔酔い』が、この日よりこれまでの火曜（月曜深夜）1時から月曜18時に時間移動。あわせて4月からはさだとはゆかりのある文化放送やさだの地元の長崎放送（NBCラジオ）など5局で[51]、5月よりFM COCOLOで、それぞれネットを開始する[52]。
- 28日
  - （27日深夜）
    - ニッポン放送『Creepy Nutsのオールナイトニッポン』がこの日をもって終了、『Creepy Nutsのオールナイトニッポン0(ZERO)』時代から数えて5年の歴史に幕[53]。
    - 文化放送
      - 『秋元真夏 卒業アルバムに1人はいそうな人を探すラジオ サンデー』がリニューアルし、『秋元真夏 卒アルラジオ』として火曜（月曜深夜）1時 - 1時30分の収録放送になる（東海ラジオ・秋田放送にもネット）[54]。
      - この日より火 - 金曜（月 - 木曜深夜）2時枠および日曜（土曜深夜）2時30分 - 3時30分枠において「超!A&G+ピックアップ」というゾーン設定を行い、同局のインターネットラジオチャンネル「超!A&G+」にて配信を行っている番組[注 5]の地上波での放送を開始する（火 - 金曜（月 - 木曜深夜）2時台は東海ラジオにもネット）[55]。
      - 火 - 金曜（月 - 木曜深夜）3時 - 4時44分にて、音楽番組『ARTIST FC』が放送開始（ラジオ大阪、RSK山陽放送にもネット）。太田英明（同局アナウンサー）の進行の元、3時台は90年代以降、4時台は80年代以前、それぞれ1組のアーティストを取り上げ、その名曲をフルコーラスでかける[56]。

  - 【特番・関東広域圏】文化放送が2022年より実施してきた開局70周年記念企画として、開局した1952年4月から1969年11月にかけて放送された『S盤アワー』の謎に迫る特別番組『S盤アワー解体新書』をこの日17時45分 - 18時55分に放送[57]。
- 29日（28日深夜）
  - ニッポン放送『ぺこぱのオールナイトニッポン0(ZERO)』がこの日の放送をもって終了、『ぺこぱのオールナイトニッポンX』時代から数えて2年の歴史に幕[58]。
  - 文化放送水曜（火曜深夜）1時枠にて、保住有哉（声優）がパーソナリティを務める『アニパチ presents 保住有哉 いるじゃん!』をこの日より放送開始（東海ラジオにもネット）。サイバーエージェントグループのライブ配信サービスOPENREC.tvと連動し、アニメ・ゲーム・音楽専門の配信番組枠「アニパチ」として映像付き同時生配信も行う[59]。
- 30日・31日
  - 【スポーツ】プロ野球セ・パ公式戦がこの両日開幕。この両日全国のラジオ局にて各試合を中継放送したほか、一部地方局では地元球団の応援番組も放送した。
    - 【関東広域圏】ニッポン放送の看板プロ野球中継番組『ニッポン放送ショウアップナイター』では、番組史上初となる「公式応援マネージャー」に久保史緒里（乃木坂46）が就任、番宣CMやジングル、クイズコーナーを担当するほか、久保がレギュラーパーソナリティを務める『乃木坂46のオールナイトニッポン』との連動企画も実施する[60]。

  - 【関東広域圏】TBSラジオ『たまむすび』（2012年4月 - ）がこの両日をもって終了、11年の歴史に幕[61]。
- 30日 - 文化放送
  - （29日深夜）東映との共同プロデュースで超!A&G+にて配信されていた、俳優の有澤樟太郎、矢崎広、染谷俊之、赤澤遼太郎（週替わりで担当）によるトーク番組『あさステ!』が地上波の番組に移行、『よるステ!』に改題の上でこの日より木曜（水曜深夜）1時枠にて放送開始（東海ラジオにネット、ニコニコ生放送でも同時配信）[62]。
  - 【関東広域圏】元櫻坂46キャプテンの菅井友香初の単独冠レギュラー番組となる『菅井友香の＃今日も推しとがんばりき』を放送開始（木曜21時30分 - 22時）[63][64]。
- 31日
  - （30日深夜） - 文化放送（いずれも東海ラジオにもネット）
    - ミュージシャンのTOOBOEがパーソナリティを務める『TOOBOEのわるあがき』がこの日より放送開始（金曜（木曜深夜）1時 - 1時30分）[65]。
    - ガールズ・パフォーマンスグループGirls²の鶴屋美咲と増田來亜がパーソナリティを務めるアニメソング番組『Girls²ミサキとクレアのアニファン!』をこの日より放送開始（金曜（木曜深夜）1時30分 - 2時）[66]。

  - NHKラジオ第1の早朝番組『マイあさ!』のスポーツキャスターを務めた吉松欣史（NHKアナウンサー、2019年4月より在任）は、後述の自身の退職によりこの日の放送にて番組を降板した[67]。

### 4月
- 1日 - 文化放送
  - 【関東広域圏】
    - 吉田照美（フリーアナウンサー・タレント、元同局アナウンサー）とオテンキのりがパーソナリティを務める『てるのりのワルノリ』がこの日より放送開始。2月14日放送の『くにまる食堂』にゲスト出演した吉田が発表したもので[68][69]、3月14日に放送時間が発表され、17時 - 17時30分と18時 - 18時30分の各30分2部構成の生放送を行う[70]。
    - 大竹まこと・きたろう・斉木しげるの3人によるコントユニット「シティボーイズ」のテレビ・ラジオ通じて初の冠番組で、2月17日に特番として放送された[71]『SAYONARAシティボーイズ』が、この日より土曜19時 - 19時30分にてレギュラー放送開始[72]。

  - 土曜23時枠にて、『A&Gメディアステーション こむちゃっとカウントダウン』の後継音楽番組となる、『A&Gメディアステーション FUN MORE TUNE』が放送開始（超!A&G+で同時配信、京都放送（KBS京都）でも短縮版として時差ネットあり）。安元洋貴と前番組から続投の白石晴香（いずれも声優）がパーソナリティを務める[73][74]。
- 2日
  - （1日深夜）【兵庫県】ラジオ関西がニコニコチャンネルで2021年10月より配信している、西條和（22/7）がパーソナリティを務める『西條和のねむねむたいむ』が、この日より地上波での放送を開始（日曜（土曜深夜）1時15分 - 1時30分）[75]。
  - NHKの視聴者参加型音楽番組『NHKのど自慢』は、新年度より新司会者として二宮直輝と廣瀬智美[注 6]（共に協会本部メディア総局アナウンス室）を起用して司会者2人体制を敷き、かつ交代制で担当させるシフトを採用する。また、これまでの総合テレビとラジオ第1に加え、FMでも同時放送を開始する[42][76]。
- 3日
  - NHKラジオ第1平日午前枠のワイド番組として『ふんわり』を放送開始（8時30分 - 11時50分。ただし初日は国会中継（第211回国会・参議院決算委員会 令和3年度決算全般質疑）のため、8時55分で終了）。パーソナリティのトークと癒しの音楽を送る。パーソナリティは山口もえ（タレント、月曜）、木村祐一（お笑いタレント、火曜）、伍代夏子（演歌歌手、水曜）、六角精児（俳優、木曜）、黒川伊保子（実業家・エッセイスト、金曜）、稲垣秀人（協会本部メディア総局ラジオセンター、月・水・金曜）、澤田彩香（協会本部メディア総局アナウンス室、火・木曜）[77][78][79]。
  - TBSラジオ
    - 月 - 木曜午後の新ワイド番組として、石山蓮華（俳優・文筆家・電線愛好家）がメインパーソナリティを務める『こねくと』をこの日より放送開始（13時 - 15時30分、長崎放送にもネット）。地上波としてのライブ性だけでなくポッドキャスト連携によって石山や曜日別パートナー、リスナーを繋げる番組となっている[80][81]。
    - 【関東広域圏】平日23時30分枠にて、斎藤工（俳優）が沢木耕太郎（作家）の紀行小説『深夜特急』を朗読する『朗読・斎藤工 深夜特急 オン・ザ・ロード』が放送開始。放送と同時にAmazon Audibleでもオーディオブックとして配信する試みも行う[82][83]。

  - ジャパンエフエムネットワーク（JFNC）制作の月 - 木曜午後のワイド番組『レコレール』がこの日よりinterfmなどJFN系26局で放送開始（13時30分 - 15時55分）。パーソナリティはShaula（月・火曜）と鬼頭由芽（水・木曜）が担当[84]。
  - 【近畿広域圏】朝日放送ラジオ平日朝の生ワイド番組『おはようパーソナリティ小縣裕介です』がリニューアルを実施、アシスタントとして板垣菜津美（元福井放送アナウンサー、月・火曜）と江崎友基子（フリーアナウンサー、水・木曜）が就任[85]。
  - 【大阪府】FM大阪 月 - 木曜夕方枠のワイド番組として、40代女性をターゲットにした『intense!』を放送開始（16時 - 18時20分）。DJは三浦茉莉（フリーアナウンサー、月・火曜）と中島静香（タレント、水・木曜）が担当する[86]。
  - 【兵庫県】ラジオ関西で放送の宝塚歌劇団情報番組『ビバ!タカラジェンヌ』のパーソナリティが、1980年の番組開始以来43年にわたり担当してきた小山乃里子（フリーアナウンサー、元同局アナウンサー）から木村三恵（タレント、ラジオパーソナリティ）にこの日の放送より交代[75][87]。
  - 【中京広域圏】CBCラジオで1999年4月より放送されている『多田しげおの気分爽快!!朝からP・O・N』を放送25年を迎える2024年春で終了する事をパーソナリティの多田しげお（フリーアナウンサー・元同局アナウンサー）がこの日の放送の中で発表。
  - 【三重県】レディオキューブ FM三重平日朝のワイド番組『Pick UP On Mie 〜Pomie!（ポミー）〜』がこの日より7時30分 - 8時の30分間、同じ三重県に所在する三重テレビでのサイマル放送を開始[88]。
- 4日 - 【兵庫県】ラジオ関西平日午後のワイド番組『Clip』の火曜日担当パーソナリティが、東京進出のため前月限りで卒業した紅しょうが（お笑いコンビ）に代わり、この日の放送よりウラリエ（インスタグラマー）と當間琉巧（関西ジャニーズJr.・Lil かんさい）が就任[75]。
- 5日（4日深夜） - 【千葉県】bayfm水曜（火曜深夜）1時枠にて秋山竜次（ロバート）がDJを務める『俺のメモ帳!on tuesday』を放送開始[89]。
- 7日
  - NHKラジオ第1金曜20時枠にて、過去特番としてパイロット版が放送された『梶裕貴のラジオ劇場』がレギュラー放送開始。梶裕貴（声優）をホストに、ゲストとともに生ラジオドラマを送る[77][78][79]。
  - TBSラジオ
    - 金曜午後の新ワイド番組として『金曜ワイドラジオTOKYO えんがわ』をこの日より放送開始（13時 - 15時30分、長崎放送にもネット）。前番組『金曜たまむすび』の外山惠理（TBSアナウンサー）と玉袋筋太郎（お笑いタレント）がそのまま続投し、番組内ではラジオ東京時代からのTBSラジオのコンテンツを受け継ぎ次世代に繋げていくコンセプトの元、TBSラジオ所蔵の番組アーカイブのトリビュートコーナーも設ける[80][81]。
    - 【配信】TBSラジオで1981年10月から2009年3月にかけて放送され、その後2020年1月より不定期に特番として放送の、「コサキン」こと小堺一機と関根勤（いずれもタレント）による『コサキンDEワァオ!』が、この日よりTBS Podcastによるポッドキャスト番組として復活、『コサキン ポッドキャストDEワァオ!』として毎週金曜18時に配信を開始[90]。

  - 【近畿広域圏】ラジオ大阪『サクラバシ919』の金曜日放送分を『サクラバシ919 WEEKEND STYLE』としてリニューアル。東京のミクチャスタジオからの生放送だったのを大阪のラジオ大阪本社スタジオからの生放送に変更、パーソナリティも白間美瑠（歌手・元NMB48）からフースーヤ（お笑いコンビ）に交代する[91][92]。
  - 【埼玉県】FM NACK5平日朝の生ワイド番組『Good Luck! Morning!』がこれまでの月 - 木曜から月 - 金曜の帯番組に改編、この日より柴田聡がパーソナリティを務める金曜版『Good Luck! Morning! -Friday-』が放送開始[93]。
  - 【大阪府】FM大阪金曜15時 - 17時枠のワイド番組として、桜井雅斗（舞台芸人、吉本新喜劇座員）がDJを務める『SMASH(ING) FRIDAY』を放送開始。ステーションコンセプトの「LAUGH & MUSIC」に基づき、音楽チャートの復活やミナミの街とつながった「笑い」を盛り込む[86]。
- 8日 - 【近畿広域圏】
  - （7日深夜）MBSラジオ
    - 1月に特番として放送された、毎日放送『ごぶごぶ』のスピンオフ番組『ごぶごぶラジオ』が、この日よりレギュラー放送開始（土曜（金曜深夜）1時 - 1時45分）。パーソナリティの浜田雅功がMBSラジオでレギュラー出演するのは『MBSヤングタウン』以来32年ぶりとなる[94]。
    - 吉本新喜劇座長のすっちーによる『すっちーのよしもと新喜劇陳情課』が放送開始（土曜（金曜深夜）1時45分 - 2時）。ゲスト出演の座員たちからの苦情を笑いに変えながら対応していく[94]。

  - 朝日放送ラジオで、1月1日に特番として放送されたジャーナリストで元読売テレビアナウンサーの辛坊治郎がメインを務めた『辛坊治郎の万博ラジオ』をレギュラー化して放送開始（12時 - 12時15分）[85]。
- 9日 - NHK[77][78][79]
  - ラジオ第1
    - 日曜13時枠にて、落語家の柳亭小痴楽がパーソナリティを務める『小痴楽の楽屋ぞめき』を放送開始。
    - 日曜15時枠にて、俳優・ミュージシャンの満島ひかりがパーソナリティを務める『ヴォイスミツシマ』が放送開始。

  - NHK-FM
    - 日曜11時枠にて、『伊集院光の百年ラヂオ』を放送開始。2025年に迎えるラジオ放送開始100周年を前に、NHKアーカイブスに保管されているラジオ番組の中から選りすぐりの音源をパーソナリティの伊集院光（タレント）と礒野佑子（協会本部メディア総局アナウンス室）が紹介する。
    - 日曜21時枠にて、過去数回特番として放送された『望海風斗のサウンドイマジン』がレギュラー放送開始。宝塚歌劇団時代は男役として活躍した俳優の望海風斗が演劇や音楽について語る。
    - 日曜21時50分 - 22時40分にて、ジャズ作曲家の狭間美帆がパーソナリティを務める音楽番組『狭間美帆のジャズヴォヤージュ』が放送開始。
- 11日・18日 - 【特番・神奈川県】日本テレビ開局70周年企画募集から生まれた特番として、この年開局65周年を迎えるアール・エフ・ラジオ日本との共同制作で芝大輔（モグライダー）と国崎和也（ランジャタイ）による特番を両局で生放送。11日23時にラジオ日本で『芝と国崎とみんなでつくるラジオ』を放送し「ぶっ飛んだテレビ番組」のアイデアをリスナーから募集、それを元に17日（16日深夜）1時45分より日本テレビで『芝と国崎とみんなでつくったテレビ』として実際に放送。その後18日23時にラジオ日本『みんなでつくるラジオ』にて反省会やテレビ生放送の裏側を放送した[95]。
- 15日 - 【スポーツ・関東広域圏】ニッポン放送で2022年度ナイターオフに放送された『ラジオペナントレースNEXT powered by ニッポン放送ショウアップナイター』で好評を博した、伊集院光による持ち込み企画『集まれ!野球おじさん』が、独立した番組『ニッポン放送ショウアップナイタースペシャル 伊集院光の集まれ!野球おじさん』としてこの日よりナイター中継のない土曜日に放送開始（初回は17時50分 - 20時）。なお、『ラジオペナントレース』も前年に引き続き8日より同じくナイター中継のない土曜日に不定期放送を行う[96]。
- 22日 - 30日 - ジャパンエフエムネットワークが4月22日から30日にかけてオンラインおよび幕張メッセ（千葉市美浜区、29日・30日のみ）で開催された『ニコニコ超会議2023』に「超JFN」として参加し、それを受け前年の『ニコニコ超会議2022』に続く形で、JFN系（TOKYO FM等一部の局を除く）で放送されている平日の生ワイド番組『OH! HAPPY MORNING』[注 7]『DAILY FLYER』『Happy Hour Party!』およびニコニコ動画・『The VOCALOID Collection』の関連番組『クリエイターズ・スタジオ with ボカコレ』の4番組とコラボレーションを実施。期間中はスタジオに定点カメラを設置し、番組内の様子をニコニコ生放送でも生配信した[97]。
- 28日 - 【関東広域圏】TBSラジオで、1979年から2004年まで25年間にわたり深夜帯で放送された五木寛之（作家）による『五木寛之の夜』が1日限定で『五木寛之の夜 ふたたび』として復活（20時 - 21時）。今回の番組復活は五木自身が熱望したもので、ラジオの過去・現在・未来を1時間にわたって語った[98]。
- 30日 - 【不祥事・関東広域圏】TBSラジオはこの日、23日未明（22日深夜）に放送された『俺達には土曜日しかない』に投稿されたメールの中に番組スタッフが自作自演したものがあったとして謝罪。さらに同様のケースが13件あったことを公表。同局は「リスナーの皆様、番組パーソナリティの綾小路翔さん、番組スポンサー及び関係者の皆様の信頼を裏切る行為を行ったことについて深くお詫び申し上げます。このような行為が二度と起きないように徹底して参ります」とのコメントを発表[99]。その後、5月31日に行われた同局社長三村孝成の定例社長会見において今回の件について改めて謝罪したが、スタッフに対する処分は考えていないとした[100]。

### 5月
- 5日 - 【追悼・東京都】J-WAVEではこの日の9時から17時55分の約9時間にわたり、3月28日に死去した坂本龍一の追悼特番『J-WAVE GOLDEN WEEK SPECIAL A TRIBUTE TO RYUICHI SAKAMOTO』を放送。本年3月に終了した『RADIO SAKAMOTO』のアーカイブの中からトークやライブの音源を紹介しつつ、大貫妙子などゆかりのある人物をゲストに招いたり、著名人からのメッセージも紹介した[101]。
- 7日・14日 - 【近畿広域圏】朝日放送テレビ制作・テレビ朝日系で4月30日より日曜22時枠で放送されている連続ドラマ『日曜の夜ぐらいは…』の企画の一環として、劇中でエレキコミック（お笑いコンビ）がパーソナリティを務めるラジオ番組『エレキコミックのラジオ君』を実際に制作し、朝日放送ラジオにてこの両日の21時30分より放送[102]。
- 18日 - 【不祥事】ニッポン放送『オールナイトニッポン』の公式Twitterはこの日、17日未明（16日深夜）に放送された『あののオールナイトニッポン0(ZERO)』において、お笑いコンビ・ななまがりの初瀬悠太の妻を名乗る人物からのメールがなりすましであったことを公表し謝罪した。放送後、初瀬自身のTwitterで「妻は番組にメールを送っていない」と抗議したことでなりすましが発覚。番組プロデューサー名で「事前確認ができず、初瀬様、そして（初瀬様の）奥様に多大なご迷惑をお掛けしたことを謝罪します。大変申し訳ありませんでした」とした[103]。

### 6月
- 13日 - 【健康問題・関東広域圏】TBSラジオ『森本毅郎・スタンバイ!』のメインパーソナリティーを務める森本毅郎（フリーアナウンサー）が6日から9日に体調を崩し番組を休演した件について、復帰した12日の放送後に病院で検査を受けた結果、肺炎との診断が出たため局側では「（森本に）しっかり療養して戴いた方が良い」という判断を出し、この日の放送より森本が当面休養する措置が執られた[104]。なお、森本は19日に復帰している[105]。
- 24日 - 【埼玉県】NACK5『N-FIELD』で2021年4月の番組開始以来、2年3ヶ月にわたりパーソナリティを務めた三原勇希（ファッションモデル・タレント）が同日の放送ををもって降板[106]。
- 26日 - 【健康問題・広島県】中国放送『平成ラヂオバラエティごぜん様さま』の月曜パーソナリティを務める安仁屋宗八（同局プロ野球解説者、元プロ野球選手・コーチ）が23日早朝、広島市内の自宅で腹部と腰部の激痛を訴え、救急搬送先の病院で緊急手術を受けていたことをこの日の番組内で桑原しおり（フリーアナウンサー・元同局アナウンサー）が安仁屋の妻からのファックスを読み上げて報告した[107]。その後安仁屋は8月7日の放送から復帰。その際に病名が動脈瘤破裂であったことを明かした[108]。

### 7月
- 1日 - 【埼玉県】NACK5『N-FIELD』にて、上述の三原の後任パーソナリティに白戸ゆめの（フリーアナウンサー）が就任[106]。
- 5日 - 【健康問題・関東広域圏】この日放送の文化放送『大竹まこと ゴールデンラジオ!』にて、水曜パートナーの壇蜜（タレント・女優）が3か月ぶりにレギュラー復帰した[109]。壇蜜は3月29日の放送中に体調不良を訴え途中退席した。4月5日より休養し、代理を水谷加奈（同局アナウンサー）が務めていた[110]。なお、壇蜜は8月9日より再び体調不良で番組を欠席、同月16日より2度目の休養に入ったが、12月6日に再復帰している[111]。
- 7日
  - （6日深夜）文化放送では人気バーチャルYouTuber（VTuber）がパーソナリティを務める深夜番組を放送開始（東海ラジオにもネット）[112]。
    - 金曜（木曜深夜）2時 - 2時30分枠にて、名取さながラジオ初パーソナリティを務める『名取さなの毒にも薬にもならないラジオ』を放送開始[113]。
    - 金曜（木曜深夜）2時30分 - 3時枠にて、南登かなるがパーソナリティを務める『ぶいかふぇ♪』を放送開始。毎週3人のVTuberをゲストに招くほか、7月21日より秋葉原で開催のライブイベント「ライブハウス ぶいかふぇ♪」との連動企画も行う[114]。

  - TBSラジオでは新プロジェクトとしてラジオ番組のVTuber配信を開始、『金曜ワイドラジオTOKYO えんがわ』にてこの日の放送より、パーソナリティの外山惠理と玉袋筋太郎をVTuber化した[115]。
- 8日 - 【近畿広域圏】朝日放送ラジオ土曜13時 - 16時枠にて、土曜午後の新ワイド番組として『土曜日やんなぁ?』が放送開始。同局東京支社からの生放送で、関西出身である黒谷友香（俳優）、青木愛（元アーティスティックスイミング選手）、谷尻萌（フリーアナウンサー）の3人がパーソナリティを務める[116]。なお同番組開始に伴い、これまで同時間帯に放送されていた『感度良好!中野涼子です』は16時 - 19時枠に繰り下げとなる[117]。
- 9日（8日深夜） - 【関東広域圏】文化放送日曜（土曜深夜）2時30分 - 3時枠にて、あおぎり高校所属のVTuber・千代浦蝶美がラジオ初パーソナリティを務める『千代浦蝶美のちよっと夜更かししていかない?』を放送開始[112][118]。
- 13日 - 15日 - 【健康問題・関東広域圏】文化放送で13日午後にアナウンサー1人の新型コロナ陽性が判明、その後15日までに6人に陽性反応が出たことが明らかとなった。このため『大竹まこと ゴールデンラジオ!』の鈴木純子、同番組および『ラジオのあさこ』の砂山圭大郎、『伊東四朗 吉田照美 親父・熱愛』の水谷加奈など、5つの生放送に出演する各アナウンサーが休演し、代役を立てる事態となった[119][120]。同局社長の斉藤清人は18日に行われた定例会見でこのことについて謝罪、アナウンサー10人が参加した懇親会でクラスターが発生したとの認識を示すとともに、6人全員が平熱に戻り復帰調整中であるとした[121]。なお、『親父・熱愛』ではパーソナリティの伊東四朗（俳優・コメディアン）も新型コロナ陽性で休演したが[120]、これについて斉藤は今回のクラスターとは直接関係ないと見解を示している[121]。
- 14日 - 【特番・関東広域圏】文化放送で1987年10月から1990年3月にかけて放送された、ロックバンド・男闘呼組のラジオ番組『WILD KNIGHTS 男闘呼組』の33年ぶりの復活特番として、『WILD KNIGHT 成田です』をこの日の19時 - 21時に放送。メンバーの成田昭次を中心に、同じくメンバーの高橋和也と岡本健一、後身バンド・Rockon Social Clubのプロデューサーである寺岡呼人が出演[122]、さらにメンバーの前田耕陽も電話出演した[123]。
- 17日 - 18日（17日深夜） - 【特番・近畿広域圏】ラジオ大阪の開局65周年並びに弁天町移転30周年を記念して、『World Bentencho Carnival 〜大阪・関西から世界へ〜』を17日5時30分から17時・18時から18日1時に生放送。当日は同局本社のある大阪ベイタワーの芝生広場とアトリウムでイベントを開催すると共に、正午から17時にかけて公開生放送を実施した[124]。
- 22日 - 【ラジオドラマ・近畿広域圏】朝日放送ラジオ『土曜日やんなぁ?』内にて、池田あきこ（絵本作家）による猫のキャラクター「猫のダヤン」が7月7日に誕生40周年になるのを記念したラジオドラマ『ダヤンと霧の竜』を放送開始。ダヤン役を榎木淳弥（声優）が演じる[125]。
- 30日 - 【京都府】KBS京都のラジオで1997年4月から放送されていたトーク番組『武部宏の日曜とーく』がこの日をもって終了。26年4か月の歴史に幕。なおパーソナリティの武部宏は7月21日に死去していた。

### 8月
- 4日 - 【配信】朝日放送ラジオのポッドキャストサービス「ABCラジオ Podcast」にて、カンニング竹山（お笑いタレント）がパーソナリティを務める『カンニング竹山の大阪出張』が不定期の金曜18時に配信を開始[126]。
- 5日 - 【神奈川県】この日放送のFm yokohama土曜午前のワイド番組『FUTURESCAPE』にて、パーソナリティの小山薫堂（放送作家・脚本家）をモデルにしたAIラジオパーソナリティ「クンドロイド」が出演。CoeFont社が開発したAI音声プラットフォームを使用し、デジタルメディア関連事業のINCLUSIVE社が小山の音声データをベースに開発した[127]。
- 7日 - 【特番・関東広域圏】TBSラジオにて、木村昴（声優）の初の冠ラジオ番組となる『木村昴の聞いてくれないと打ち切り』が放送（21時 - 21時30分）。番組タイトル通り番組が聴かれない、話題にならないと即打ち切りになる[128]。
- 9日 - 【配信】朝日放送ラジオのポッドキャストサービス「ABCラジオ Podcast」にて、同局で2014年3月から2021年9月まで放送された夜ワイド番組『よなよな…』で水曜日のパーソナリティを務めた近藤夏子（シンガーソングライター）と北村真平（朝日放送テレビアナウンサー）が、8月から10月までのポットキャストの限定配信として『よな水 リターンズ』を毎週水曜日21時に配信開始[129]。
- 11日 - 【特番・関東広域圏】文化放送が開局翌年の1953年から放送している最長寿番組『朝の小鳥』（日曜5時15分 - 5時20分、一部NRN系ネット）の70周年記念特番として、『朝の小鳥 70周年記念特番 〜鳥たちの声を追って〜』をこの日の12時 - 12時55分に放送。野鳥の鳴き声の録音を担当してきた松田道生（日本野鳥の会参与）が25年にわたり収録した霧降高原（栃木県日光市）の野鳥の声の変遷を紹介、また那須どうぶつ王国（同県那須郡那須町）でのニホンライチョウを繁殖し自然に帰すプロジェクトを鈴木純子（同局アナウンサー）が取材した[130]。
- 25日 - 【配信】朝日放送ラジオのポッドキャストサービス「ABCラジオ Podcast」にて、2023年2月に地上波で単発特番として放送された、お笑いコンビ・金属バットの冠番組『金属バットの社会の窓』が8月25日の昼以降、毎週金曜日の昼頃に、10月までの期間限定として配信開始[131]。
- 26日 - 【ラジオドラマ】この日放送のNHK-FM『FMシアター』にて、2022年度後期の連続テレビ小説『舞いあがれ!』のスピンオフとなるラジオドラマ『歌をなくした夏』を放送。八木莉可子が演じた秋月史子と川島潤哉が演じたリュー北條を中心に据えた物語で、メインライターの桑原亮子が脚本を手がけた[132]。

### 9月
- 3日 - TBSラジオ『地方創生プログラム ONE-J』（青森放送・朝日放送ラジオを除くJRN系列32局で放送）で、2021年7月よりパーソナリティを務めていた斉藤慎二（ジャングルポケット）が、自身に2度報じられた週刊誌による不倫報道を受けて降板したことを発表。この情報は斉藤と共にパーソナリティを務めていた本仮屋ユイカ（女優）から発表され、当日の放送は片桐千晶（フリーアナウンサー）と坐間妙子（気象予報士）が加わり、3人がメインで進行した[133]。同番組では番組開始間もない2021年5月にも初代パーソナリティの有村昆（映画コメンテーター）が同じく不倫報道を受けて降板しており、再び同様の事態に見舞われることになった[134]。9月中はJRN系列局のアナウンサーが登場し番組を進行していたが、10月1日から片桐が新たなパーソナリティに起用される。
- 10日 - 【特番・関東広域圏】文化放送で放送されている、ジャニーズ事務所のアイドルグループSnow Manの冠レギュラー番組『Snow Manの素のまんま』（NRN系ネット、一部非加盟局含む）の特番として、『Snow Manのもっと素のまんま』をこの日の19時枠で放送。メンバーの深澤辰哉、向井康二、阿部亮平、佐久間大介が出演し、この日だけのオリジナルコーナーも展開した[135]。
- 14日 - 【特番・スポーツ・近畿広域圏】朝日放送ラジオは、阪神タイガースがこの日対読売ジャイアンツ戦（兵庫県西宮市・阪神甲子園球場）でセ・リーグ優勝を決めたことから、『ABCフレッシュアップベースボール』での決定直後から『おはようパーソナリティ小縣裕介です』『おはようパーソナリティ古川昌希です』の特別番組として『緊急放送おめでとうタイガース!〜今夜はおはパソARE騒ぎ〜』を翌15日1時30分まで放送。両番組パーソナリティの小縣裕介と古川昌希（共に朝日放送テレビアナウンサー）が進行を務めた[136][137]。
- 18日 - 【特番・スポーツ・関東広域圏】ニッポン放送では13日に阪神タイガースがマジックナンバーを1にしたことから、『ニッポン放送ショウアップナイター』の特別番組として『ショウアップタイガー 〜18年振りのアレ〜』を緊急編成することを決定し、この日の15時30分 - 17時10分に生放送。熱狂的阪神ファンのディレクターが企画したもので、当日は飯田浩司（同局アナウンサー）と松村邦洋（タレント）の進行の元、スタジオゲストの増田英彦（ますだおかだ）、電話出演の須田慎一郎（ジャーナリスト）やダンカン（タレント）などの阪神ファンの著名人と喜びを分かち合うとともに、『ショウアップナイター』の実況音源でシーズンを振り返った[138][139]。
- 25日 - 【兵庫県】ラジオ関西で1980年から放送されていた宝塚歌劇団の情報番組『ビバ!タカラジェンヌ』がこの日の放送をもって終了。43年以上の歴史に幕[140]。
- 28日 - 【関東広域圏】
  - 文化放送『おとなりさん』で、2022年4月の番組開始時から木曜パーソナリティを担当した高山一実（タレント、元乃木坂46）が、この日をもって卒業[141]。なお、木曜日のパーソナリティは10月の週替わり体制を経て、11月よりふかわりょう（タレント）が就任した。
  - TBSラジオ『アシタノカレッジ』がこの日の放送をもって終了、3年の歴史に幕[142][143]。
- 29日
  - 1951年9月2日に新日本放送（現・MBSラジオ）で放送を開始、TBSラジオ・JRN系など全国37局で企画ネットされている、パナソニック一社提供の民放最長寿番組『歌のない歌謡曲』が大半の局でこの日をもって終了。TBSラジオでは8月31日放送分で発表され、同局では71年の歴史に幕[144]。MBSラジオも9月18日放送分で発表、72年の歴史に幕[145]。その一方でIBC岩手放送など一部の局では独自に放送を継続しているが、パナソニックの提供はこの日をもって終了となっている[146]。
  - JFN系『OH! HAPPY MORNING』が、この日をもって金曜日の放送を終了。10月以降は月 - 木曜で継続する[147]。
  - TOKYO FM・JFN系『SCHOOL OF LOCK!』のコーナー「サカナLOCKS!」が、コーナーパーソナリティを務める山口一郎（サカナクション）の意向により、この日の放送をもって終了、11年半の歴史に幕[148]。また、『SCHOOL OF LOCK!教育委員会』もこの日の放送をもって終了、2年半の歴史に幕[149]。
  - 【沖縄県】琉球放送（RBCiラジオ）の長寿民謡番組『民謡で今日拝なびら』で、1963年の開始時[注 8]からディレクターを務めた後、1967年からパーソナリティとして56年間出演、プロデューサーも兼務している上原直彦が、病気療養に専念するためこの日の放送をもって番組を卒業[150][151]。
- 30日
  - TBSラジオ『土曜朝6時 木梨の会。』（JRN系列局の一部とラジオ大阪でも同時ネット）で、週替わりでパートナーを務めている山本里菜（TBSアナウンサー）が、同年10月31日付でTBSテレビを退職するためこの日の担当をもって卒業[152]。卒業日については自身が生出演で退職について報告した同月9日[153]の放送後に自身のInstagramのストーリー投稿で明らかにした。なお、後任には山本と同じく2017年にTBSテレビに入社した山形純菜（同）を起用する。
    - 退職に関連し、山本は『エンタメ満載!ここだけの話』に関して、10月7日放送分で担当を終了。共に担当していた野村彩也子（同）[注 9]も降板となったが、こちらに関しては理由不明。10月14日放送分から山内あゆと小沢光葵（いずれもTBSテレビアナウンサー）が担当。

  - 【特番・近畿広域圏】ラジオ大阪『It's SHOWTIME!』（2021年5月20日 - ）[注 10]は、この日の正午 - 13時放送の最終回特番『フィナーレだよ SHOWTIME!ありがとうスペシャル』[注 11]をもって放送を終了し、約2年5か月の歴史に幕[154]。
  - TOKYO FM・JFN系『SUBARU Wonderful Journey 〜土曜日のエウレカ〜』が、この日の放送をもって終了。3年の歴史に幕[155]。
  - 【東京都】J-WAVE『LOGISTEED TOMOLAB.〜TOMORROW LABORATORY』のナビゲーター、藤原しおり（タレント・元お笑い芸人）がこの日の放送をもって卒業[156]。

### 10月
- 1日
  - 文化放送
    - 『ミスDJリクエストパレード360』がこの日をもって終了、『ミスDJリクエストパレード〜8116サタデー（サンデー）アップ!』時代から数えて7年の歴史に幕[157][158]。なお、東北放送『ミスDJリクエストパレード TOHOKU』は、8日より放送時間を12時からに繰り上げ、『千倉真理 ミュージックスケッチ』に改題リニューアルして継続する[159][160][161]。
    - 【関東広域圏】『大橋彩香のAny Beat!』（超!A&G+同時配信）がこの日の放送をもって終了、6年半の歴史に幕[162]。

  - イギリスの老舗音楽メディア「ニュー・ミュージカル・エクスプレス」の日本版ウェブサイト「NME JAPAN」のラジオ版となる『RADIO NME JAPAN 〜NEW MUSICAL EXPRESS JAPAN〜』がJFNC制作・JFN系30局ネットでこの日より順次放送開始。同サイト編集長の古川琢也がパーソナリティを務める[163]。
  - 【関東広域圏】TBSラジオにてヴァイオリニストの高嶋ちさ子がパーソナリティを務める『ユウキ食品 presents 高嶋ちさ子 taste of the World』が放送開始（日曜18時 - 18時30分）[164]。
  - 【神奈川県】Fm yokohama日曜午後の新ワイド番組として、モデルの武居詩織がDJを務める『Take your time.』が放送開始（13時 - 15時20分）[165]。
- 2日
  - 【関東広域圏】
    - TBSラジオはこの日より平日ワイド番組の時間割を大幅改編する[166][143]。
      - 『ジェーン・スー 生活は踊る』（月 - 木曜11時 - ）と『金曜ボイスログ』（金曜8時30分 - ）の放送枠を1時間拡大し14時まで放送。
      - これまで13時開始だった『こねくと』『金曜ワイドラジオTOKYO えんがわ』の開始時間を14時に繰り下げるとともに、放送枠を1時間拡大し17時30分まで放送。また、前月まで単独番組として放送していた同局の広報番組『TBSラジオプレス』を月曜日の『こねくと』の関東ローカルパートに内包する。
        - この時間変更に伴い、『こねくと』『えんがわ』をネットしている長崎放送・NBCラジオ佐賀においては、10月より13時台は『生活は踊る』『金曜ボイスログ』、14時 - 15時50分は『こねくと』『えんがわ』の、それぞれ部分ネットに移行する。

      - 『荻上チキ・Session』を平日18時 - 21時枠に移動するとともに3時間枠に拡大。内包されていた全国ニュース番組『ネットワークトゥデイ』は時間をそのままに単独番組になる。
      - 『アシタノカレッジ』の後番組として、2018年4月から5年半にわたり平日18時 - 21時枠で生放送されていた『アフター6ジャンクション』が、番組名を『アフター6ジャンクション2』に改題し月 - 木曜22時 - 23時30分の枠に移動、事実上の放送時間・放送曜日縮小となる[167]。『アフター6ジャンクション』でのパートナーは全員担当曜日が変更され、月曜を宇垣美里（フリーアナウンサー、元TBSテレビアナウンサー）、火曜を日比麻音子（TBSテレビアナウンサー）、水曜を宇内梨沙（同）、木曜を熊崎風斗（同）が担当。ただし第4週に限り月・火曜を山本匠晃（同）が担当し、水曜はパートナーを固定せず、木曜はパーソナリティの宇多丸（RHYMESTER）による単独放送となっている。番組名改題はTBSラジオ全体の改編発表（同年8月30日）に先駆け、8月29日の『アフター6ジャンクション』内で発表された。
        - 『アフター6ジャンクション』の2023年度上半期ネット局では9月26日で同時ネットを終了し、10月2日から前年度下半期のネット局では『Session』の同時ネットに順次切り替え。『アフター6ジャンクション2』については、開始時点では関東ローカルで放送。

    - ニッポン放送『垣花正 あなたとハッピー!』の中継コーナーが2018年以来5年ぶりに再開。リポーターは前島花音（同局アナウンサー）が務める[168]。

  - 【東京都】J-WAVE『JAM THE PLANET』がこの日よりリニューアル。現在ナビゲーターを務めるグローバー（ミュージシャン）は20時 - 22時を担当し、19時台は月・火曜を吉田まゆ（英語キャスター、元ロイター通信特派員）、水・木曜を堀潤（ジャーナリスト、元NHKアナウンサー）がそれぞれ担当する[169]。
  - 【北海道】STVラジオの改編がこの週より開始[170]。
    - 早朝枠ワイド番組『北海道ライブ あさミミ!』は、ニッポン放送制作の『上柳昌彦 あさぼらけ』のネット受け再開に伴い、放送時間を5時50分 - 8時に変更。
    - 午後帯枠の新番組として『午後のSラジ (仮)』（月 - 金曜 13時 - 14時）を新設し、この日より放送開始。パーソナリティは月曜：草野あずみ（フリーアナウンサー）、火曜：奈良愛美（同）、水曜：熊谷明美（STVアナウンサー）、木曜：内山佳子（同）、金曜：高山幸代（同）がそれぞれつとめる。
    - 午後ワイド番組『まるごと!エンタメ〜ション』は、この週より放送時間を変更。月曜が14時 - 18時、火 - 金曜が14時 - 17時となる。

  - 【宮城県】東北放送（TBCラジオ）のナイターオフ編成がこの週より開始[161]。
    - 早朝枠ワイド番組『Goodモーニング』はこの日より放送時間を30分短縮し、月 - 木曜の6時30分 - 8時となる。またパーソナリティは月曜：坂寄直希（東北放送アナウンサー）、火・水曜：玉置佑規（同）、木・金曜：根本宣彦（同）のシフトとなる[161]。
    - 午前帯枠ワイド番組『En∞Voyage』は、金曜日の『En∞Voyageフライデー2』を含めてこの週より放送開始時刻を30分繰り上げ、8時30分 - 11時30分の3時間番組となる[161]。
    - 夕方枠ワイド新番組『tbc today』（月 - 木曜 16時55分 - 18時15分）を新設し、この日より放送開始。パーソナリティは東北放送アナウンサーが日替わりで担当する[161]。
    - 毎週月曜夜の『佐藤朱の月YOH!あかり』（パーソナリティ：佐藤朱【東北放送アナウンサー】）の放送時間をこの日より拡大し、19時30分 - 20時30分の1時間番組とする[161]。

  - 【近畿広域圏】MBSラジオ『MBSヤングタウン』の月曜パーソナリティに、前月まで担当した若月佑美と工藤遥に代わり、お笑いコンビのカベポスターが就任[171]。
  - 【九州地方】前月で終了した『歌のない歌謡曲』の後番組として、『おなかがグーは、しあわせのグー。』を九州地方のJRN系8局による企画ネット方式で放送開始。
  - 【長崎県・佐賀県】長崎放送・NBCラジオ佐賀平日夕方の新ワイド番組として、『ONOUE BASE』が放送開始（17時15分 - 18時20分）。パーソナリティは佐々野宏美（フリーアナウンサー）が担当[172]。
- 3日
  - 【関東広域圏】
    - 文化放送
      - （2日深夜）
        - 火曜（月曜深夜）1時30分 - 2時枠にて、櫻坂46の冠レギュラー番組『櫻坂46の「さ」』がこの日より開始。初代MCは大園玲が務める。本番組開始により、既に放送されている『乃木坂46の「の」』『日向坂46の「ひ」』とあわせて坂道シリーズ3グループの冠番組が同局で放送されることになる[173]。
        - 火曜（月曜深夜）2時 - 2時30分枠にて、乃木坂46の公式ライバルグループである僕が見たかった青空の初の冠レギュラー番組『僕が見たかった青空の「青天のヘキレキ!」』がこの日より放送開始。メンバーから2名が週替わりでパーソナリティを務めるだけでなく、ディレクター役のメンバーも1名登場し番組ディレクションを担当する[174]。
        - 火曜（月曜深夜）2時30分 - 3時枠にて、ガールズグループINSPIREによる『INSPIRE ス・タ・イ・ル♡』が放送開始[175]。

      - この日より火 - 金曜の18時台のナイターオフ編成として『文化放送スポーツスペシャル』を開始。火曜日は柏原竜二（元駅伝選手）がアマチュアスポーツを取り上げる『柏原竜二の学ラン!』、水曜日は斉藤一美（同局アナウンサー）による野球番組『斉藤一美 押出四球』、木曜日は長谷川太（同）によるスポーツ＋αがテーマの『長谷川太 スポーツにちょい足し!』、金曜日は高橋将市（同）の競馬番組『THE競馬マイスター ミスターまさいち』と、日替わりのテーマとパーソナリティで送る[176]。
      - 今期の火・水曜のナイターオフ番組として、回変わりで出演するパーソナリティが自分の「好き」を語り尽くす『好きがつながる!』を放送開始（19時 - 21時）[175]。

    - ニッポン放送の今期のナイターオフ番組として、伊集院光がパーソナリティを務める『伊集院光のタネ』が放送開始（火 - 金曜17時30分 - 18時）。伊集院がニッポン放送のワイド番組にレギュラー出演するのは『伊集院光のOh!デカナイト』以来、28年ぶりとなる[177][178][179]。なお、同番組開始に伴い、前年度は17時30分開始だった『古家正亨 K TRACKS』（火曜、ナイターシーズンは日曜21時10分 - 21時40分に放送）と『鶴光の噂のゴールデンリクエスト』（水 - 金曜）は、18時からに開始時間が繰り下がる[180][181]。

  - 【近畿広域圏】朝日放送ラジオ
    - 今期のナイターオフ番組として、『UP↑↑』を放送開始（火 - 木曜18時 - 21時）。火曜は山下剛（朝日放送テレビアナウンサー）と松野美桜（NMB48）、水曜は塚本麻里衣（朝日放送テレビアナウンサー）とサマンサ・アナンサ（ドラァグクイーン）、木曜は上田剛彦（朝日放送テレビアナウンサー）と犬塚あさな（元SKE48）がそれぞれパーソナリティを担当[182][183]。
    - 『ABCミュージックパラダイス』に新パーソナリティが加入。火曜に平野康太郎（朝日放送テレビアナウンサー）、水曜に鷲尾千尋（同）、金曜にかわにしなつき（シンガーソングライター）が出演する[183]。
- 4日
  - （3日深夜） - 【関東広域圏】文化放送
    - 水曜（火曜深夜）1時 - 1時30分枠にて、声優の日笠陽子と佐倉綾音による『日笠・佐倉は余談を許さない』が放送開始（超!A&G+、音泉でも配信）[175]。
    - 水曜（火曜深夜）2時 - 2時30分枠にて、歌手・声優・コスプレイヤーのLiyuuによる『Liyuuが好きなリユウ』が放送開始（東海ラジオにもネット）[175]。
    - 水曜（火曜深夜）2時30分 - 3時枠にて、結成20周年を迎えたロックバンドシドによる『SID×RADIO=』が放送開始（東海ラジオにもネット）[184]。

  - 【宮城県】東北放送（TBCラジオ）にて水曜夜枠の新番組として2020年11月から2021年3月まで放送されていたTBCアナウンサー番組『水曜日のアナウンス部』を復活させ、水曜18時15分 - 18時45分の30分番組としてこの日より放送開始[161]。
- 5日
  - 【関東広域圏】文化放送
    - （4日深夜）
      - 木曜（水曜深夜）2時 - 2時30分枠にて、人気ゲーム実況者のリモーネ先生とゲーム実況グループBinTRollのリーダーしるこによる『リモしるの体験版』が放送開始[175]。
      - 木曜（水曜深夜）2時30分 - 3時枠にて、人気配信者のMOTHER3と八雲べにによる『まざべにのミッドナイトダブルピーク』が放送開始（東海ラジオにもネット）[175]。

    - 木曜19時 - 19時30分枠にて、7人組女性アイドルグループAppare!による『Appare!のがむしゃらファンファーレ♫』が放送開始[175]。
    - 木曜20時 - 20時30分枠にて、K-POPグループ大国男児のカラムによる『カラムの音楽一夜』が放送開始[175]。

  - 【宮城県】東北放送（TBCラジオ）にて木曜夜枠の新番組として2021年10月から2022年3月まで放送されていた『みんなのラジオ』を復活させ、木曜18時15分 - 18時45分の30分番組としてこの日より放送開始。パーソナリティは前回放送時の担当だった守屋周（東北放送アナウンサー）が担当する[161]。
- 6日
  - JFNC制作・JFN系20局ネットの金曜午前の新生ワイド番組『THE G.O.A.T.』を放送開始（7時30分 - 10時55分）。帆世雄一（声優・俳優・ナレーター）と降幡愛（声優・歌手）が週末に向けてのエンタテイメント情報を発信する[185]。
  - 【関東広域圏】 
    - （5日深夜）文化放送金曜（木曜深夜）1時30分 - 2時枠にて、ゲーム実況グループ三人称の鉄塔による『三人称・鉄塔 ひとりのよる』が放送開始[175]。
    - TBSラジオで8月7日に特番として放送された『木村昴の聴いてくれないと打ち切り』が金曜17時50分 - 18時の10分番組としてレギュラー放送を開始。レギュラー化以降も即打ち切りの可能性を持たせている[186]。

  - 【東京都】J-WAVE
    - 金曜22時30分 - 23時枠にて、松下洸平（俳優、シンガーソングライター）がナビゲーターを務める『WEEKEND LIVING』が開始[169]。
    - 金曜23時 - 23時30分枠にて、山田健人（映像作家）がナビゲーターを務める『THE PLAYBACK』が開始。映像の世界を言語化するほか、J-WAVEの新映像プロジェクトとも連動する[169]。

  - 【宮城県】東北放送（TBCラジオ）にて金曜夜枠の新番組として『Bナイト』（20時 - 20時55分）を放送開始。パーソナリティは林田悟志（東北放送アナウンサー）が担当する[161]。
- 7日
  - TOKYO FM・JFN系
    - 土曜15時30分 - 15時55分枠にて、広瀬すず（女優）がパーソナリティを務める『広瀬すずの「よはくじかん」』が放送開始[187]。
    - 土曜17時枠にて、川島明（麒麟）によるインタビュー番組『川島明 そもそもの話』が放送開始[187]。

  - 【関東広域圏】
    - TBSラジオ
      - 『蓮見孝之 まとめて!土曜日』について、パーソナリティの蓮見孝之（TBSアナウンサー）がTBSテレビを6月下旬から休職していることに伴い、この日から藤森祥平（同）を新たなパーソナリティに起用し『まとめて!土曜日』に番組名を改題して継続される[188]。
      - テリー伊藤（演出家、プロデューサー、タレント）が昭和の魅力を発信する『ドン・キホーテ presents テリー伊藤 昭和モーレツ天国』が放送開始（土曜15時 - 15時25分）[189]。

    - 文化放送『てるのりのワルノリ』がこの日より土曜11時 - 13時枠に移動、放送時間も2時間に拡大[190]。あわせて『ミスDJリクエストパレード』のミニ番組『あっ!という間のミスDJ』を内包する[176]。
    - ニッポン放送
      - 土曜20時枠にて、ポッドキャスト番組『ゲイと女の5点ラジオ』で「第3回JAPAN PODCAST AWARDS」ベストパーソナリティ賞を受賞した、しょうちゃんとヴァジャによる初の地上波生放送ラジオ番組『しょうちゃんとヴァジャのBAR GOTEN』がこの日より放送開始[191]。
      - 研音創立40周年とニッポン放送開局65周年を記念して、2019年3月から2020年3月まで放送された『KEN RADIO』が、研音創立45周年とニッポン放送開局70周年を記念して3年半ぶりに復活、この日より放送開始（土曜21時 - 21時30分）。今回も研音グループに所属する俳優・タレント陣が週替わりでパーソナリティを務める[192]。
      - 僕が見たかった青空の冠レギュラー番組として『僕が見たかった青空 君と奏でるラジオ』を放送開始（土曜22時 - 22時30分）。メンバーの早崎すずきがパーソナリティを務める[193]。

  - 【東京都】J-WAVE
    - （6日深夜）
      - 土曜（金曜深夜）0時 - 0時30分枠にて、小坂菜緒（日向坂46）がナビゲーターを務める『SONYSONPO QUEST FOR THE FUTURE』が開始[169]。
      - 土曜（金曜深夜）1時30分 - 2時枠にて、Novel Core（ラッパー、シンガーソングライター）によるインタビュー番組『TURNING BACK』が開始[169]。

    - 『LOGISTEED TOMOLAB.〜TOMORROW LABORATORY』の新ナビゲーターとして、女優の井桁弘恵が就任[169]。

  - 【近畿広域圏】ラジオ大阪土曜13時 - 15時枠にて、ほんこん（お笑いタレント）がパーソナリティを務める『土曜の午後は、トコトンほんこん!』がこの日より放送開始。パートナーとして木谷美帆（フリーアナウンサー）、すなやま心すなお（しましまんず）が出演する[194]。
- 8日
  - （7日深夜）
    - 【東京都】J-WAVE日曜（土曜深夜）0時30分 - 1時枠にて、TAKAYUKI HORIUCHIとSHOTARO MAEDAによるラジオユニット「Sir SLOW」がナビゲーターを務める『MID NITE ZINE〜WANDERLUST〜』が開始[169]。
    - 【近畿広域圏】朝日放送ラジオ日曜（土曜深夜）2時 - 2時30分枠にて、元フジテレビプロデューサーで『めちゃ×2イケてるッ!』などを手掛けたことで知られる「ガリタP」こと明松功が大阪のラジオ局で初めてパーソナリティを務める『リリカルドールハウス presents ガリタのはじめてラジオ』が放送開始。関西で活躍する芸人1組を2週にわたって取り上げ、その魅力を掘り下げる[195][183]。

  - 【関東広域圏】
    - 文化放送
      - 『ますだおかだ岡田圭右とアンタッチャブル柴田英嗣のおかしば』がこの日より日曜10時 - 12時枠に移動。あわせてアシスタントが松井佐祐里（フリーアナウンサー、元同局アナウンサー）から甲斐彩加（同局アナウンサー）に交代する[196][197]。
      - 日曜12時枠にて、鈴木純子（同局アナウンサー）がパーソナリティを務める『お昼の純子』が放送開始[176]。
      - 日曜21時 - 21時30分枠にて、 加隈亜衣と森なな子（ともに声優）がゲーム開発会社Aimingの開発スタジオ「Team Caravan」の情報を発信する『Aiming presents 加隈亜衣・森なな子のチームキャラバン ラジオベース』が放送開始（超!A&G+同時配信）[198][176]。

    - ニッポン放送にて、アイドルグループ超ときめき♡宣伝部がパーソナリティを務める『超ときめき♡STYLE』が放送開始予定（日曜20時 - 20時20分）[199]。

  - 【北海道】STVラジオにて第1 - 第3日曜に音楽トーク番組『GOOD TIME MUSIC』（19時 - 20時）を新設し、放送開始。パーソナリティには内山佳子（STVアナウンサー）を起用[170]。
- 10日 - 【福岡県】RKBラジオで前年度からナイターオフに編成されている『＃キューパレ〜Kyushu Night Parade〜』を、本年度は火 - 金曜の17時45分 - 21時に枠を拡大して編成する。前年度の火曜日にこの枠で放送した『そよかぜましおの今夜はましまし』は木曜日に移動し、前年度は独立番組として金曜日のほぼ同じ時間帯に放送していた『坂田周大のいいねちょうだい』が『＃キューパレ』の金曜日に編入され本年度も放送。火曜日には『西村怜奈のトイボックス』、水曜日には『とらんじっとのホークスイニング0（ゼロ）』が新たに開始される[200]。
- 12日 - TBSラジオ『ジェーン・スー 生活は踊る』（前述の通り、同月から長崎放送・NBCラジオ佐賀でも13時台を同時ネット）にて、木曜パートナーを務めていた蓮見孝之（TBSテレビアナウンサー）がTBSテレビ休職に伴い一時番組を離れることになったため、この日より近藤夏子（同）を新たな木曜パートナーに起用。
- 14日 - 【北海道】HBCラジオにてローカルアイドルグループ「タイトル未定」がパーソナリティを務める土曜午後枠新番組『タイトル未定の土曜の予定は未定!』（14時 - 14時30分）を放送開始[201]。
- 17日
  - NHKラジオ第1『A.B.C-Z 今夜はJ's 倶楽部』がこの日の放送より『STUDY!ぼくたちとみんなのラジオ』に改題。番組冒頭でラジオセンター長の安達宜正（NHK解説委員兼摂）が登場し、ジャニーズ事務所が創業者ジャニー喜多川（2019年没）による性加害問題への対応に伴い、この日付で社名をSMILE-UP.に変更したのを受け、「J's」がジャニーズを想定させることから検討の結果、番組の趣旨を全面に打ち出した番組名に変更したことを説明した[202]。
  - 【関東広域圏】文化放送の斉藤清人社長がこの日行った定例会見において、旧ジャニーズ事務所所属タレントの番組に関して「起用をやめるという方針はありません」として継続することを明言する一方、『ジャニーズWEST 桐山照史・中間淳太のREC!』に関しては社名変更およびジャニーズWESTのグループ名も変更する[注 12]事から、番組名からグループ名を削除したことを発表した[204][205]。また同局の番組に多数出演し、8日に死去したシンガー・ソングライターの谷村新司について、各番組で追悼企画を行う事を発表、この日19時に放送の『武田鉄矢 宵の三枚おろし』の冒頭で武田鉄矢（俳優・歌手）が谷村を追悼したほか、21日の『伊東四朗 吉田照美 親父・熱愛』、23日の『くにまる食堂』でも文化放送に残る音源を用いて谷村の功績を取り上げた[206][207]。
- 20日
  - 【関東広域圏】TBSラジオの長寿公開生放送番組『毒蝮三太夫のミュージックプレゼント』が、この月よりこれまでの『土曜ワイドラジオTOKYO ナイツのちゃきちゃき大放送』から『金曜ワイドラジオTOKYO えんがわ』に移動し、原則毎月最終金曜日（別の週に放送する場合もあり）に16時からの「ラジオTOKYOリメイク」にて引き続き月1回放送する[208][209][143]。
  - 【追悼・近畿広域圏】MBSラジオは同局の『MBSヤングタウン』金曜パーソナリティを務める「アリス」のメンバーでシンガー・ソングライターの谷村新司が8日に死去したことを受け、この日の同番組にて谷村の追悼企画を放送した[210]。
- 29日
  - （28日深夜）ニッポン放送『オールナイトニッポン0(ZERO)』にて、この日より毎月最終日曜（最終土曜深夜）に、松田好花（日向坂46）がパーソナリティを務める『日向坂46・松田好花のオールナイトニッポン0(ZERO)』が放送開始[211]。
  - 【北海道】STVラジオにて最終日曜19時枠に『石沢綾子のTブレイク』（19時 - 20時）を放送開始。パーソナリティには石沢綾子（フリーアナウンサー、元北海道テレビアナウンサー）を起用[170]。

### 11月
- 3日 - 【特番】TOKYO FM・JFN系で毎年同日に放送されている特別番組『FMフェスティバル』をこの日の16時から19時に『FM FESTIVAL 2023　サザンオールスターズ デビュー45周年!「サザンとわたし」 スペシャル』としてJFN38局ネットで放送。進行役を住吉美紀が担当、シンガーソングライターでサザンオールスターズのボーカルである桑田佳祐をロングインタビューに迎え、今夏にリリースした楽曲『盆ギリ恋歌』『歌えニッポンの空』『Relay〜杜の詩』や、「茅ヶ崎ライブ2023」の話題、サザンデビュー45周年を迎えた想いについてトークする形で放送。このほか番組内ではJFNの各番組のパーソナリティや、同じくサザンのメンバーである原由子も随時メッセージを交えてコメント出演した[212]。
- 7日 - 【近畿広域圏】MBSラジオは今期のナイターオフ編成として『不惑のMラジ』をこの日より放送開始（火 - 金曜 18時 - 20時）。火曜日はお笑いコンビギャロップ初の冠番組『ギャロップのぎゃ』、水曜日は芸能記者の中西正男が初めて冠番組を担当する『中西正男のエラいすんまへん…』、木曜日はミッツ・マングローブ（タレント）と週替わりの毎日放送アナウンサーによる『ミッツ・マングローブのかしこラジオ』、金曜日は前年に引き続き『ナジャ・グランディーバのレツゴーフライデー』を放送する[213]。
- 26日 - 【茨城県】1978年4月2日に放送を開始した茨城放送（現在のLuckyFM茨城放送）の音楽番組『ラテンフォルクローレをご一緒に』はこの日の放送をもって終了。45年8か月の歴史に幕[214]。

### 12月
- 3日 - 【東京都】J-WAVE『SAUDE! SAUDADE...』はこの日の放送から産休中の滝川クリステル（フリーアナウンサー）の代理ナビゲーターとして板井麻衣子（モデル）と小野リサ（ボサノヴァ歌手）が就任。2024年1月28日までの2か月間限定登板となる[215][216]。
- 15日 - 前年限りで芸能活動を引退したシンガーソングライターの吉田拓郎が、この日放送のニッポン放送『吉田拓郎のオールナイトニッポンGOLD』で一夜限定で復活[217]。番組では新たなアルバムの構想や自身のラジオ愛について語った[218]。
- 16日 - 【追悼・近畿外国語放送エリア】FM COCOLOでは11月12日に死去したシンガー・ソングライターのKANを追悼する企画「KAN 1DAY SPECIAL “Our Favorite Songwriter”」をこの日の6時から23時にかけて実施。『Hitsville 765』、『MOVE ON SATURDAY』、『SATURDAY MAGNIFICENT CAMP』、『ROMAN LIFE Heartstrings』、生前KANがDJとして出演していた『Wabi-Sabi レディオ・ショー』、『槇原敬之・Sweet Inspiration』の各番組でKANの楽曲を選曲するほか、21時からは締めくくりの特番として『KAN 1DAY SPECIAL PROGRAM “Our Favorite Songwriter”』を放送した[219]。
- 17日 - 【特番・関東広域圏】ニッポン放送にて、この年デビュー40周年を迎えた中森明菜（歌手）の楽曲を4時間10分にわたって特集する『中森明菜オールタイムリクエスト』を放送（17時30分 - 21時40分）。ミッツ・マングローブと垣花正（フリーアナウンサー）が生放送でリスナーからのメッセージを紹介し、楽曲のリクケストに応えたほか[220]、明菜本人からの肉声メッセージが放送された[221]。
- 19日 - 【追悼・特番】文化放送・NRN系14局にて、10月8日に死去したシンガー・ソングライターの谷村新司をラジオパーソナリティとしての面から追悼する特番『谷村新司 ラジオデイズ』を放送（文化放送はこの日19時 - 21時に生放送、ネット局は各自編成）。野村邦丸の進行の元、『セイ!ヤング』『青春大通り』で谷村とコンビを組んだばんばひろふみ（フォークシンガー）をゲストに迎え、当時の思い出話とラジオ番組音源を元に放送した[222]。
- 24日・25日 - 【特番】NRN系のAMラジオ局11局（ニッポン放送、STVラジオ、青森放送、IBC岩手放送、ラジオ福島、ラジオ大阪、和歌山放送、中国放送、西日本放送、九州朝日放送、ラジオ沖縄）において、クリスマス恒例の24時間チャリティ特番『ラジオ・チャリティー・ミュージックソン』（24日正午 - 25日正午）を放送。
  - 【関東広域圏】このうちキー局のニッポン放送では、メインパーソナリティを乃木坂46のメンバーで『乃木坂46のオールナイトニッポン』パーソナリティの久保史緒里が初めて担当した。前年までは旧ジャニーズ事務所所属タレントが5年連続、うちSixTONESが3年連続（単独では2年連続）勤めていたが、局側は「前年がSixTONESとしての集大成であり、もともと新しいパーソナリティを決める予定だった」と説明している[223]。
- 27日 - 【特番・関東広域圏】TBSラジオのこの日の20時枠にて、ガールズグループBiSHのメンバーとして活動、同グループ解散後は作家として活動している、モモコグミカンパニー初の冠特番となる『モモコグミカンパニー 月はきれいですか』を放送[224][225]。
- 28日 - 【埼玉県】NACK5の音楽番組『Music Freeway』が同日の放送を最後に終了。6年9か月の歴史に幕[226]。
- 30日
  - 【音楽・賞】TBSラジオにて年末恒例の『第65回 輝く!日本レコード大賞』発表音楽会の模様を東京・初台の新国立劇場中劇場から生放送[227]（18時 - 22時[225]、TBSテレビ系と同時放送[注 13]）。総合司会は安住紳一郎（TBSアナウンサー）、川口春奈（女優）[228]、ラジオ中継進行は赤荻歩（TBSアナウンサー）[225]がそれぞれ務めた。これに先立ち11月22日に主催の日本作曲家協会より各部門賞が発表され[229]、大賞はMrs. GREEN APPLEの「ケセラセラ」が受賞した[230]。
  - 【特番・福岡県】九州朝日放送（KBCラジオ）で1983年5月から1990年4月にかけて放送されていた『PAO〜N ぼくらラジオ異星人』が、放送開始40周年を記念し『BBIQ presents 復活! PAO〜N ぼくらラジオ異星人』として、21時 - 翌31日0時30分の放送枠で一夜限りの復活を果たした[231]。なお、夜の「ぼくらラジオ異星人」で『PAO〜N』が復活するのは2003年1月1日に13年ぶりに復活して12時間に渡り放送され、現在、昼の時間帯に放送されている『PAO〜N』として復活するきっかけになった『元旦だよ、PAO〜N復活祭』以来およそ21年ぶりとなった。
- 31日
  - 【音楽・芸能】大晦日恒例の『第74回NHK紅白歌合戦』をNHKホール（渋谷区神南）から生放送（19時20分 - 23時45分、NHKラジオ第1。NHK総合・BSプレミアム4K・BS8Kと同時放送）。今年度の放送テーマは「ボーダレス -超えてつながる大みそか-」と定め、中核となる司会者として有吉弘行（お笑いタレント）、橋本環奈、浜辺美波（ともに女優）、高瀬耕造（NHKアナウンサー）の4人を、ラジオ中継司会として渡辺健太・森田茉里恵（ともにNHKアナウンサー）の2人をそれぞれ起用[232][233]。
  - 【特番・関東広域圏】TBSラジオ『ハライチのターン!』の5年連続となる年越し特番『2023-2024年越し特番 ハライチのカウントダァァァァン!!』をこの日の23時30分から翌2024年1月1日1時に放送[225]。

## 主なその他のラジオ関連の出来事

### 1月
- 11日 - 【訃報】1972年に加藤和彦（2009年没）が結成した「サディスティック・ミカ・バンド」のドラマーとしてデビュー。その後1970年代後半から80年代にかけて一世を風靡したテクノ・ポップサウンドグループ「イエロー・マジック・オーケストラ（YMO）」のメンバーとして知られ、音楽のみならずあらゆるジャンルで活動。ラジオ番組ではニッポン放送にて『高橋幸宏のオールナイトニッポン』（1983年）のパーソナリティを担当、またNHKラジオ第1『NHKマイあさラジオ』→『マイあさ!』の「私のお気に入り」コーナーに長く出演した経歴を持つ音楽家の高橋幸宏がこの日早朝、脳腫瘍から併発した誤嚥性肺炎のため死去（70歳没）。訃報は15日に所属事務所から正式発表された[234][235]。
- 16日 - 【訃報】プロ野球・広島東洋カープで投手として在籍し、現役引退後は広島や大洋ホエールズ（現・横浜DeNAベイスターズ）などでコーチを務め、また中国放送のプロ野球解説者を歴任した池田英俊がこの日死去（85歳没）。訃報は2月3日に西日本スポーツの報道で明らかになった[236]。
- 19日 - 【訃報】1959年に日本放送協会へ入局し、『ラジオ深夜便』のアンカーを担当したアナウンサーの斎藤季夫がこの日までに死去（87歳没）。訃報は後輩のアナウンサーである川端義明より公表された[237]。
- 21日 - 【訃報】1988年に東京放送（現：TBSテレビ）に入社。テレビではスポーツ中継やニュースキャスターなどで出演。TBSラジオでは『ザ・ヒットパレード 歌謡エバーグリーン』（1992年・1993年のナイターオフに放送）や『ラジオ・アニメどんぶり』（1998年 - 2003年）『ミュージックナビ〜昨日と今日との交差点〜』（2010年 - 2015年）などのパーソナリティを担当したTBSテレビアナウンサーの向井政生がこの日午前、顎下腺がんのため東京都内の病院で死去（59歳没）[238][239][240]。
- 23日 - 【訃報】1969年にクラレ岡山硬式野球部からドラフト2位で南海ホークスに入団し、NPBで通算2566安打、本塁打567本（歴代3位）の記録を残し、1992年に現役を引退した後には2005年まで朝日放送専属野球解説者として同社のテレビ・ラジオのプロ野球中継に出演していた元プロ野球選手の門田博光がこの日、隠棲先の兵庫県相生市内にて持病の治療のために予約していた病院に姿を見せなかったため、病院側からの連絡で兵庫県警相生署の警察官が門田の自宅を訪れた際に倒れている本人を発見、その場で死亡が確認された（74歳没）[241][242]。
- 24日 - 【人事】第23代NHK会長の前田晃伸（みずほフィナンシャルグループ初代社長、2020年1月25日就任）が3年の任期を満了しこの日で退任。
- 25日
  - 【人事】第24代NHK会長として稲葉延雄（日本銀行元理事）が就任（任期満了予定：2026年1月24日）[243][244]。
  - 【訃報・近畿広域圏】1990年に毎日放送にアナウンサーとして入社し、テレビでは『皇室アルバム』のナレーションや『住人十色』など報道・情報番組に出演し、またMBSラジオでも『日本一明るい経済電波新聞』などに出演していた高井美紀がこの日死去（55歳没）。訃報は2月2日に同局から発表されたが、死因や死亡時刻など詳細は非公表とされた[245]。

### 2月
- 2日 - 【訃報・山口県】エフエム山口 (FMY) の『ウキウキ放送局』シリーズを担当したアナウンサーの水谷寛がこの日死去（63歳没）。訃報は5日に同局から公表された[246]。
- 22日 - 【訃報】1980年に大阪芸術大学を卒業し、笑福亭鶴瓶に入門し落語家となり、主に新作落語で高座を務める一方、タレントとしてもテレビのバラエティ番組などに出演し、ラジオでもMBSラジオ『MBSヤングタウン』を始め、NHK-FM『気ままにクラシック』、文化放送『大竹まこと ゴールデンラジオ!』、東海ラジオ『FINE DAYS! 笑福亭笑瓶のやっぱええんやDAY!』に出演した、落語家・タレントの笑福亭笑瓶（本名：渡士洋）がこの日午前、急性大動脈解離のため死去（66歳没）[247]。
- 23日 - 【訃報】2013年結成のロックバンド「sumika」のメンバーとしてギター・ボーカルを担当、様々な楽曲を発表し、ラジオではTOKYO FM『SCHOOL OF LOCK!』にて2021年4月から2022年6月に「sumika LOCKS!」を担当、2022年10月からはJ-WAVE『SPARK』の月曜ナビゲーターも務めた、ギタリストの黒田隼之介がこの日死去（34歳没）。訃報は翌24日に公式サイトにて発表された[248]。

### 3月
- 6日 - 【移転・放送開始・島根県】NHK松江放送局（TK・TB）が松江市灘町の旧局舎隣に2022年7月に完成した新放送会館[249]に移転、同会館から放送開始（→2022年7月15日も参照）。
- 15日 - 【聴取率・関東広域圏】2月13日から19日にかけて実施された「ビデオリサーチ首都圏ラジオ聴取率調査」の結果がこの日発表され、ニッポン放送が2022年8月度調査から4期連続で首位を獲得し、2022年度（2022年4月度 - 2023年2月度）の6回平均による年度聴取率でも首位となったことが明らかとなった[250]。
- 17日 - 【キャラクター・近畿広域圏】MBSラジオはこの日行った4月の番組改編会見の中で、Mラジ公式キャラクター「らじおんチャン」の誕生を発表した。兄弟局毎日放送のマスコットキャラクター「らいよんチャン」が小さい頃から遊んできた愛用のぬいぐるみという設定で、今後はらいよんチャンとのコラボやイベント稼働、グッズ販売も検討されている[251]。
- 24日 - 【賞・音楽・東京都】J-WAVEの看板音楽ランキング番組『TOKIO HOT 100』を元にした独自の音楽賞「SAISON CARD TOKIO HOT 100 AWARD」を実施、授賞セレモニーをこの日Billboard Live YOKOHAMA（横浜市中区）で開催。賞典の実施は2015年の「CHART OF THE YEAR」以来8年ぶりとなった[252]。
- 28日 - 【訃報】東京藝術大学大学院在学中にスタジオミュージシャンとして活動を始め、1978年に高橋幸宏（本年1月死去）、細野晴臣と組んだ音楽ユニット「イエロー・マジック・オーケストラ」（YMO）を結成し、世界的活動を展開。ラジオ番組ではNHK-FM『サウンドストリート』のパーソナリティを1981年から1986年まで5年間、またJ-WAVE『RADIO SAKAMOTO』のナビゲーターを2003年の開始以来20年にわたり担当、その他にも旧朝日放送の放送開始時のオープニング曲（ラジオでは1992年から2014年にかけて使用）のほか、テレビ番組や映画の劇伴音楽などを数多く手掛けてジャンルを問わず幅広く活動し、“世界のサカモト”と云われた音楽家の坂本龍一がこの日、東京都内の病院で死去（71歳没）。訃報は4月2日にマネジメント会社・キャブより発表された[253]。
- 30日 - 【京都府・大阪府・滋賀県・奈良県・radiko】エフエム京都（α-Station）のradiko基本サービスでの配信エリアが、この日よりこれまでの京都府・大阪府に加え滋賀県・奈良県にも拡大[254]。
- 31日
  - 【活動進退】
    - 【NHK】
      - アナウンサーの吉松欣史（1991年入局）はこの日付で32年間在職した同局を退職[67]。退職後はフリーアナウンサーとして活動することを明らかにした[67]。
      - アナウンサーの堀菜保子（2017年入局）は、この日付で6年間在職した同局を退職[255]。堀は退職後に自身の公式Twitterを開設して「4月1日付で民間シンクタンクのみずほリサーチ&テクノロジーズへ転職して“人権”をテーマに研究を執行していく」ことを表明した[256]。

    - 【関東広域圏】
      - 文化放送
        - アナウンサーの山田弥希寿（2020年に山陰放送から移籍）がこの日をもって退社。3月2日放送の『おとなりさん』で自ら発表したもので、同時に横浜スタジアムで開催される横浜DeNAベイスターズ主催試合のスタジアムDJに就任し、4日の横浜DeNA対埼玉西武ライオンズ戦でデビューすることも発表した。退社後はスタジアムDJとして活動しつつ、フリーアナウンサーとして文化放送の番組にも出演する[257]。
        - アナウンサーの松井佐祐里（2020年入社）がこの日をもって退社。3月4日放送の『ますだおかだ岡田圭右とアンタッチャブル柴田英嗣のおかしば』で自ら発表したもので、退社後はホリプロ所属のフリーアナウンサーとして文化放送の番組にも出演する[258]。

      - TBSテレビアナウンサーの長峰由紀（1987年入社）が、6月の定年[注 14]を繰り上げる形でこの月をもって36年間在職した同局を定年退職。3月29日に出演したTBSラジオ『ジェーン・スー 生活は踊る』で明かしたほか[259]、4月3日までに後輩アナウンサーの良原安美・宇賀神メグがそれぞれInstagramで長峰の定年を明かし、記念写真を公開していた[260]。

    - 【山梨県】山梨放送（YBSラジオ）アナウンサーの田中千尋（2019年入社）がこの日付で4年間在職した同社を退職[261]。退職後の進路は明らかにしていない。
    - 【近畿広域圏】朝日放送テレビアナウンサーのヒロド歩美（2014年入社）がこの春にアナウンサーになって10年の節目を機に退社。2月1日に発表されたもので、退社後は事務所等に所属せずフリーランスで活動[262]、朝日放送ラジオ『Sky presents 中村七之助のラジのすけ』への出演は退社後も継続する。
    - 【徳島県】四国放送（JRTラジオ）アナウンサーの中山千桂子（1996年入社）が、この日付で27年間在職した同社を退職[263]。
    - 【山口県）山口放送（KRYラジオ）アナウンサーの高松綾香（2015年入社）が、この日付で8年間在職した同局を退職。今後はフリーアナウンサーとしての活動を行う意向[264]。

  - 【閉局・コミュニティ放送】
    - 【大阪府】西日本で初のコミュニティ放送局で、守口市と門真市を放送エリアとするエフエムもりぐち（愛称：FM HANAKO。本社：守口市）がこの日をもって閉局、30年の歴史に幕。SNSなどの情報伝達手段の多様化に伴ってコミュニティ放送の有用性が低下し、2023年度以降守口・門真両市からのスポンサー料が打ち切られる見込みになったことを要因としている[265]。
    - 【兵庫県】公益財団法人尼崎市文化振興財団が保有している尼崎市のコミュニティ放送局・エフエムあまがさきがこの日をもって閉局、26年の歴史に幕。スマートフォンやSNSの普及に伴い、尼崎市の同財団への災害・市政情報の業務委託が打ち切られたことが直接の理由としている[266]。
    - 【沖縄県】合同会社南笑事が保有している南城市のコミュニティ放送局・ハートFMなんじょうがこの日をもって閉局。南城市との契約により運営を行っていたが、5年の契約が満了となるにあたり、赤字のためその契約の更新を断念した[267]。

### 4月
- 1日
  - 【放送基準・民放連】日本民間放送連盟（民放連・NAB）でこの日「民放連放送基準」を改正（2023年基準）、同日より運用開始[268]。
  - 【企業再編・放送持株会社・CI・ロゴ・福岡県】九州朝日放送（KBC）は認定放送持株会社に移行した上で、社名を「KBCグループホールディングス」に改め、現行の九州朝日放送が保持しているテレビ・ラジオの放送事業を準備会社（九州朝日放送分割準備会社）に吸収分割した上で、社名を「九州朝日放送」（2代目）に変更して新たに発足した[269]。また、新体制への移行にあわせてグループ共通の新たなブランドコンセプト・ロゴを制定した[270]。
  - 【CI】
    - 【ロゴ・熊本県】熊本放送（RKK）がこの日、本年10月1日に開局70周年を迎えるのを機に新CIとブランドロゴを制定[271]。
    - 【関東広域圏】TBSラジオのステーションジングルがこの日より刷新。2022年7月に導入したTBSグループのブランドサウンドをベースに、RAM RIDER（音楽プロデューサー・アーティスト）が作曲・制作した[272]。
- 5日 - 【訃報・福岡県】1962年に九州朝日放送（KBC）にアナウンサーとして入社し、同局のテレビ・ラジオ番組に出演。ラジオでは『KBC 今週のポピュラーベスト10』などを担当。KBCからエフエム九州へ移籍してプロデューサーを務め、同社の経営破綻後はラブエフエム国際放送（LOVE FM）の専属パーソナリティとしてマイクロフォンサイドに立った元アナウンサー・ラジオパーソナリティの松井伸一がこの日死去（84歳没）。訃報は翌6日にラブエフエム国際放送よりプレスリリースとして公表された[273]。
- 10日 - 【移転・放送開始・CI・岡山県】RSK山陽放送のラジオ部門が、この日旧社屋（丸の内オフィス）から新社屋「RSKイノベイティブ・メディアセンター」[注 15]へ全面移転。あわせてキャッチフレーズとして「スマホで!車で!トモダチらじお」を導入[274]。
- 11日 - 【訃報・北海道】早稲田大学卒業後、北海道を拠点にフリージャーナリストとして主に政治を中心とした取材活動を行い、またラジオ番組でもHBCラジオ『中村美彦の一筆啓上』やSTVラジオ『中村美彦 日曜コラム』などに出演していた中村美彦がこの日、誤嚥性肺炎のため札幌市内の病院で死去（81歳没）[275]。
- 22日・23日 - 【イベント・関東広域圏】ニッポン放送春恒例の「ニッポン放送 ラジオパーク in 日比谷2023」が、日比谷公園（東京都千代田区）にて4年ぶりに開催[276]。

### 5月
- 11日 - 【訃報】1952年にプロ野球・西鉄ライオンズに入団し、“怪童”の異名で本塁打王5度、首位打者2度、打点王3度などのタイトルを獲得し、現役引退後は日本ハムファイターズなど数球団で監督やコーチを務め、またMBSラジオとKBCラジオのプロ野球中継の解説者を務めた元プロ野球選手・指導者・野球評論家の中西太がこの日、心不全のため東京都内の自宅で死去（90歳没）。訃報は18日に公表された[277]。
- 13日 - 【訃報】1958年にスポーツニッポン新聞社に入社し、主に音楽担当記者として数々の音楽家・アーティストや芸能人などを取材し、同社常務取締役まで昇進。記者稼業の傍らで音楽プロデューサーとしても活動し、数々のアーティストの楽曲をプロデュースし、また日本作曲家協会主催で東京放送（TBS）がラジオ・テレビにて中継する『日本レコード大賞』の審査委員長を務めたり、NHKラジオ第1の音楽トーク番組『昭和歌謡ショー』にコメンテーターとして度々出演したこともある音楽ジャーナリスト・プロデューサーの小西良太郎がこの日、膵がんのため神奈川県内の自宅で死去（86歳没）[278]。
- 14日〜20日 - 【キャンペーン・社会貢献】TBSラジオほかTBSグループが2020年に開始し、今回6回目となるSDGsへの意識向上キャンペーン『地球を笑顔にするWEEK 2023春』を展開。今回のキャンペーン大使はバナナマン（お笑いコンビ）、上白石萌音（女優・歌手）、杉野遥亮（俳優）、野口聡一（宇宙飛行士）、日比麻音子（TBSテレビアナウンサー）が就任。TBSラジオでは赤坂サカスでのイベント「世界を笑顔にする広場」に、子供たちがラジオDJを体験できる「子どもTBSラジオ」ブースを前年春に引き続き開設したほか、『パンサー向井の#ふらっと』内で放送されている「こども電話相談室」の公開収録を行った[279]。
- 17日 - 【訃報】1958年に「リーガル千太・万吉」門下の漫才コンビ「クリトモ一休・三休」のクリトモ三休として演芸界にデビュー、1962年に「第10回NHK新人漫才コンクール」で優勝するもその直後に国鉄常磐線三河島事故で相方のクリトモ一休が死去した後は妻の照代と漫才コンビを組み、「春日三球・照代」として再デビューした後は、「地下鉄の電車はどこから入れるんでしょうね?」というネタで一世を風靡し、数々の演芸番組に出演すると共に、富士フイルム一眼レフカメラ『フジカAZ-1』のコマーシャルなどにも出演し、妻・照代が1987年に脳卒中で死去した後は漫談家に転身して『真打ち競演』（NHKラジオ第1）などに出演するなど精力的に活動していた元漫才師で漫談家の春日三球（本名：近馬一正）がこの日午前、長らく患っていた胃潰瘍の傷からの出血を起こし、緊急搬送された東京都内の病院で死去（89歳没）。訃報は1か月後の6月18日に公表された[280][281]。
- 19日 - 【訃報】1959年に「横山パンチ」の芸名にて横山ノック（2007年没）らとのトリオ『漫画トリオ』を結成し、芸能界にデビュー。1970年代にトリオを解散した後は上岡龍太郎と芸名を改めてピン芸人・タレントとして活躍、ラジオでは朝日放送ラジオ『ポップ対歌謡曲』、MBSラジオ『それゆけ!木曜 上岡龍太郎』、ラジオ大阪『歌って笑ってドンドコドン』、KBS京都『一夕二聴なつメロ大全集』[注 16]、CBCラジオ『ばつぐんジョッキー』木曜日、TBSラジオ『上岡龍太郎のサタデー・ぴぷ!』などのパーソナリティを務め、20世紀最後の年である2000年限りで芸能界を引退していたタレント・司会者の上岡龍太郎（本名：小林龍太郎）がこの日、肺癌および間質性肺炎のため大阪市内の病院で死去（81歳没）。訃報は6月2日に故人の長男である小林聖太郎（映画監督）より引退後の上岡のメディア対応窓口だった米朝事務所を通じて発表された[282][283]。
- 20日・21日 - 【イベント・徳島県】四国放送（JRT）は、コロナ禍の影響で開催を見合わせていた自社イベント『四国放送まつり2023』を「あすたむらんど徳島」（板野郡板野町）で4年ぶりに開催。本イベントでは同局のテレビおよびラジオ番組の公開生放送・収録や上野優華（徳島県出身）、ゴスペラーズなどのライブなどが実施された[284]。
- 24日 - 【訃報】「奥山恍伸」名義で放送作家として数多くのテレビ番組の構成に携わる一方で、ラジオパーソナリティとしてTBSラジオ『愛川欽也のパックインミュージック』やSTVラジオ『奥山コーシンの日よういっぱい生ワイド』などに出演し、作詞家としても活動した奥山コーシン（本名・戸波恍伸）がこの日、低酸素脳症のため東京都内の病院で死去（84歳没）。訃報は6月26日にサンケイスポーツの報道で判明した[285]。
- 31日 - 【賞】「第60回ギャラクシー賞」（NPO法人放送批評懇談会主催）の授賞式がこの日執り行われ、ラジオ部門大賞は琉球放送（RBCiラジオ）が2022年12月31日に放送した『RBCiラジオスペシャル「ダニーボーイ・齋藤悌子、ジャズと生きる」』が[286]、DJパーソナリティ賞はTBSアナウンサーでTBSラジオ『安住紳一郎の日曜天国』パーソナリティの安住紳一郎がそれぞれ受賞した[287]。また、放送批評懇談会60周年記念賞はタモリ（タレント）が受賞している[288]。

### 6月
- 1日
  - 【企業再編・放送持株会社・人事・新潟県】新潟放送（BSN）は認定放送持株会社に移行したうえで、社名を「BSNメディアホールディングス」（以下「BSNメディアHD」）に改め、現行の新潟放送が保持しているテレビ・ラジオの放送事業を準備会社（新潟放送分割準備会社）に吸収分割した上で、社名を「新潟放送」（2代目）に変更して新たに発足した[289]。当初は4月1日に移行を予定していたが、総務省からの許認可が3月時点で得られていないため、移行日を先送りにしていた[290]。あわせてこの日付で新潟放送（旧）代表取締役社長の佐藤隆夫をBSNメディアHDの初代代表取締役社長に、関連会社のBSNアイネット代表取締役会長の梅津雅之を取締役会長にそれぞれ就任する人事を執行、22日の新潟放送（新）の定期株主総会および取締役会において、佐藤を代表取締役会長[注 17]、専務取締役の島田好久を代表取締役社長に就任させる人事を承認し、執行した[291]。
  - 【CI・近畿広域圏】ラジオ大阪（OBC）は、7月に開局65周年を迎えるにあたって、この日をもってステーションコンセプトについて『おとなたちに、エールを。Re:Generation OBC』に、開局65周年キャッチフレーズについて『65歳。もう、好きにやります。』にそれぞれ刷新した[292]。
- 7日 - 【賞】「第49回放送文化基金賞」（公益財団法人放送文化基金主催）の受賞がこの日発表。ラジオ番組部門では、FM TANABE（和歌山県のコミュニティFM）で2022年3月から5月に放送された講談風大河ラジオドラマ「弁慶記」が最優秀賞を受賞した[293]。
- 12日 - 【訃報】1949年に明治大学からプロ野球中日ドラゴンズに入団し、1961年に大毎オリオンズで現役引退するまで実働11年で通算215勝を挙げるなど活躍、また中日と阪神で監督を務めるなど指導者としても活動。1969年 - 1975年および1981年 - 1992年、1995年 - 2010年と三度に亘り東京放送（TBS）にてラジオ・テレビの野球中継解説者を務めたこともある元プロ野球選手・指導者で野球評論家の杉下茂がこの日夜、間質性肺炎のため東京都内の病院で死去（97歳没）。訃報は16日に中日ドラゴンズ球団より公表された[294]。
- 19日 - 【訃報】早稲田大学大学院修了後、大映などを経て1958年にニッポン放送に入社し、ディレクターを務めた後に同局編成部長として『オールナイトニッポン』を企画して番組を開始するなどし、その後はフジサンケイグループ主力三社[注 18]の社長・会長や日本民間放送連盟副会長なども歴任した実業家の羽佐間重彰がこの日、老衰のため死去（95歳没）[295]。
- 21日 - 【人事・関東広域圏】TBSラジオはこの日付にて代表取締役社長の三村孝成が取締役会長に就き、新しい代表取締役社長としてTBSテレビ執行役員の林慎太郎を就任させる人事を発令し、執行[296]。
- 23日 - 【人事・富山県】北日本放送（KNBラジオ）は、この日開催予定の定時株主総会並びに取締役会の承認・決議を経て代表取締役社長の瀧脇俊彦が退任し、常務取締役の島谷浩司を代表取締役社長に就任させる人事を執行[297]。
- 26日 - 【訃報】1970年に古今亭志ん朝門下に入門し修行を経て1973年に「古今亭志ん吉」の名で前座として初高座を踏み、1975年の二つ目昇進を機に芸名を「古今亭八朝」と改め、1984年に真打に昇進するなど活動する傍ら、ラジオ番組では北日本放送（KNBラジオ）にて『八朝のジョイジョイ富山・土曜ワイド』などの番組パーソナリティを務めた経歴を持つ落語家の古今亭八朝（本名：丸山美治）がこの日、老衰のため死去（71歳没）[298][299]。
- 28日 - 【人事・近畿広域圏】大阪放送（ラジオ大阪・OBC）は、この日開催の定時株主総会および取締役会に於いて代表取締役社長の吉田禎宏を取締役会長に、常務取締役の吉野達也を代表取締役社長にそれぞれ就任させる人事を承認し、執行[300]。
- 29日 - いずれも【人事・放送持株会社】
  - 【中京広域圏】中部日本放送（CBC）グループ[注 19]はこの日開催の株主総会および取締役会の承認・議決をもってグループ各社の人事を執行。中部日本放送代表取締役社長兼CBCラジオ代表取締役会長の杉浦正樹が両社の代表取締役会長に、中部日本放送取締役兼CBCラジオ取締役の升家誠司が中部日本放送代表取締役社長に、中部日本放送代表取締役会長の大石幼一が取締役相談役に、CBCテレビ取締役常務執行役員の松波啓三が中部日本放送取締役兼CBCテレビ代表取締役社長兼CBCラジオ取締役に、それぞれ就任した[301][302]。
  - 【福岡県】RKB毎日ホールディングスはこの日開催の定時株主総会および取締役会の承認・議決をもって、代表取締役社長の井上良次の退任並びに、代表取締役の佐藤泉（RKB毎日放送代表取締役社長兼務）が代表取締役社長に、取締役の梅嵜貴史（同取締役兼務）が代表取締役に、それぞれ就任する人事を執行[303][304]。

### 7月
- 1日 -  【人事・組織改編・関東広域圏】TBSテレビはこの日、定期人事異動を発令・執行。同局アナウンサーでは、総合編成本部アナウンスセンターエキスパート職で、TBSラジオ『安住紳一郎の日曜天国』パーソナリティの安住紳一郎（1997年入社、エグゼクティブアナウンサー）が、これまでの局長待遇から、同局の現役アナウンサーとしては史上初となる役員待遇へと昇格[305][306]。また、TBSラジオ『プレシャスサンデー』の2代目パーソナリティ（2004年4月 - 2007年9月）を務めた豊田綾乃（1999年入社）は同センターアナウンス一部部次長に昇格。同月時点でTBSラジオ『アフター6ジャンクション』（本年10月より『アフター6ジャンクション2』に改題）木曜パートナーの宇内梨沙（2015年入社）がアナウンサーと兼務しているeスポーツ研究所は組織改編でライブエンタテイメント局から新規IP開発部の所管となった[307]。
- 12日 - 【訃報】2014年に沖縄から上京後、アパレル店勤務を経て翌2015年に妻のPeco（モデル）と共に『ぺこ&りゅうちぇる』として芸能界デビュー。ラジオではTBSラジオ『LOVE RAINBOW TRAIN』2代目パーソナリティを2022年1月から本年1月の番組終了まで務めたモデル・タレントのryuchell（本名：比嘉龍二）がこの日夕方、東京都渋谷区の所属事務所で死亡している状態で発見された（27歳没）[308]。
- 21日 - いずれも【訃報】
  - 小学校教師として国語教育「生活綴方運動」に取り組み、その成果をまとめた『山びこ学校：山形県山元村中学校生徒の生活記録』が1951年にベストセラーを記録、その後に1956年から1983年まで明星学園（東京都）の教師として国語教育に従事する傍ら、1964年から1992年までTBSラジオ『全国こども電話相談室』のレギュラー回答者を務めたことでも知られた教育者・禅宗僧侶の無着成恭がこの日午前、敗血症性ショックのため死去（96歳没）。訃報は24日に判明した[309][310]。
  - 【京都府】元KBS京都アナウンサーでラジオパーソナリティ、司会者でありプランツコーポレーション代表取締役である武部宏がこの日死去（87歳没）。訃報は30日放送のKBS京都『武部宏の日曜とーく』および自身のFacebookにて明らかにされた[311]。
- 25日 - 【広告・関東広域圏】TBSラジオ・文化放送・ニッポン放送・TOKYO FM・J-WAVEの首都圏ラジオキー局5社は、新たなラジオスポットCMのセールスメニューとして「TRA（TargetingRadioAD）」の開発を行い、この日から2024年9月末までの期間で実証実験を開始した。放送とradiko配信トータルの毎分聴取率を算出した「ラジオ365データ」を活用してインプレッションベースの価格設定を導入、データドリブン運用型マス広告の実現を目指すとしている[312]。

### 9月
- 5日 - 【経営・CI・福岡県】福岡県のCROSS FM（JFL系）の経営に、同県出身の実業家・堀江貴文が参画することが、この日堀江がゲスト出演したTOKYO FM『山崎怜奈の誰かに話したかったこと。』で明らかとなった[注 20][313]。CROSS FM側もこれまで親会社だったDHCがオリックスのM&Aを受けた流れによる物と認めた上で、翌6日に前会長でDHC創業者の吉田嘉明からの株式譲渡が完了したと共に、堀江が代表取締役会長、共同で株式を取得したビジネスパートナーの大出整と三戸政和がそれぞれ代表取締役社長と取締役、代表取締役社長だった坂田隆史は取締役副社長に就任する人事を発表[314][315]、22日に記者会見を行い、新たなコーポレートロゴとキャッチコピー「電波を使った大実験をしよう」、会員制オンラインサロンの開設や堀江自身が出演する番組の開始、人工知能の活用やYouTuberの起用などの検討など、今後の経営方針を発表した[316][317]。
- 7日 - 【訃報】日本の現代音楽の作曲家として管弦楽を中心に精力的に活動、またNHK-FMのクラシック音楽番組『現代の音楽』解説担当を長年務めたことでも知られた作曲家の西村朗がこの日、右上顎洞癌のため死去（69歳没）[318]。
- 9日 - 【訃報】プロ野球・近鉄バファローズで外野手として1979年・80年のパシフィック・リーグ連覇に貢献。さらにダイヤモンドグラブ賞（現・ゴールデングラブ賞）を獲得。現役引退後は野球評論家としてラジオ大阪『近鉄バファローズナイター』および『ラジオ大阪ドラマティックナイター』の解説者を歴任した平野光泰がこの日早朝、兵庫県姫路市内の病院で死去（74歳没）。訃報は17日に判明した[319][320]。
- 22日 - 【訃報】慶應義塾大学経済学部在学中の1951年に男声合唱団「ダークダックス」を結成し、1956年にロシア民謡「ともしび」をヒットさせた後には外国民謡や日本唱歌、歌謡曲などあらゆるジャンルの歌曲を次々と発表、『NHK紅白歌合戦』には通算15回出場、また朝日放送（ABCラジオ）制作のラジオ番組『サンデーダークダックス[注 21]』（1965年 - 1992年）にレギュラー出演するなど男性コーラスの第一人者として2016年まで幅広く活動したダークダックスのメンバーであったゾウさんことバス歌手の遠山一（本名：金井政幸）がこの日、慢性心不全並びに老衰のため東京都内の病院で死去（93歳没）。訃報は25日に明らかになった[321]。これによりダークダックスは全員が故人となった[322]。
- 30日 - いずれも【活動進退】
  - 日本放送協会（NHK）アナウンサーの武内陶子（1991年入職）は、同協会の役職定年制度[注 22]を利用してこの日付で32年半在職したNHKを退職。武内は10月より芸能プロダクションのサンミュージックプロダクションと所属契約を締結し、同社所属のタレント・フリーアナウンサーとして活動を展開[323]。武内がNHK時代に担当していた『ごごカフェ』（ラジオ第1）のパーソナリティはフリー転向後も続投する。
  - 【山梨県】山梨放送（YBS）アナウンサーの岡本桃香（2020年入社）は、この日付で3年6か月在職した同局を退職[324]し、10月からはスターダストプロモーション所属のフリーアナウンサーとして活動[325]。

### 10月
- 1日 - 【開局・コミュニティ放送・神奈川県】神奈川県茅ヶ崎市で、JVCケンウッド・ビクターエンタテインメントが出資し、アミューズとタイシタレーベルミュージックが運営主体となる形で設立されたコミュニティFM放送局「茅ヶ崎エフエム」（愛称：エボラジ、89.2MHz）がこの日開局[326][327][328][329]。
- 2日 - 【開局・コミュニティ放送・兵庫県】本年3月31日に閉局した尼崎市のコミュニティ放送局・エフエムあまがさきが、元パーソナリティーらによって設立された一般社団法人みんなのあま咲き放送局が免許を承継する形で再開局。クラウドファンディングで資金を集め、近畿総合通信局の承認を受けて8月20日付で無線局免許を承継した[330][331]。
- 6日 - 【訃報】メリルリンチ日本証券代表取締役社長などを経て実業界から転身する形で1989年に島根県出雲市長選挙に出馬して当選し、同市長を2期務めた後に衆議院議員（東京6区）を4期務めるなど政界で活躍、代議士時代にはアール・エフ・ラジオ日本にて自身の冠番組『岩國哲人の凛として日本〜甘口・辛口・へらず口』（2001年 - 2003年）のパーソナリティを務めたこともある実業家・政治家の岩國哲人が在住先のアメリカ合衆国・イリノイ州シカゴ市で死去（87歳没）。訃報は9日に親族から日本へ伝えられた[332]。
- 8日 - 【訃報】1960年代後半に高校時代の仲間とフォークグループ「ザ・ロック・キャンディーズ」を結成して東芝音楽工業からレコードデビューし「あなたの世界」などを発表、1971年に堀内孝雄とデュオを組んで「アリス」を結成[注 23]、「青春時代」、「冬の稲妻」、「チャンピオン」などのヒットを飛ばし、ソロシンガーとしても1980年に発表した「昴」がニッカウヰスキーのCMソングに採用され、『NHK紅白歌合戦』には通算16回出場[注 24]を果たし、またラジオパーソナリティーとしても『セイ!ヤング』『純喫茶・谷村新司』（いずれも文化放送）や『MBSヤングタウン』（毎日放送）などの番組に長らく出演。特に『セイ!ヤング』内のコーナー「天才・秀才・バカ」は単行本化もされ一世を風靡するなど若者たちの人気を集めたシンガー・ソングライターの谷村新司がこの日死去（74歳没）。訃報は16日に所属事務所である株式会社ダオより公表された[333][334]。
- 10日 - 【訃報】1955年に県立前橋高校から中日ドラゴンズに入団し、俊足巧打の外野手として首位打者や盗塁王などを獲得、また1978年から3年間中日ドラゴンズ監督として指揮を執ったり、広島東洋カープの二軍監督として前田智徳ら若手の育成に手腕を振るった後、『CBCドラゴンズナイター』（CBCラジオ）や『東海ラジオ ガッツナイター』（東海ラジオ）などで解説を務めた経歴を持つ元プロ野球選手・指導者の中利夫がこの日、誤嚥性肺炎のため愛知県名古屋市内の病院で死去（87歳没）[335]。
- 14日 - 【訃報】1955年に喜劇役者の石井均（1997年没）に入門し、「財津肇メ」の芸名で舞台役者としてデビューし、1964年に拠点を大阪に移して吉本興業に入り、芸名を「財津一郎」と改めて1960年代に一世を風靡した公開時代劇バラエティ『てなもんや三度笠』（朝日放送【ABCテレビ】制作、TBS系[注 25]）への出演をきっかけにブレイク、1971年に吉本興業を退社した後は俳優としても数多くのテレビドラマや映画などに出演、ラジオ番組ではニッポン放送のワイド番組『夕空晴れて!ひがのぼるです』（1977年 - 1984年）にて、番組内包のミニ番組『財津一郎の男の純情』（1978年 - 1979年）のパーソナリティを務めたコメディアン、俳優、タレントの財津一郎（本名：財津永榮）がこの日夕方、慢性心不全のため東京都内の自宅で死去（89歳没）。訃報は19日に子息が週刊誌の取材に応じたことにより判明した[336][337]。
- 22日 - 【訃報】大映映画社員として映画に出演したり、高校教師時代には日大明誠高校野球部監督を務めるなどし、教師を定年退職した後に芸能界入りし、2008年に実娘（サッチィー）とのコンビで漫才コンビ「めいどのみやげ」を結成して数々のテレビ番組に出演、またピン芸人としても「めいどのみやげティーチャ」、「年金ちゃん」の芸名で活動。ラジオ番組では文化放送『レコメン!』 やラジオ日本『峰竜太のミネスタ』など出演するなど幅広く活動した漫才師のティーチャ（本名：佐川真勝）がこの月（正式な没日は非公表）に死去していたことを実娘がSNSで報告した（88歳没）[338]。
- 24日 - 【訃報】1968年に「南田聖子」名義で日本クラウンから歌手としてデビュー後、芸名を「一城みゆ希」と改め、NHK総合のヤング音楽番組『ステージ101』のヤング101初期メンバーとして1970年1月から1972年9月まで出演、その後は声優に転身してフジテレビ系『タイムボカンシリーズ ヤッターマン』（竜の子プロダクション制作、1977年 - 1979年）など数々のアニメ作品や外国映画の日本語版アテレコなど数々の作品に声優として出演、ラジオ番組ではラジオ関西とKBS京都で放送されていた『トヨタ・ミュージック・ネットワーク[注 26]』のパーソナリティを1974年から2009年まで35年間担当するなど長年に亘って多彩なジャンルでの活動を展開した歌手・タレント・声優の一城みゆ希（本名：千枝浩子）がこの日、多臓器不全のため死去（76歳没）。訃報は同日に、所属していたぷろだくしょんバオバブから発表された[339][340]。
- 29日 - 【イベント・東京都】文化放送で1968年11月から2021年3月まで放送された『日野ミッドナイトグラフィティ 走れ!歌謡曲』（日野自動車一社提供）が、10月26日から11月5日まで東京ビッグサイト（東京都江東区）で開催の「JAPAN MOBILITY SHOW 2023」日野自動車ブースにて、この日の14時より会場限定の復活公開放送を実施。同番組末期にパーソナリティを務めた仁科美咲（フリーアナウンサー）の進行のもと、歌手として同番組最長パーソナリティ記録をもつ井上由美子（演歌歌手）をゲストに迎え、番組にまつわるエピソードやリスナーからの番組の思い出と共にトークを繰り広げた。なお、11月3日から5日は同会場で音声のみの再放送も実施した[341]。また、同イベントでは民放ラジオ99局とradikoが共同でブースを出展した[342]。
- 30日（29日深夜） - 【廃局・京都府】朝日放送ラジオ・MBSラジオ・ラジオ大阪が1997年4月から共同で設置・運用してきたAM波の京都中継局（京都府京都市東山区）が、この日をもって送信を終了すると共に廃局。京都市内の電線地中化の進展や海外からの電波の混信が無くなったこと、京都市内でFM補完放送（ワイドFM）を概ね良好に受信することが可能であり、radikoも一定数普及したことなど、中継局を取り巻く状況が大きく変化し、開設時の目的を果たし使命を終えたことを理由としている[343][344]。
- 31日 - いずれも【活動進退】
  - 【秋田県】秋田放送（ABS）アナウンサーの林さくら（2018年入社）は、この日付で5年半在職した同局を退職。退職後の進路は未定[345]。
  - 【関東広域圏】TBSテレビアナウンサーの山本里菜（2017年入社）は、この日付で6年半在職した同局を退職。退職後はセント・フォース所属のフリーアナウンサーとして活動する[346]。

### 11月
- 1日 - 【免許交付・FM補完中継局・岩手県】IBC岩手放送はこの日付で総務省東北総合通信局より田野畑FM補完中継局の免許の交付を受けて開局[347]。
- 3日 - いずれも【イベント】
  - 【関東広域圏】文化放送が例年この日前後に開催している、同社が所在する東京都港区浜松町近辺で、同社を始めとする近隣企業と浜松町・大門の町内会による活性化イベント『浜祭』を、4年ぶりとなる全面リアルイベントとして開催。今回は「好きがつながる!もっとひろがる!浜松町ハーベストフェスタ -浜祭- 2023」と題して、増上寺大殿のメインステージでのワイド番組公開生放送を始め、都立芝公園や文化放送メディアプラスなどでイベントを実施した[348][349]。
  - 【近畿広域圏】MBSラジオが例年、この日に開催している『MBSラジオ秋まつり』を大阪市東住吉区の長居公園にて開催[350]。
- 5日 - 【訃報・中京広域圏】愛知学芸大学時代にNHK名古屋放送劇団に入団して演劇活動を始め、東海エリアを中心に俳優・タレントとして活動。また東海ラジオにて1968年放送開始の深夜番組『ミッドナイト東海』（1971年まで）、1972年開始の朝枠ワイド番組『さん!さん!モーニング』（1983年まで）の初代パーソナリティ、『アマチンのラジオにおまかせ』（1982年 - 1997年）のメインパーソナリティをそれぞれ務めるなど東海地区を代表するラジオパーソナリティとしても長く親しまれた俳優の天野鎮雄がこの日の夜、多臓器不全のため名古屋市内の病院で死去（87歳没）[351][352]。
- 7日 - 【催事・賞・JBA】民放連はこの日、東京都内にて「第71回民間放送全国大会」を開催。同日、式典の席上にて「2023日本民間放送連盟賞」ラジオグランプリ・準グランプリ受賞作品を発表、ラジオ部門のグランプリは四国放送（JRT）『中四国ライブネット 全国で1000台突破!移動スーパーとくし丸〜見えてきた、さらなるくらしの困りごと〜』が、準グランプリは北日本放送（KNB）『KNB報道スペシャル 統一教会と富山政界』が、それぞれ受賞した[353]。
- 9日 -【訃報】1974年にフィリップス・レコードよりアルバム『フィーリングナウ』でメジャーデビューし、バンド活動等を経てソロシンガーとして「たそがれマイ・ラブ」や「シルエット・ロマンス」をはじめとするヒット曲を次々と発表、またアマチュア時代には出身地である北海道にてHBCラジオの深夜番組のパーソナリティを務め、またRSKラジオにて『大橋純子のロマンスをあなたへ』のパーソナリティを務めるなどラジオ番組でも足跡を残した歌手の大橋純子がこの日夕方、東京都内の病院で死去（73歳没）。死因は公表されていないが、2018年に食道がんを患い翌2019年に復帰。しかし今年3月末の定期検査で再発が発覚。活動を休止して療養していた[354][355][356]。
- 12日
  - 【イベント・近畿広域圏】朝日放送ラジオが例年、11月中旬に開催している『ABCラジオまつり』を大阪府吹田市の万博記念公園で開催[357]。
  - 【訃報】1990年にFM802で大々的にオンエアされ、その後テレビのバラエティ番組の挿入歌として使用されるなど大ヒット曲となった「愛は勝つ」で知られ、またラジオパーソナリティとしてもSTVラジオ『アタックヤング』を1988年10月から『KANのアタヤンPUSH!』時代の1999年10月まで歴代最長の11年担当し、以来同局で長らく番組を持ち、FM802でも1989年6月の開局時から1998年9月まで『MUSIC GUMBO』の隔週日曜担当として出演、2023年現在でもSTVラジオ『KANのロックボンソワ』（2004年10月 - ）のメインパーソナリティやFM COCOLO『Wabi-Sabi レディオ・ショー』（2010年10月 - ）[注 27]に出演していた、シンガー・ソングライターのKAN（本名・木村和）がこの日夕方死去（61歳没）。訃報は17日に所属事務所のアップフロントグループ傘下のアップフロントクリエイトより発表された[358]。死因は非公表であるものの、本年3月に日本国内では数十例しかない希少がん「メッケル憩室がん」に罹患したことを公表。治療・療養を続けていた[359]。
- 18日・19日 -【イベント・宮崎県】宮崎放送（MRTラジオ）とエフエム宮崎（JOY FM）は2局合同イベント『MRTラジオ×JOY FM「ラジオのちからinアミュプラザみやざき」』をこの両日アミュプラザみやざきアミュひろば（宮崎市）で開催。18日には11時から12時55分までJOYFMで、13時から15時40分までMRTラジオで会場から公開生放送が実施された他、翌19日の14時から16時までTOKYO FM・JFN系ラジオドラマ『NISSAN あ、安部礼司 〜 beyond the average 〜』[注 28]の公開イベントを実施[360]。
- 30日 - 【活動進退】NHKアナウンサーの杉浦圭子（旧姓：清水、1981年入職、広島放送局在籍）が、この日付をもって42年8か月在職したNHK[注 29]を退職。退職後は広島原子爆弾被爆者二世という自身の成り立ちを生かし、原爆の語り部として再出発することを明らかにしている[361]。

### 12月
- 2日・3日 - 【イベント・東京都】J-WAVEが夏に開催の都市型カルチャーフェス「INSPIRE TOKYO」の初の冬開催となる「J-WAVE presents INSPIRE TOKYO 2023 WINTER -Best Music & Market-」をこの両日代々木公園イベント広場（東京都渋谷区）で開催。あわせて2日にはLINE CUBE SHIBUYA（同）にて、本イベントの一環かつ金曜午前のワイド番組『〜JK RADIO〜TOKYO UNITED』初のイベントとして、同番組のコーナー「MUSICLICK」をフィーチャーしたライブイベント「MUSICLICK LIVE」（出演：KREVA・羊文学、MC：ジョン・カビラ）を開催した[362]。
- 6日 - 【訃報】1973年にハナ肇（クレージーキャッツリーダー〈本名：野々山定夫〉、1993年没）に弟子入りし、1979年に川上泰生、小林すすむ（2012年没）とコントトリオ「ヒップアップ」を結成し、お笑い番組を中心に多くの番組に出演。トリオ解散後にピン芸人・タレントとなってからもバラエティ番組や情報番組、或いはテレビドラマなど数々の番組に出演。かつてアマチュアサッカー選手だった経歴[注 30]を買われてニッポン放送にてサッカートーク番組『島崎俊郎 情熱のゴール』（1992年10月 - 1993年3月） のパーソナリティを務めた経歴を持つタレントの島崎俊郎がこの日東京都内の自宅で倒れ、救急搬送先の病院で死亡が確認された（68歳没）。死因は急性心不全で、島崎は約1週間前から体調不良を訴え、診断の結果インフルエンザに感染していたという[363][364]。
- 15日 - 【不祥事・鳥取県】山陰放送（BSS）が10月に行われた「とっとり郷土芸能まつり2023」において、鳥取県庁から14回のラジオCM（1回20秒）の放送を依頼されていたにもかかわらず、1回も放送していなかったことが明らかになり、県庁はこの日付で同局を2か月間の指名停止処分とした。CMの未放送は同局から県庁への放送実績の報告で判明したもので、「米子本社と鳥取支社との間の連携ミスが原因である」とした。なお契約金は支給されていなかった[365]。
- 30日 - 【訃報】1971年にテイチクレコードより「愛は死んでも」でも歌手デビューし、1973年に発売した「なみだ恋」が大ヒットし、その年の『第24回NHK紅白歌合戦』に初出場し、以後通算23回出場。また1980年には「雨の慕情」にて第11回日本歌謡大賞並びに第22回日本レコード大賞にて大賞を受賞して二冠に輝くなど“演歌の女王”として日本歌謡界に燦然とその名を刻み、ラジオでは『ラジオ喫茶 八代』、『ムーンラウンジ八代』（共にアール・エフ・ラジオ日本）のパーソナリティを務めた経歴を持つ歌手の八代亜紀がこの日、急速進行性間質性肺炎のため死去（73歳没）。訃報は翌2024年1月9日に公式サイトの告示という形で所属事務所のミリオン企画より公表された[366][367]。
- 31日
  - 【活動進退・近畿広域圏】毎日放送（MBS）アナウンサーの野嶋紗己子（2019年入社）が、この日付で4年9か月在職した同局を退職。退職後はビジネス映像会社「PIVOT」へ転職する方向[368]。
  - 【訃報】小説家の中村正常（1981年没）の長女として出生、昭和中期から天才子役として活動し、NHKラジオの連続放送劇『ほがらか日記』が評判となり、以来映画やテレビドラマなどに数多く出演。戦後はNHK『ジロリンタン物語』『お姉さんといっしょ』など全盛期のラジオ番組に多く出演し「七色の声」と評され、タレントとしても数多くのテレビ・ラジオ番組に出演、『NHK紅白歌合戦』でも1959年から3年連続で紅組司会を務め、CBCラジオ『メイコのチビッコ作文教室』TBSラジオ『パパ行ってらっしゃい』『メイコのいきいきモーニング』『サンスター 文化の泉 ラジオで語る昭和の文化』、ニッポン放送『メイコの女房百景』や『垣花正 あなたとハッピー!』の月1レギュラーなど晩年までメディアに出演し続けてきた、俳優・タレント・司会者の中村メイコ（出生名：中村五月、結婚後の本名[注 31]：神津五月）がこの日、肺塞栓症のため死去（89歳没）[369][370]。訃報は翌2024年1月7日に所属事務所のホリプロより公表された[370]。

## 節目

### 開局周年
この年は、1953年に開局した民放局のほとんどが70周年の節目を迎える。
3月
- 1日 - 長崎放送（長崎局、JOUR）開局70周年

4月
- 1日
  - 開局60周年 - 栃木放送（宇都宮局、JOXF）、茨城放送（水戸局、JOYF）
  - K-mix開局40周年
  - FM香川開局35周年

6月
- 16日 - NHK仙台放送局、NHK熊本放送局開局95周年
- 26日 - NHK名古屋放送局、NHK大阪放送局開局90周年
- 29日 - NHK高松ラジオ第2放送 (JOHD) 開始65周年

7月
- 1日 - ラジオ大阪開局65周年
- 6日 - NHK広島放送局開局95周年
- 23日 - NHK徳島放送局開局90周年

8月
- 1日
  - NBCラジオ佐賀 (JOUO) 開局65周年
  - FM NORTH WAVE開局30周年
- 8日 - FM FUJI開局35周年

9月
- 1日
  - 高知放送開局70周年
  - CROSS FM開局30周年

10月
- 1日
  - 開局70周年 - RSK山陽放送、西日本放送、南海放送、熊本放送、大分放送
  - 開局35周年 - J-WAVE、FM長野
  - 開局30周年 - ZIP-FM
- 10日 - 南日本放送開局70周年
- 12日 - 青森放送開局70周年
- 15日 - 山形放送開局70周年
- 31日 - NACK5開局35周年

11月
- 1日 - 秋田放送開局70周年
- 11日 - NHK長野ラジオ第2放送 (JONB) 開局75周年

12月
- 1日
  - 開局75周年 - NHK山形ラジオ第2放送 (JOJC)、NHK高知ラジオ第2放送 (JORB)
  - 開局70周年 - ラジオ福島（福島、郡山、会津若松、いわき局）
- 24日 - アール・エフ・ラジオ日本開局65周年
- 25日 - IBC岩手放送開局70周年

### 番組周年
3月
- 20周年
  - 平成ラヂオバラエティごぜん様さま（中国放送）
  - PAO〜N[注 32]（九州朝日放送）

4月
- 10周年
  - 荻上チキ・Session[注 33]（TBSラジオ）
  - 乃木坂46の「の」（文化放送）
  - アニソン・アカデミー（NHK-FM）
  - 保田隆のHeart Beatラジオ（中国放送）

5月
- 40周年
  - PAO〜N[注 34]（九州朝日放送）

7月
- 20周年
  - レコメン!（文化放送）

10月
- 30周年
  - つボイノリオの聞けば聞くほど（CBCラジオ）
- 10周年
  - モーニングディライト（南海放送）[注 35]

### 記念回
6500回
3月6日 - 生島ヒロシのおはよう定食・生島ヒロシのおはよう一直線（TBSラジオ）
1700回
7月29日 - ゴッドアフタヌーン アッコのいいかげんに1000回（ニッポン放送）
1300回
1月21日 - 伊東四朗 吉田照美 親父・熱愛（文化放送）
900回
2月5日 - 安住紳一郎の日曜天国（TBSラジオ）
800回
2月4日 - RADIO DONUTS（J-WAVE）
8月27日 - 爆笑問題の日曜サンデー（TBSラジオ）
700回
7月2日（1日深夜） - オードリーのオールナイトニッポン（ニッポン放送）
500回
1月23日 - i☆Ris 芹澤優のせりざわーるど with you（アール・エフ・ラジオ日本）
11月18日 - いわての山 トレッキングガイド（IBC岩手放送）
400回
5月27日 - 土曜ワイドラジオTOKYO ナイツのちゃきちゃき大放送（TBSラジオ）
300回
1月22日 - 井上芳雄 by MYSELF（TBSラジオ）
200回
2月25日 - lyrical school minanのLet's チルアウト（エフエム群馬）
3月30日（29日深夜） - 乃木坂46のオールナイトニッポン（ニッポン放送）
100回
2月24日 - ベルク presents 乃木坂46の乃木坂に相談だ!（エフエム東京）
2月25日
多田慎也ApplePOP（エフエム青森）
日テレアナ・ザ・ワールド!（アール・エフ・ラジオ日本）
Sky presents 中村七之助のラジのすけ（朝日放送ラジオ）
2月26日
CHINTAI presents きゃりーぱみゅぱみゅ Chapter＃0〜Touch Your Heart〜（エフエム東京）
秋元真夏 卒業アルバムに1人はいそうな人を探すラジオ サンデー（文化放送）
3月5日
地方創生プログラム ONE-J（TBSラジオ）
沖野綾亜のチルドキ!!（琉球放送）

## 主な放送番組

### 開始番組

#### 2023年1月放送開始
エフエム北海道
- 7日 - オレたち転勤族（出演：すたばきよみ ほか。土曜 20:00 - 21:00）[383]

TBSラジオ
- 1日
  - アンジェリーナ1/3 夢は口に出せば叶う!!早番（出演：アンジェリーナ1/3（Gacharic Spin）。日曜 7:30 - 8:00）[384]
  - ポケットカード プレゼンツ 気になる世界の身になるはなし（出演：石崎ひゅーい。日曜 20:30 - 21:00）[385]
- 2日 - BOOST!（出演：鎌田和樹（UUUM株式会社 会長）、浦郷絵梨佳。月曜 19:31 - 19:41頃〔アフター6ジャンクション 内〕）[386]
- 6日 - 三井ダイレクト損保 presents 強くてやさしい金曜日（出演：土屋礼央。金曜 13:42ごろ）[387]
- 7日 - 立飛グループpresents 東京042〜多摩もりあげ宣言〜（出演：土屋礼央、林家つる子。土曜 15:25 - 15:55）[388]

文化放送
- 4日 - ビューティフル・メロディーズ〜よみがえる青春のポップス（出演：野村邦丸。月 - 金曜 10:35 - 10:45）[4]

interfm
- 6日（5日深夜） - INUWASIの狗電信（出演：INUWASI。金曜<木曜深夜> 1:00 - 1:30）[389]

アール・エフ・ラジオ日本
- 7日（6日深夜）
  - 政国燦多朗 スコやかアドベンチャー（出演：政国燦多朗。土曜<金曜深夜> 1:30 - 2:00）[390]
  - ベイビークレヨン〜1361〜が東京ドームに立つまで（出演：ベイビークレヨン。土曜<金曜深夜> 3:30 - 4:00）[391]

ベイエフエム
- 2日（1日深夜） - バズTikナイト（出演：有村昆、九島遼大、井口綾子。月曜<日曜深夜> 1:00 - 1:27）[392]

エフエムナックファイブ
- 6日 - 鈴木啓太のシェアフレ〜人生のきっかけを作った魔法の言葉〜（出演：鈴木啓太。金曜 7:15 - 7:25）[393]

横浜エフエム放送
- 5日（4日深夜） - 全身全霊ラジオ（出演：PIGGS。木曜<水曜深夜> 3:00 - 3:30）[394]
- 6日（5日深夜） - ラウンジスターレディオ supported by AWA（出演：saku ほか。金曜<木曜深夜> 3:00 - 3:30）[395]

エフエム富士
- 7日 - ロカってるナイト3（出演：The Biscats。土曜 22:30 - 23:00）[396]

ZIP-FM
- 6日 - KO-DAI DO-DAI（出演：KO-DAI（Sonar Pocket）。金曜 23:00 - 23:30）[397]

エフエム愛知
- 3日（2日深夜） - BABYschemaのLet me share!（出演：BABYschema。火曜<月曜深夜> 2:30 - 3:00）[398]
- 3日 - khaos talk session（出演：吉川朋江、中田千代。火曜 21:00 - 21:30）[398]
- 6日 - DA PUMP TOMOのLink Up Station（出演：DA PUMP TOMO、SAPEur Nobunaga。金曜 21:30 - 21:55）[398]

MBSラジオ
- 1日 - イマドキッキャンパスナイト（出演：大関ありさ ほか。日曜 23:30 - 翌0:00）[399]

大阪放送
- 2日（1日深夜） - 船戸ゆり絵の日本酒たりてますか?（出演：船戸ゆり絵。月曜<日曜深夜> 0:00 - 0:10）[400]
- 11日 - こちら港区552（出演：原田年晴。水曜 17:30 - 17:45）[401]

FM802
- 6日 - DESIGN YOUR FANTASTIC FUTURE: LET'S JUMP UP supported by モデルナ・ジャパン（出演：中島颯太（FANTASTICS from EXILE TRIBE）。金曜 20:00 - 21:00）[402]

エフエム大阪
- 6日
  - NMB48 出口結菜の #ラビグルメ5つ星☆☆☆☆☆ supported by 阪急東通商店街（出演：出口結菜（NMB48）、淡路祐介。金曜 19:00 - 19:30）[403]
  - TRF RHYTHM FIVE（出演：TRF。金曜 19:30 - 20:00）[404]

ラジオ関西
- 29日 - ラジオ確定申告 from オタク会計士チャンネル（出演：山田真哉。日曜 8:45 - 9:00）[405]

南海放送
- 6日 - 沼ぴぃ&みなみのアニメdeハッピー（出演：沼田心之介、青木美奈実。金曜 22:30 - 22:40）[406]

CROSS FM
- 1日 - Cool Jam（出演：森山茂樹。土曜 22:00 - 23:00、日曜 23:00 - 翌0:00）[407]
- 2日 - GROW!（出演：GIORGIO CANCEMI &TANAKA ALIC（月曜）、MOS（火曜）、KAGERO 兼 I love you Orchastra 白水悠（水曜）、月替わりアーティスト（木曜）。月 - 木曜 20:00 - 21:00）[407]
- 3日 - 長友仍世のBARIKATA ROCK!（出演：長友仍世。火曜 22:00 - 翌0:00）[407]
- 4日 - Love a la mode（出演：倉田真由美。水曜 21:30 - 23:30）[407]
- 5日 - Quiet Jam（出演：Jina Manacsa(ジーナ・マナクサ)。木曜 22:00 - 22:30）[407]
- 6日 - Become（出演：高島麻利央。金曜 16:00 - 16:30）[407]
- 7日
  - 堀江淳と沖直実のJun For You（出演：堀江淳、沖直実。土曜 18:30 - 20:00）[407]
  - City Breeze（出演：黒住憲五、今井優子。土曜 21:30 - 23:00）[407]

エフエム福岡
- 24日 - 前田佳織里に朝飯前だ!（出演：前田佳織里。第4火曜 21:10頃〔あにぺろ 内〕）[408]

ラジオ沖縄
- 3日 - 松尾陽介の人間交差点（出演：松尾陽介。火曜 18:45 - 19:00）[409]
- 4日 - 〜 Enjoy Everyday 〜 まいたの（出演：金城しおり（月 - 火曜）、嘉数ゆり（水 - 木曜）、杉原愛（金曜）。月 - 金曜 9:30 - 11:30）[410]

#### 2023年2月放送開始
エフエム北海道
- 6日 - 夜はこれから（出演：暁夢。月曜 19:00 - 19:30）[411]
- 8日（7日深夜） - トライプレイン 魂のフライト（出演：TRIPLANE。水曜<火曜深夜> 1:00 - 1:30）[411]
- 13日 - Morning Morning!（出演：猪飼雄一。月 - 金曜 6:00 - 9:00）[411]

エフエム・ノースウェーブ
- 8日（7日深夜） - 3eee サツエキマエクラス（出演：Basil&3eee、片岡香澄。水曜<火曜深夜> 1:00 - 1:30）[412]

アール・エフ・ラジオ日本
- 3日（2日深夜） - 袴田彩会のSecret base（出演：袴田彩会。金曜<木曜深夜> 2:00 - 2:30）[413]

J-WAVE
- 4日 - BMW FREUDE FOR LIFE（出演：小澤征悦。土曜 11:00 - 11:30〔RADIO DONUTS 内〕）[414]

エフエムナックファイブ
- 8日（7日深夜） - 運上弘菜のパーソナルスペース（出演：運上弘菜（HKT48）。水曜<火曜深夜> 1:40 - 2:00（ラジオのアナ〜ラジアナ 内））[415]

エフエム富士
- 4日 - パイセンみるく（出演：ファンタスティック☆パイセン。土曜 23:30 - 翌0:00）[416]

エフエム大阪
- 5日（4日深夜） - UniteUp!とラジオしないと（出演：UniteUp!メンバー、淡路祐介。日曜<土曜深夜> 4:00 - 4:30）

ラジオ関西
- 3日 - 今日の気分で、ぶらり関西ツアー!!（金曜 21:00 - 21:30）[405]

エフエム福岡
- 4日（3日深夜） - ビーグルクルー RADIO CREWSER（出演：ビーグルクルーYASS。土曜<金曜深夜> 1:00 - 1:30）[417]

#### 2023年3月放送開始
文化放送
- 27日 - ノバセル presents マーケティング進化論（出演：田部正樹、甲斐彩加。月曜 19:30 - 20:00）[418]
- 28日（27日深夜） - ARTIST FC（出演：太田英明。火曜<月曜深夜> - 金曜<木曜深夜> 3:00 - 4:44）[419]
- 29日（28日深夜） - アニパチ presents 保住有哉 いるじゃん!（出演：保住有哉。水曜<火曜深夜> 1:00 - 2:00）[420]
- 30日（29日深夜） - よるステ!（出演：有澤樟太郎、矢崎広、染谷俊之、赤澤遼太郎。木曜<水曜深夜> 1:00 - 2:00）[62]
- 30日 - 菅井友香の#今日も推しとがんばりき（出演：菅井友香。木曜 21:30 - 22:00）[419]
- 31日（30日深夜）
  - ジャニーズWEST桐山照史・中間淳太のREC（出演：桐山照史、中間淳太（ジャニーズWEST）。金曜<木曜深夜> 0:05 - ）
  - TOOBOEのわるあがき!（出演：TOOBOE。金曜<木曜深夜> 1:00 - 1:30）[419]
  - Girls²ミサキとクレアのアニファン!（出演：鶴屋美咲、増田來亜（Girls²）。金曜<木曜深夜> 1:30 - 2:00）[419]

茨城放送
- 31日 - Lucky Fesの楽しみ方（出演：菊地真衣、大島千穂 他。金曜 19:00 - 19:30）[421]

RKB毎日放送
- 27日 - カレー探偵たける（出演：たける。月曜 20:15 - 20:30）[422]

#### 2023年4月放送開始
NHKラジオ第1放送
- 3日
  - ふんわり（出演：山口もえ（月曜）、木村祐一（火曜）、伍代夏子（水曜）、六角精児（木曜）、黒川伊保子（金曜）、稲垣秀人（月、水、金曜）、澤田彩香（火、木曜）。月 - 金曜 8:30 - 11:50）[77][78]
  - ひめゴジ!（松山放送局）（出演：岸本南奈。月 - 木曜 17:05 - 17:55）[423]
- 6日 - ふくどん!（福島放送局）（出演：石井双葉他。木曜 16:05 - 17:55）[424]
- 7日 - 梶裕貴のラジオ劇場（出演：梶裕貴。金曜 20:05 - 20:55）[77]
- 8日
  - 朗読（土曜 12:30 - 12:45）[77]
  - 国語辞典サーフィン（出演：サンキュータツオ、柘植恵水。土曜 12:45 - 13:00）[77][78]
- 9日
  - 小痴楽の楽屋ぞめき（出演：柳亭小痴楽。日曜 13:05 - 13:55）[77]
  - ヴォイスミツシマ（出演：満島ひかり。日曜 15:05 - 15:55）[77]
- 27日 - 北海道のなにか（帯広放送局）（出演：神門光太朗。月1回 20:05 - 21:55）[425]

NHK-FM放送
- 3日 - 朗読の世界（月 - 金曜 21:15 - 21:30）[77]
- 9日
  - 伊集院光の百年ラヂオ（出演：伊集院光、礒野佑子。日曜 11:00 - 11:50）[77][78]
  - ディスカバー・ビートルズII（日曜 13:00 - 13:50）[77]
  - 望海風斗のサウンドイマジン（出演：望海風斗。日曜 21:00 - 21:50）[77]
  - 狭間美帆のジャズヴォヤージュ（出演：狭間美帆。日曜 21:50 - 22:40） [77]
  - ぶいあーる!（出演：星街すいせい。日曜 22:40 - 23:30）[77]
- 30日 - Twilight Club DJ MIX（最終日曜 21:50 - 22:40）[77]

北海道放送
- 2日 
  - 明日をキヅク（出演：HBCアナウンサー、日曜 10:45 - 11:00）[426]
  - オクラホマの日曜スピリッツ（出演：オクラホマ、阿部凛。日曜 19:00 - 20:00）[426]

STVラジオ
- 8日（7日深夜） - しろっぷのぶちかまし（出演：しろっぷ。土曜<金曜深夜> 0:00 - 1:00）[427]
- 9日
  - 荒野拓馬のGO!GO!コンサドーレ（出演：荒野拓馬。日曜 8:45 - 8:55）[427]
  - 草野あずみのハッピー競馬（出演：草野あずみ。日曜 15:00 - 17:00）[427]
- 10日 - 特選!うたわたり 新浜レオンの歌を聴いておくレオン!!（出演：新浜レオン。第2月曜 18:30 - 19:00）[427]

エフエム北海道
- 1日 - 岡三証券 presents STARS Social Change（出演：入澤拓也、アイシス。土曜 21:30 - 21:55）[428]
- 2日
  - そとあそびRadio（出演：豊澤瞳。日曜 9:00 - 9:55）[428]
  - chillax（出演：Chima。日曜 21:30 - 21:55）[428]
- 5日（4日深夜） - 風越星名 V*V avenue（出演：風越星名。水曜<火曜深夜> 1:30 - 2:00）[428]
- 6日 - さまふぇす（出演：暁夢。木曜21:30 - 21:55）[428]

エフエム・ノースウェーブ
- 1日 - RISING SUN ROCK FM（出演：yuka。土曜 20:00 - 21:00）[429]
- 3日 - cottonsky（出演：わたなべゆうか。月 - 木曜 9:00 - 11:55）[429]
- 4日 - PLANT CHANNEL（出演：加藤ジュン。火曜 23:30 - 翌0:00）[429]
- 5日 - NAQT VANE's Good Vibes Only（出演：Harukaze（NAQT VANE）。水曜 21:00 - 22:00）[429]
- 7日 - 札駅前バンガーズ（出演：MAXXXINE。金曜 17:00 - 20:00）[429]
- 20日（19日深夜） - DO! VOICE Hokkaido（出演：どんぐり、岸利宜、種市慎太郎。木曜<水曜深夜> 1:00 - 1:30）[430]

青森放送
- 2日
  - らじ丸にっち!（出演：夏目浩光。日曜 12:00 - 15:00）[431]
  - ラジオ青山（出演：青山良平、吉崎ちひろ。日曜 18:05 - 19:00）[431]
- 3日
  - 朝わい!くりっぷ（出演：伊東幸子（月曜、金曜）、鮫島大史（火曜）、筋野裕子（水曜）、田村啓美（木曜）。月 - 金曜 7:00 - 11:00）[431]
  - らじすく!エア（出演：盛合諒（月曜）、筋野裕子（月曜）、古屋敷裕太（火曜）、猪股南（火 - 水曜）、坂本サトル（水曜）、かすみ（木曜）、吉崎ちひろ（木 - 金曜）、多田慎也（金曜）。月 - 金曜 11:55 - 16:00）[431]
  - ドライバーズJ（出演：成田洋明。月 - 金 17:45 - 18:00）[431]

IBC岩手放送
- 3日 - よこっちピーマンのZ世代ラジオ塾（出演：よこっちピーマン。月曜 18:15 - 19:00）[432]
- 7日 - 忠犬立ハチ高のレディ高（出演：忠犬立ハチ高。金曜 17:45 - 18:00）[432]

エフエム岩手
- 5日 - Beba!DOG LIFE supported by coat colors（出演：小田加代子。水曜 10:45 - 10:55）[433]

東北放送
- 1日 - わいわいさーくる（出演：山口祥未。土曜 19:30 - 19:55 ※第2土曜 19:40 - 19:55）[434]
- 2日 - しあわせな介護（日曜 10:05 - 10:15）[434]
- 3日
  - 佐藤朱の月YOH!あかり（出演：佐藤朱。月曜 19:30 - 20:00）[434]
  - 〜ココロもカラダもHappyに〜若々ラジオ（月曜 21:30 - 22:00）[434]

秋田放送
- 10日（9日深夜） - ABSフリースタイル（月曜<日曜深夜> 0:30 - 0:45）[435]

エフエム福島
- 1日 - 片平里菜 Come Back Home（出演：片平里菜。土曜 9:30 - 9:55）[436]

TBSラジオ
- 1日
  - 滋慶学園COMグループ presents 夢はココから!サタデー!（出演：スザンヌ、大神いずみ。土曜 15:00 - 15:10）[437]
  - リンレイ presents 三丁目バス停前の珈琲店〜金沢雅美と家族のかたち〜（出演：金沢雅美。土曜 20:00 - 20:30）[437]
- 2日
  - 滋慶学園COMグループ presents 夢はココから!サンデー!（出演：スザンヌ、大神いずみ。日曜 12:30 - 12:40）[437]
  - 東京閾値（日曜 18:00 - 18:30）[437]
  - スタンドバイ・見取り図（出演：見取り図。日曜 23:00 - 23:30）[437]
- 3日
  - こねくと（出演：石山蓮華、菅良太郎（月曜、パンサー）、でか美ちゃん（火曜）、飯塚悟志（水曜、東京03）、土屋礼央（木曜）。月 - 木曜 13:00 - 15:30）[80][81]
  - ザ・Podcastワールド（月曜 21:00 - 21:30）[437]
  - 朗読・斎藤工 深夜特急 オン・ザ・ロード（出演：斎藤工。月 - 金曜 23:30 - 23:55）[438]
- 4日 - GMOクリック証券 presents トレードアイランド学園』（出演：レッド吉田（TIM）ほか。火曜 21:00 - 21:30）[437]
- 7日
  - 金曜ワイドラジオTOKYO えんがわ（出演：外山惠理、玉袋筋太郎。金曜 13:00 - 15:30）[80][81]
  - 武田砂鉄のプレ金ナイト（出演：武田砂鉄。金曜 22:00 - 23:30）[439]
- 8日（7日深夜） - マイナビLaughter Nightサスペンダーズの馬場歩き（出演：サスペンダーズ。土曜<金曜深夜> 0:30 - 1:00）[440]

文化放送
- 1日
  - てるのりのワルノリ（出演：吉田照美、オテンキのり。土曜 17:00 - 17:30、18:00 - 18:30）[68][70]
  - SAYONARAシティボーイズ（出演：シティボーイズ。土曜 19:00 - 19:30）[72]
  - A&Gメディアステーション FUN MORE TUNE（出演：安元洋貴、白石晴香。土曜 23:00 - 翌0:00）[419]
- 2日 - モーニングTEN!（出演：久保朱莉。日曜 10:00 - 11:00）[441]
- 3日（2日深夜） - 岸洋佑のイジンデンシン（出演：岸洋佑。月曜<日曜深夜> 1:00 - 1:30）[442]
- 7日 - 東京リベンジャーズ 相棒零泥威悪（あいぼうレディオ）（出演：新祐樹、狩野翔。金曜 23:30 - 翌0:00）[443]

ニッポン放送
- 3日
  - 有楽町鬼不動産（出演：荘口彰久、三鬼紘太郎。月曜 19:20 - 19:40）[444]
  - ブシロード presents おしえてメディアミックス!（出演：吉田尚記、西尾夕香。月曜 20:00 - 20:30）[445]
- 4日（3日深夜） - Adoのオールナイトニッポン（出演：Ado。火曜<月曜深夜> 1:00 - 3:00）[26]
- 5日（4日深夜） - あののオールナイトニッポン0(ZERO)（出演：あの。水曜<火曜深夜> 3:00 - 4:30）[26]
- 6日 - 岡田康太とchuLaのちゅらんくアップ!（出演：岡田康太、chuLa。木曜 21:30 - 21:50）[446]
- 7日
  - アニマックス presents 吉田尚記のオタクガストロノミー（出演：吉田尚記。金曜 21:30 - 22:00）[447]
  - あいみょんのオールナイトニッポンGOLD（出演：あいみょん。第1金曜 22:00 - 翌0:00）[26]
- 15日 - ショウアップナイタースペシャル 伊集院光の集まれ!野球おじさん（出演：伊集院光、煙山光紀。土曜 17:50 - 20:00）[96]

interfm
- 1日
  - 里山ZERO BASE コラボレーションラジオ 『Sato Note』（出演：西野文貴、高橋万里恵。日曜 8:00 - 8:30）[448]
  - 野菜をMOTTO presents スープのじかん。（出演：菊池亜希子。土曜 9:30 - 10:00）[448]
- 2日（1日深夜） - I Don't Like Mondays.THE ONE（出演：YU（I Don't Like Mondays.）。日曜<土曜深夜> 0:00 - 1:00）[448]
- 2日 - SUNDAY FINISHING LINE（出演：タケ小山。日曜 16:00 - 17:55）[448]
- 4日（3日深夜） - MUSIC CHARGE（出演：長井英治、じゅん。火曜<月曜深夜> 0:30 - 1:00）[448]
- 4日
  - BI-SU presents BIRD OF THE HEART（出演：稲冨幹也、西野未姫。火曜 21:30 - 22:00）[448]
  - 日向坂46潮紗理菜のサリマカシーラジオ（出演：潮紗理菜（日向坂46）。火曜 23:30 - 翌0:00）[448]
- 5日 - TabataBar（出演：田端信太郎、カヨリーナ。水曜 22:00 - 23:00）[448]
- 7日
  - アントニーのALL-IN（出演：アントニー（マテンロウ）。金曜 14:00 - 14:43）[448]
  - Tokyo Crossover Radio（出演：沖野修也。金曜 22:00 - 23:00）[448]

エフエム東京
- 1日 
  - 野菜をMOTTO presents ○○のある生活（出演：ふかわりょう、鬼頭里枝。土曜 11:30 - 11:55）[449]
  - 東京海上日動「マイプレイリスト」〜そばにある音楽〜（出演：高橋茂雄（サバンナ）。土曜 15:30 - 15:55）[449]
- 2日
  - Street Fiction by SATOSHI OGAWA（出演：小川哲。日曜 5:30 - 5:55）[449]
  - 明治 オリゴスマート presents 加治ひとみ EYES to Happiness（出演：加治ひとみ。日曜 8:30 - 8:55）[449]
  - MAZZEL RADIO STATION（出演：MAZZEL。日曜 20:00 - 20:30）[450]
  - ハーメック presents TOKYO SAUNAR'S GARDEN（出演：中上恭子。日曜 20:30 - 20:55）[449]
  - もにゅそで SUPER FLYING GIRLS（出演：もにゅそで。日曜 23:30 - 23:55）[449]
- 5日 - Saucy LOCKS!（出演：Saucy Dog。水曜 23:08頃〔SCHOOL OF LOCK!内〕）[451]
- 7日
  - セブン銀行 presents エバンジェリストスクール!（出演：西脇資哲、Liyuu。金曜 12:30 - 12:55）[449]
  - IDOL CHAMP presents POP-K TOP10 Friday（出演：本田仁美（AKB48）。金曜 18:00 - 18:25）[449]

J-WAVE
- 2日（1日深夜） - FOOTNOTE（出演：Skaai。日曜<土曜深夜> 0:00 - 1:00）[452]
- 7日 - MUSIC BLOOM（出演：Shin Sakiura、Rachel（chelmico）。金曜 22:00 - 22:30）[452]

アール・エフ・ラジオ日本
- 2日（1日深夜） - ミックスシャワー（出演：実愛、尻間泉花。日曜<土曜深夜> 4:30 - 5:00）[453]
- 4日（3日深夜） - chuLa蒼井聖南・楠こはなのchuLadio（出演：蒼井聖南、楠こはな（chuLa）。火曜<月曜深夜> 0:30 - 1:00）[454]
- 4日 - 木村洸士のわくわく不動産投資（出演：木村洸士、竹井志織。火曜 21:45 - 22:00）[455]
- 5日（4日深夜） - M-TRUST RADIO〜おもしろ人間〜（出演：金ちゃん（鬼越トマホーク）、松井眞紀。水曜<火曜深夜> 1:00 - 1:30）[456]
- 6日 - 沢田亜矢子の生きがいラジオ（出演：沢田亜矢子。木曜 22:30 - 23:00）[457]

ベイエフエム
- 1日
  - bay breethin'（出演：奥宮みさと。土曜 4:30 - 4:53）[458]
  - 上田竜也のPirates Radio（出演：上田竜也（KAT-TUN）。土曜 22:30 - 22:57）[458]
- 5日（4日深夜）
  - 俺のメモ帳!on tuesday（出演：秋山竜次（ロバート）。水曜<火曜深夜> 1:00 - 1:27）[458]
  - サバラジチャンネル（出演：サバシスター。水曜<火曜深夜> 1:30 - 1:55）[458]
- 6日（5日深夜） - Wave Re:minder -懐かしむより、超えていけ!-（出演：太田秀樹（Re:minder代表）。木曜<水曜深夜> 1:00 - 1:55）[458]
- 8日（7日深夜） - シャララ島（出演：シャラ ラジマ。土曜<金曜深夜> 4:00 - 4:27）[458]

エフエムナックファイブ
- 1日 - OFF KEN RADIO（出演：三原健司（フレデリック）。土曜 21:30 - 22:00）[93]
- 2日（1日深夜） - ≒JOYのラジオで夜ふかし（出演：≒JOY。土曜<日曜深夜> 24:30 - 25:00）[93]
- 3日 - REDs My Life（出演：吉田恵美。月 - 金曜 6:50 - 7:00）[93]
- 4日
  - （3日深夜） - 真っ白なキャンバス 小野寺梓のおのでらんど国民放送（出演：小野寺梓（真っ白なキャンバス）。火曜<月曜深夜> 2:40 - 2:50〔ラジオのアナ〜ラジアナ内〕）[93]
  - 平嶋夏海 Run! Run! Run!（出演：平嶋夏海。火曜 23:30 - 翌0:00）[93]

- 7日
  - （6日深夜）Apesのラジオバナナ（出演：Apes。金曜<木曜深夜> 1:40 - 2:00〔ラジオのアナ〜ラジアナ内〕）[93]
  - Good Luck! Morning! -Friday-（出演：柴田聡、金曜 6:00 - 9:00）[93]
  - ヒャダイン Up Your Life（出演：ヒャダイン。金曜 18:00 - 19:00）[93]
- 8日（7日深夜） - クジラ夜の街のメタラジオ（出演：クジラ夜の街。土曜<金曜深夜> 0:00 - 0:30）[93]

横浜エフエム放送
- 2日 - クレイン不動産流通 おうち売却マスター（出演：じゅんご、齋藤剛。日曜 17:48 - 17:57）[459]
- 3日 - E★K radio「ONE HUNDRED LOVERS」（出演：KANNA（OHL）。月曜 23:30 - 翌0:00）[459]
- 3日（2日深夜） - Coastline84.7（出演：河口恭吾。月曜<日曜深夜> 0:00 - 0:30）[459]
- 5日（4日深夜） - ヰ世界らじおプラネット」（出演：ヰ世界情緒。水曜<火曜深夜> 1:00 - 1:30）[459]
- 7日 - ZERO-8（出演：REIJI（FlowBack）、八村倫太郎（WATWING）。金曜 22:00 - 23:30）[459]

茨城放送
- 7日 - ラジオフリークスpowered by FREAK’S STORE（出演：菖蒲理乃。金曜 19:30 - 20:00）[421]

栃木放送
- 2日（1日深夜） - ダダダダ!ダニエルズ（出演：ダニエルズ。日曜<土曜深夜> 0:45 - 1:00）[460]
- 2日 - 須賀由美子の四季をうたう（出演：須賀由美子。日曜 14:00 - 14:30）[461]
- 3日 - ミキシング!（出演：DJ-kei、MARIKA（月曜）、篠田和之、中里弥菜（火曜）、藤田真奈、クリオーネ（水曜）、松井里恵、つぶやきシロー（木曜）。月 - 木曜 13:00 - 19:00）[462]
- 7日 - 隆さま劇場（出演：阿久津隆一。金曜 13:00 - 18:20）[462]

エフエム栃木
- 6日 - 菜の葉。のオト（出演：サヤカ（菜の葉。）。木曜 20:00 - 20:15）[463]

エフエム群馬
- 13日 - Annaの限界までしゃべらせて（出演：Anna（シンガー）。木曜 11:30 - ）[464]

新潟放送
- 3日 - IBERIs&の#推し教えたいむ（出演：IBERIs&。月曜 18:40 - 18:45）[465]

エフエムラジオ新潟
- 3日 - GO!GO!PARTY!〜ゴゴパリ〜（出演：関田将人（月 - 火曜）、斉藤瞳（水 - 木曜）、Mika Walker（月曜）、木村あさみ（火曜）、酒井春奈（水曜）、村井杏（木曜）。月 - 木曜 13:30 - 15:55）[466]
- 4日 - にいがた2kmラジオ（出演：ミノルクリス滝沢、にいがた通信のガタ子。火曜 12:00  12:55）[467]

北日本放送
- 28日 - マリエとやま FOO&HŌŌ presents オープンマイクとやま（出演：森本千瑛。毎月第4金曜 21:00 - 21:30）[468]
- 29日 - 古井康介の新しいラジオ（出演：古井康介。毎月最終土曜 18:30 - 19:00）[469]

富山エフエム放送
- 5日 - 水曜日のひなたぼっこ（出演：ボンベイ、堀池真緒。水曜 11:30 - 12:55）[470]

北陸放送
- 2日 - ほくりくアイドル部のデジタル学園!（出演：ほくりくアイドル部他。日曜 17:00 - 17:15）[471]
- 3日 - 前田明日香の旅してスマイル（出演：前田明日香。月曜 21:00 - 21:30）[472]

山梨放送
- 1日
  - ミュートレック〜MuTrek〜（出演：神部冬馬。土曜 9:00 - 12:50）[473]
  - CENTURY21 NEXT STYLE presens 世間知らズの食べトコ（出演：世間知らズ。土曜 17:30 - 17:45）[474]

エフエム富士
- 1日 - 上運天美聖のheavenly Night（出演：上運天美聖、鈴付みけ、早乙女麗那。土曜 23:00 - 23:30）[475]
- 2日 - バイエルンから愛を込めて〜わたしたちの眠れない夜に〜（出演：IMALU、北原みのり（不定期）。日曜 19:30 - 20:00）[475]
- 4日（3日深夜） - 月曜からあざラジ（出演：あざとすぎるにもほどガール。火曜<月曜深夜> 0:30 - 1:00）[475]
- 5日 - LOVE 9 LOVE らじおくらぶ（出演：LOVE 9 LOVE。水曜23:30 - 翌0:00）[475]
- 6日（5日深夜） - 水曜日の夜な夜なラウンジ 〜My Pure Salon〜（出演：藤井舞、Pure Green。木曜<水曜深夜> 1:00 - 1:30）[475]
- 6日
  - アクサ生命 presents Make One's Dream （出演：東城佑香。木曜 18:46 - 18:54）[475]
  - ROCK VOLTAGE ロゼッタ・スペース（出演：長谷部悠生（Kroi）木曜 21:00 - 22:00）[475]
  - ROCK VOLTAGE 薄っぺらい愛を込めて（出演：シンガーズハイ。木曜 22:00 - 23:00）[475]

信越放送
- 1日 - 加藤昌則のぶっとび!クラシックでR（出演：加藤昌則。土曜19:00 - 19:30）[476]
- 4日 - Nana Christineのおかまいなし!（出演：Nana Christine、斉藤美穂。火曜 19:00 - 19:30）[476]

CBCラジオ
- 1日
  - SKE48のドリームクルーズ（出演：谷真理佳、井上瑠夏、池田楓、原優寧（SKE48、月替わりで担当）。土曜 19:50 - 20:00）[477]
  - Take on presents おさるのどーでしょう!!!（土曜 20:30 - 21:00）[478]
  - 真誠 presents タイムマシーン3号のそろそろ売れてもいいんじゃない?（出演：タイムマシーン3号。土曜 21:30 - 22:00）[478]
- 2日
  - 城所あゆねのグランパスタイム（出演：城所あゆね。日曜 12:50 - 13:00）[478]
  - 八木志芳の私たちは求めてる（出演：八木志芳。日曜 22:00 - 22:30）[478]
  - スナイパーキトーのコントハイアー（出演：スナイパーキトー。日曜 22:30 - 22:45）[478]
  - 大参もりえのネコモリ（出演：大参もりえ。日曜 22:45 - 23:00）[478]

東海ラジオ放送
- 1日  - KORE-SUKI! RADIO（出演：野村実代（SKE48）、マーナイス鈴木。土曜20:30 - 21:00）[479]
- 3日 - 永田薫の東海KAORU（出演：永田薫。月曜 19:00 - 19:15）[480]

ZIP-FM
- 1日
  - Big Yup!（出演：西岡大貴。土 - 日曜 6:00 - 7:00）[481]
  - Sparkling（出演：清里千聖。土曜 13:00 - 16:00）[481]
  - MOJO VISION（出演：若林詩恩。土曜 16:00 - 19:00）[481]
  - Limelight（出演：鉄平、土曜 23:30 - 翌0:30）[481]
- 3日
  - OVER VIEW（出演：コーリア留奈（月 - 火曜）、高樹リサ（水 - 木曜）。月 - 木曜 14:00 - 16:30）[481]
  - MAGIC JAM（出演：高木マーガレット、月 - 木曜 16:30 - 19:00）[482]
  - FAIR NEXT INNOVATION Play with EαRTH（出演：ORβIT、Hillary。月曜 23:55 - 翌0:25〔GENZ 内〕）[483]
- 5日（4日深夜） - FIGHTING!! MOONDROP!!（出演：moon drop。水曜<火曜深夜> 1:00 - 1:30）[484]

エフエム愛知
- 1日 - Makiの楽屋トーク（出演：Maki、カネヨリマサル（最終土曜のみ）。土曜 21:30 - 22:00）[485]
- 3日 - LUCY IN THE ROOM らじるーむ（出演：LUCY IN THE ROOM。月曜 20:30 - 21:00）[486]
- 4日（3日深夜） 
  - 割酢もあのTell me more!（出演：割酢もあ（BABYschema）。火曜<月曜深夜> 2:30 - 3:00）[485]
  - 甘党男子 石塚のウマい話（出演：石塚利彦（甘党男子）。火曜<月曜深夜> 3:00 - 3:30）[485]
  - ground DEED Ambitious（出演：ground DEED。火曜<月曜深夜> 3:30 - 4:00）[485]
- 7日（6日深夜） - 橋川聖のらじおですねん。（出演：橋川聖。金曜<木曜深夜> 2:00 - 2:30）[486]
- 9日（8日深夜） - ミラクルファンファーレ!の「MIRACLE TIME」（出演：ミラクルファンファーレ!。日曜<土曜深夜> 2:00 - 2:30）[486]
- 9日 - MUSIC PLANET presents RADIO★PLANET Aichi』（出演：重田優平。日曜 21:30 - 22:00）[486]
- 10日（9日深夜） - レディオ・スターダスト』（星屑輝矢、北川綾巴。月曜<日曜深夜> 0:00 - 0:30）[486]

エフエム岐阜
- 7日 - 甘党男子のナイトパーティー（出演：甘党男子。金曜 21:30 - 21:55）[487]

三重エフエム放送
- 7日
  - MIE color trip（出演：浜口順子。金曜 13:30 - 15:55）[488]
  - 純れのんの一目瞭然（出演：純れのん。金曜 20:00 - 20:30）[489]

静岡放送
- 3日 - ゴゴボラケ（出演：山田門努。月 - 木曜 13:00 - 16:00）[490]
- 7日 - DJ RoniのROUNDABOUT（出演：DJ Roni。金曜 13:00 - 16:00）[491]
- 8日 - それいけ!曖昧moco（出演：にむらあつと、内山絵里加。土曜 13:00 - 15:00）[490]
- 9日 - 高木マーガレットのMO-E-KA（出演：高木マーガレット。日曜 15:00 - 17:00）[490]

静岡エフエム放送
- 3日
  - K-MIX GOOD-TIE!（出演：杉岡沙絵子（月 - 火曜）、鈴木愛実（水 - 木曜）。月 - 木曜 11:30 - 14:55）[492]
  - K-MIX MOVE ON（出演：芦沢ムネト、川﨑玲奈（月 - 火曜）、バカボン鬼塚、牧村一穂（水 - 木曜）。月 - 木曜 15:08 - 18:55）[492]
  - K-MIX ROOTS RADIO（出演：DJ Roni。月 - 木曜 19:00 - 20:30）[492]
- 5日 - SET☆ときめきクエスト!（出演：鎌田麻里名。水曜 20:30 - 21:00）[492]
- 6日
  - 安心堂 Precious Navi（出演：新井真奈美。木曜 10:52 - 10:57）[492]
  - 今夜の迷える子ひつじさん supported by アルファミュージック声優スクール（出演：DJ show5。木曜 20:30 - 21:00）[492]
  - オモシロイラジオ（出演：RYOMA、ゆきぼー。木曜 21:00 - 21:30）[492]
- 7日
  - Viva!MYFC!（出演：島田真梨子。金曜 10:52 - 10:57）[492]
  - K-MIX FRIDAY CABIN（出演：川﨑玲奈。金曜 11:30 - 14:00）[492]
- 9日 - Blessed Day（出演：山口春奈。日曜 8:00 - 8:25）[492]

朝日放送ラジオ
- 4日（3日深夜） - アインシュタイン灰春ナイト（出演：アインシュタイン、牧野真莉愛（モーニング娘。）、とこわか吾郎。火曜<月曜深夜> 1:30 - 2:00）[493]
- 6日（5日深夜） - 深夜のスペースノイド 〜推しの鼓動は愛〜（出演：八木太亮。木曜<水曜深夜> 1:30 - 2:00）[493]
- 8日
  - Sunstar presents 浦川泰幸の健康道場プラス（出演：浦川泰幸、仲みゆき。土曜 7:00 - 7:30）[494][495]
  - 辛坊治郎の万博ラジオ（出演：辛坊治郎、福戸あや。土曜 12:00 - 12:15）[85][493]
- 9日（8日深夜） - にっぽん怪談紀行〜柳田〜（日曜<土曜深夜> 2:30 - 3:00）[493]
- 9日
  - 信濃・もじゃの得する日曜日（出演：信濃岳夫、もじゃ吉田、林智美。日曜 12:30 - 13:00）[493]
  - 日曜スペシャル（日曜 22:00 - 22:30）[493]
  - 私 からだ 上手にやさしくつきあえる毎日を。（出演：馬場典子。日曜 22:30 - 23:00）[493]

MBSラジオ
- 3日（2日深夜） - ノッペルガードーン（出演：ノッペルガードーン、竹村美緒。月曜<日曜深夜> 0:30 - 1:00）[496]
- 8日（7日深夜）
  - ごぶごぶラジオ（出演：浜田雅功（ダウンタウン）、井本貴史（ライセンス）、平井俊輔、堤太輝（どりあんず）。土曜<金曜深夜> 1:00 - 1:45）[497]
  - すっちーのよしもと新喜劇 陳情課（出演：すっちー。土曜<金曜深夜> 1:45 - 2:00）[498]

大阪放送
- 2日 - 増田俊樹 今日も1年生（出演：増田俊樹。日曜 22:30 - 23:00）[499]
- 3日（2日深夜） - TSUKI Ent.view（ツキ エンタ ビュー）（出演：ツキ（Billlie）。月曜<日曜深夜> 0:00 - 1:00）[500]
- 4日 - いいね!イマうた舞乃空です（出演：舞乃空。火曜 21:00 - 21:30）[501]
- 7日 - サクラバシ919 WEEKEND STYLE（出演：フースーヤ。金曜 23:00 - 翌1:00）[92]
- 9日 - 野津山幸宏・葉山翔太 #のづはや（出演：野津山幸宏、葉山翔太。日曜 21:30 - 22:00）[499]

FM COCOLO
- 1日 - MOVE ON SATURDAY（出演：光永亮太。土曜 10:00 - 14:00）[502]
- 2日
  - BRAND-NEW SHINe（出演：西田新。日曜 6:00 - 10:00）[502]
  - SUNDAY IN THE PARK（出演：吉村昌広。日曜 10:00 - 14:00）[502]
  - Sunday Music Passage（出演：山添まり。日曜 16:00 - 19:00）[502]
- 7日 - THE MUSIC OF NOTE JUN SKY WALKER(S) 宮田和弥の「バンドやろうぜ」（出演：宮田和弥（JUN SKY WALKER(S)）。金曜 21:00 - 22:00）[502]

FM802
- 1日 - Roundtable with Komaki（出演：土井コマキ。土曜 22:00 - 翌0:00）[503]
- 4日（3日深夜） - RADIO CONTINUOUS（火曜<月曜深夜>  - 金曜<木曜深夜> 3:00 - 6:00）[503]
- 5日（4日深夜） - FLEEKLOUNGE（出演：板東さえか。水曜<火曜深夜> 0:00 - 3:00）[503]
- 6日（5日深夜） - THE OVERSEAS（出演：深町絵里。木曜<水曜深夜> 0:00 - 3:00）[503]
- 8日（7日深夜） - living room 802（出演：豊田穂乃花。土曜<金曜深夜> 3:00 - 5:00）[503]

エフエム大阪
- 2日 - PING PLAY YOUR BEST（出演：久保葵。日曜 7:45 - 8:00）[504]
- 3日
  - GENICのお寝ぼけRADIO（出演：GENIC。月曜 5:00 - 5:30）[505]
  - intense!（出演：三浦茉莉（月 - 火曜）、中島静香（水 - 木曜）。月 - 木曜 16:00 - 18:20）[506]
- 4日（3日深夜） - ラジラジ!（出演：遠藤淳。火（月曜深夜） - 木曜（水曜深夜） 1:00 - 2:00）[507]
- 7日（6日深夜） - 髙木雄也のYOU YAKAI（出演：髙木雄也（Hey! Say! JUMP）。金曜<木曜深夜> 1:30 - 2:00）[507]
- 7日 -  SMASH(ing) FRIDAY（出演：桜井雅斗。金曜 15:00 - 17:00）[506]
- 8日 - 和楽器バンド 蜷川べにの easy going 〜和の響き〜（出演：蜷川べに（和楽器バンド）。土曜 21:30 - 21:55）[508]

ラジオ関西
- 1日 - アスカツ!（出演：中田仁之、西岡詩穂。土曜 20:30 - 21:00）[509]
- 2日（1日深夜） - 西條和のねむねむたいむ（出演：西條和（22/7）。日曜<土曜深夜> 1:15 - 1:30）[509]
- 2日 - 神戸大学☆夢ラボ（出演：天宮遥。日曜 8:45 - 9:00）[509]

兵庫エフエム放送
- 2日 - 椿ここのここいいね!（出演：椿ここ。日曜 7:15 - 7:30）[510]

エフエム滋賀
- 1日 - DAISUKE LAKESIDE SESSION（出演：大畑大介。土曜 9:30 - ）[511]

京都放送
- 3日 - 佐藤由菜のOn Yuna Marks!（出演：佐藤由菜。月曜 17:45 - 18:00）[512]
- 6日 - AmBitious小柴陸 ただいま上陸中!（出演：小柴陸。木曜 21:30 - 22:00）[513]
- 7日 - PIGGSの豚金ラジオ（出演：PIGGS。金曜 22:30 - 23:00）[514]

エフエム京都
- 1日 - MUSIC ARROW（出演：大矢隼佑。土曜 13:00 - 14:00）[515]
- 2日 - ON THE SUNNYSIDE（出演：大江千里。日曜 16:00 - 17:00）[516]
- 3日
  - AWESOME NEW（出演：前田彩名。月曜 19:00 - 21:00）[515]
  - MAGIC RADIO（出演：福山俊朗。月曜 23:00 - 翌0:00）[515]
- 4日 - α-IKIGAI Bar（出演：井上雅博、AMI。火曜 22:00 - 23:00）[515]
- 5日（4日深夜） - WHOLE the engy（出演：。水曜<火曜深夜> 0:00 - 1:00）[517]
- 5日 - WEDNESDAY SHELTER（出演：Hakubi。水曜 22:00 - 23:00）[518]

エフエム山陰
- 5日 - 水曜競馬ランド BAOOへゴー!（水曜 18:05頃 - 18:15頃〔高田リオンのGO-!EVENING! 内〕 ※エフエム山口でも放送）[519]

RSK山陽放送
- 10日 - 天神ワイド朝（出演：宮武将吾、新田真子（月曜）、国司憲一郎、千神彩花（火曜）、石田好伸、遠藤寛子（水曜）、坂俊介、中村恵美（木曜）、滝沢忠孝（金曜）。月 - 金曜 7:00 - 12:00）[520]
- 16日 - OKYAAAMA!〜大都会オカヤマな夜〜（出演：坂俊介、はるにゃん。日曜 22:00 - 23:00）[521]

中国放送
- 1日 - Good Sound Music（出演：田口麻衣。土曜 16:30 - 16:55）[522]
- 4日
  - カープナイター直前ライブカーチカチ（出演：中田廉 ほか。火曜 17:46 - 17:57）[523]
  - veryカープ!中田廉の今夜もパンプアップ（出演：中田廉。火曜 ナイター中継後 - 21:50）[523]

エフエム山口
- 3日 - ひといき（出演：新井道子。月 - 木曜 11:30 - 12:55（月 - 水曜は12:45まで））[524]

エフエム徳島
- 4日 - アクサ生命 presents 四国FM4局共同制作番組 Make One's Dream!」（出演：四星球、福岡晃子、近藤公美。火曜 21:00 - 21:30）[525]

高知放送
- 7日
  - たとカワのこじゃんとカワウソラジオ（出演：たとえばカワウソ34。金曜 15:05 - 15:15〔ぶちぬきFRIDAY 内〕）[526]
  - 纐纈琴巴のサブホリ!（出演：纐纈琴巴。金曜 23:00 - 23:30）[527]

RKB毎日放送
- 2日
  - DOOG MORNING（日曜 6:05 - 6:20）[528]
  - シティポップ・ナイト（出演：DJ Moby。日曜 23:00 - 23:30）[529]
- 3日（2日深夜） - 中村圭太のらじお風（出演：中村圭太。月曜<日曜深夜> 1:00 - 1:15）[422]

九州朝日放送
- 3日
  - あさモニ（出演：加藤恭子（月曜）、小鹿潤（火 - 水曜）、まつおはるか（木 - 金曜）。月 - 金曜 5:30 - 6:16）[530]
  - ヒルマニ（出演：ジェフ太郎（月 - 火曜）、三澤澄也（水 - 木曜）、居内陽平（金曜）、月 - 金曜 12:00 - 12:40）[530]
  - ハッピーアワー（出演：ブルーリバー、まこパーティー（月曜）、ノボせもん なべ、田中菜津美（火曜）、ノボせもん なべ、百市なるみ（水曜）、ブルーリバー、百市なるみ（木曜）、サカイスト（金曜）。月 - 金曜 16:00 - 17:55）[530]
  - KBC MUSIC PROGRAM "FUZZ"（出演：コウズマユウタ、坂口カンナ 他。月曜 17:55 - 21:55）[530]
- 5日（4日深夜） - シン・フクオカ（出演：黒瀬純（パンクブーブー）、ゲスト。水曜<火曜深夜> 0:30 - 1:00）[530]
- 6日（5日深夜） - ムサシハジメマシタ（出演：はじめちゃん、ムサシ（ザ・ローリングモンキー）。木曜<水曜深夜> 0:30 - 1:00）[530]

ラブエフエム国際放送
- 2日
  - Morning Wave（出演：Lina。日曜 7:00 - 8:00）[531]
  - MTデザイン presents MT ROCK（出演：椎葉ユウ。日曜 14:30 - 15:00）[531]

CROSS FM
- 2日（1日深夜） - BURST CITY RADIO（出演：極楽、カラスマアヤカ、エイミーワインカオス。日曜<土曜深夜> 0:00 - 1:00）[532]
- 2日
  - Drive-in Beats（出演：立山律子。日曜14:00 - 16:00）[532]
  - Sunday Night JAZZ（出演：honey。日曜22:00 - 翌0:00）[532]

6日 - GROW!〜 I Don't Like Mondays.YUの'大人のレシピ'（出演：I Don't Like Mondays. 。木曜 20:00 - 21:00）
エフエム福岡
- 5日
  - ザ・ローリングモンキー ムサシのRock&Roll Night』（出演：ムサシ（ザ・ローリングモンキー）。水曜 21:00 - 21:30）[533]
  - ナカニワスタジオ（出演：愛智望美。水曜 21:30 - 22:00）[533]
- 7日 - ディアウーマン presents fun time radio（出演：小雪、たける。金曜 12:00 - 12:30）[533]

熊本放送
- 2日
  - THEリクエストSunday（出演：本田史郎。日曜 15:00 - 16:00）[534]
  - Lift Me Up!（出演：DJ NB。日曜16:05 - 17:00）[535]

エフエム熊本
- 7日 - Honda Cars熊本東 Presents OKAMOTO'S 90'S TOKYO BOYS（出演：オカモトショウ（OKAMOTO'S）。金曜 19:30 - 19:55）[536]

南日本放送
- 2日 - わたしらしくクラシック（出演：森田良平 ほか。日曜 17:00 - 17:30）[537]

エフエム鹿児島
- 3日
  - Meeet up（出演：DJ POCKY、ありまゆき。月 - 水曜 15:00 - 15:55）[538]
  - μ Have FUN!!!（出演：鹿児島お笑い芸人Party（月曜）、福元ゆみ（火曜）、有賀真姫（水 - 木曜）。月 - 木曜 17:00 - 19:00）[538]
- 7日
  - FRIDAY MORNING DIVER（出演：今末真人。金曜 8:20 - 11:00）[538]
  - 遠山明男のオセラジ〜長才のradio〜（出演：遠山明男。金曜 12:00 - 12:55）[538]

ラジオ沖縄
- 2日 - ナシルとリョーサのアパラジ（出演：nacil、リョーサ。日曜 23:00 - 23:30）[539]

JFN
- 1日
  - yama びこラジオ（出演：yama。エフエム青森 ほか）[540]
  - 週刊音楽論（出演：市川美絵。エフエム青森 ほか）[540]
  - みゅ〜じっくろっく（出演：山崎あみ、SMA芸人、アーティスト。エフエム愛知 ほか）[540]
- 3日
  - レコレール（出演：Shaula（月 - 火曜）、鬼頭由芽（水 - 木曜）。月 - 木曜 13:30 - 15:55 interfm ほか）[540]
  - Rolling Stone Cafe（出演：NAOKI（LOVE PSYCHEDELICO）。エフエム青森 ほか）[540]

NRN
- 4月1日 - あばれる君のイグニションラジオタイム（出演：あばれる君。東北放送）[434]
- 4月2日 - MUSIC BAR MIRAI亭（出演：岡田ロビン翔子、小宮山アサミ（純情のアフィリア）。東北放送、RKB毎日放送）[541]

#### 2023年5月放送開始
エフエム東京
- 6日 - KURE 5-56 Presents ROCKON TIMES（出演：Rockon Social Club。土曜 21:00 - 21:30）[542]

エフエムナックファイブ
- 4日 - .BPMのドットモーニング!（出演：.BPM。木曜 5:30 - 5:40〔NACK5時ラジ 内〕）[543]

#### 2023年6月放送開始
ラジオNIKKEI第1放送
- 1日 - ファイナンシャル・ジャーニー（出演：浜田節子、山中康司、田嶋智太郎、今井雅人、門倉貴史、永堀真。木曜 8:30 - 8:49）

エフエム・ノースウェーブ
- 5日 - Roots Radio in my Room（出演：ざきのすけ。。月曜 23:00 - 翌0:00）[544]

interfm
- 1日 - Voyage（ナレーター：辻しのぶ。月 - 金曜 6:52 - 6:56、土曜・日曜 8:55 - 9:00 他）
- 5日 - rock field monthly edition（出演：月替わり。月曜 22:30 - 23:00）[545]

エフエム東京
- 3日 - コスモアースコンシャスアクト 未来へのメッセージ（土曜 10:50 - 10:55）[546]
- 24日 - PEUGEOT presents THE WORLD OF ALLURE〜心奪う、世界へ〜（出演：広瀬アリス。土曜 8:00 - 8:25）[547]

大阪放送
- 12日 - やばみ。うれしみ。天瀬成美。（出演：天瀬成美。月曜 22:45 - 23:00）[548]

京都放送
- 5日 - キキミミ（出演：misono、ミサイルマン西代。月曜 18:30 - 19:00）

エフエム山口
- 3日 - クナイホールディングス presents 仕事と暮らしを面白くする 北村まあさと九内庸志のNEXT LIFE（出演：北村まあさ、九内庸志。土曜 18:30 - 18:55）[549]

九州朝日放送
- 4日 - ブルーリバー青木 談笑（出演：ブルーリバー青木。日曜 18:30 - 19:00）[550]

#### 2023年7月放送開始
エフエム北海道
- 3日 - NEO JAPONISMのEZO START!（出演：NEO JAPONISM。月曜 18:30頃〔G'-ora 〜ジオラ〜 内〕）[551]
- 4日 - Far East Disco（出演：LAUSBUB。火曜 19:00 - 19:30）[552]

エフエム・ノースウェーブ
- 9日（8日深夜） - PEDROの夜は大根、朝は生姜ラジオ（出演：PEDRO。日曜<土曜深夜> 0:00 - 1:00）[553]

秋田放送
- 7日 - いぎなり秋田でラジオっこ!（出演：いぎなり東北産。月1回〔タマリバ 内〕）[554]

文化放送
- 7日（6日深夜）
  - 名取さなの毒にも薬にもならないラジオ（出演：名取さな。金曜<木曜深夜> 2:00 - 2:30）[112]
  - ぶいかふぇ♪（出演：南登かなる。金曜<木曜深夜> 2:30 - 3:00）[112]
- 9日（8日深夜） - 千代浦蝶美のちよっと夜更かししていかない（出演：千代浦蝶美。日曜<土曜深夜> 2:00 - 2:30）[112][118]

interfm
- 4日（3日深夜） - ループループ∞無限大ラジオ（出演：7riot、オキシゲンラヴァー、illuminate。火曜<月曜深夜> 0:00 - 0:30）[555]

エフエム東京
- 2日（1日深夜） - クロノス日本版 Tick Tock Talk♪（出演：広田雅将。日曜<土曜深夜> 1:00 - 1:30）[556]

J-WAVE
- 2日（1日深夜） - EX SAPLE（出演：サンプル。日曜<土曜深夜> 0:00 - 1:00）[557]

エフエムナックファイブ
- 1日 - MOSラジオNACK5店（出演：KEYTALK。土曜 11:00 - 11:10）[558]
- 5日 - 来栖りんのくるっすん（出演：来栖りん、古坂大魔王。水曜 21:30 - 21:45〔FAV FOUR 内〕）[559]

エフエム栃木
- 6日 - 齋藤里菜のトワイライトショー（出演：齋藤里菜。木曜 21:30 - 21:45）[560]

エフエム富士
- 6日 - アップアップガールズ（2）二の足Talking（出演：アップアップガールズ（2）。木曜 23:30 - 翌0:00）[561]

ZIP-FM
- 8日（7日深夜） - FAIR NEXT INNOVATION ICONIC MOMENTS（出演：SKE48、BOYS AND MEN（第1週）、佐々木李子、平野莉玖（第2週）、METAMUSE、BUGVEL（第3週）、植田真梨恵、UNiFY（第4週）。土曜<金曜深夜> 2:00 - 3:00）[562][563]

エフエム愛知
- 2日（1日深夜） - シャニムニ＝パレードの「拝啓ラジオです。」（出演：シャニムニ＝パレード。日曜<土曜深夜> 2:30 - 3:00）[564]

静岡放送
- 9日 - じゅんダビの遊火メシっ!（あそびめし）（出演：じゅんいちダビッドソン。第2日曜19:00 - 20:00）[565]

朝日放送ラジオ
- 8日 - 土曜日やんなぁ?（出演：黒谷友香、青木愛、谷尻萌。土曜 13:00 - 16:00）[116]
- 24日 - 文珍・小佐田 夜のひだまり（出演：桂文珍、小佐田定雄、加藤明子。月曜 21:15 - 21:45）

大阪放送
- 2日 - ROAD59 河内美里 美波わかな 加藤里保菜 の22時からのひそひそ話♡（出演：河内美里、美波わかな、加藤里保菜。日曜 22:00 - 22:30）[566]

エフエム大阪
- 1日 - GOODYEAR ALLSEASON Chill Sound（出演：SIRUP。土 - 日曜 10:55 - 11:00）[567]

ラジオ関西
- 2日（1日深夜） - EMOSHARE presents グッとくるダービー（出演：グッドクルー。日曜<土曜深夜> 2:00 - 2:15）[568]

中国放送
- 3日（2日深夜） - 松岡凛の「キニナルナイト」（出演：松岡凛。月曜<日曜深夜> 0:45 - 1:00）[569]

エフエム福岡
- 4日 - PEDROのセロトニンラジオ（出演：PEDRO。火曜 20:25 - 20:55）[553]

#### 2023年8月放送開始
エフエム富士
- 2日 - BiTE BiTER BiTEST（出演：BiTE A SHOCK。隔週水曜 20:00 - 20:56）[570]

#### 2023年10月放送開始
北海道放送
- 14日 - タイトル未定の土曜の予定は未定!（出演：タイトル未定。土曜 14:00 - 14:30）[201]

STVラジオ
- 2日 - 午後のSラジ (仮)（出演：草野あずみ（月曜）、奈良愛美（火曜）、熊谷明美（水曜）、内山佳子（木曜）、高山幸代（金曜）。月 - 金曜 13:00 - 14:00）[170]
- 8日 - GOOD TIME MUSIC（出演：内山佳子。第1 - 第3日曜 19:00 - 20:00）[170]
- 29日 - 石沢綾子のTブレイク（出演：石沢綾子。最終日曜 19:00 - 20:00）[170]

青森放送
- 2日 - あさうたステップ（出演：筋野裕子。月 - 金曜 6:45 - 7:00）

東北放送
- 2日 - tbc today（出演：TBCアナウンサー。月 - 木曜 16:55 - 18:15）[161]。
- 4日 - 水曜日のアナウンス部（出演：TBCアナウンサー。水曜 18:15 - 18:45）[161]
- 6日 - Bナイト（出演：林田悟志。金曜 20:00 - 20:55）[161]

TBSラジオ
- 1日 - ユウキ食品 presents 高嶋ちさ子 taste of the World（出演：高嶋ちさ子。日曜 18:00 - 18:30）
- 6日 - 木村昴の聴いてくれないと打ち切り（出演：木村昴。金曜 17:50 - 18:00）
- 7日 - ドン・キホーテ presents テリー伊藤 昭和モーレツ天国（出演：テリー伊藤。土曜 15:00 - 15:25）

文化放送
- 3日
  - （2日深夜）
    - 櫻坂46の「さ」（出演：大園玲（櫻坂46）。火曜<月曜深夜> 1:30 - 2:00）
    - 僕が見たかった青空の「青天のヘキレキ!」（出演：僕が見たかった青空のメンバー2名。火曜<月曜深夜> 2:00 - 2:30）
    - INSPIRE ス・タ・イ・ル♡（出演：INSPIRE。火曜<月曜深夜> 2:30 - 3:00）

  - 文化放送スポーツスペシャル（出演：柏原竜二（火曜）、斉藤一美（水曜）、長谷川太（木曜）、高橋将市（金曜）。火 - 金曜 18:00 - 18:45）
  - 好きがつながる!（出演：日替わり。火・水曜 19:00 - 21:00）[175]
- 4日（3日深夜）
  - 日笠・佐倉は余談を許さない（出演：日笠陽子、佐倉綾音。水曜<火曜深夜> 1:00 - 1:30）[175]
  - Liyuuが好きなリユウ（出演：Liyuu。水曜<火曜深夜> 2:00 - 2:30）[175]
  - SID×RADIO=（出演：シド。水曜<火曜深夜> 2:30 - 3:00）
- 5日
  - （4日深夜）
    - リモしるの体験版（出演：リモーネ先生、しるこ（BinTRoll）。木曜<水曜深夜> 2:00 - 2:30）[175]
    - まざべにのミッドナイトダブルピーク（出演：MOTHER3、八雲べに。木曜<水曜深夜> 2:30 - 3:00）[175]

  - Appare!のがむしゃらファンファーレ♫（出演：Appare!。木曜 19:00 - 19:30）[175]
  - 鎌田俊哉の!えモンカケ（出演：鎌田俊哉、リョコ。木曜 19:30 - 20:00）
  - カラムの音楽一夜（出演：カラム（大国男児）。木曜 20:00 - 20:30）[175]
  - 文化放送音楽委員会（出演：甲斐彩加。木曜 20:30 - 21:00）
- 6日（5日深夜） - 三人称・鉄塔 ひとりのよる（出演：鉄塔（三人称）。金曜<木曜深夜> 1:30 - 2:00）[175]
- 8日
  - お昼の純子（出演：鈴木純子。日曜 12:00 - 13:00）
  - Aiming presents 加隈亜衣・森なな子のチームキャラバン ラジオベース（出演：加隈亜衣、森なな子。日曜 21:00 - 21:30）

ニッポン放送
- 3日 - 伊集院光のタネ（出演：伊集院光他。火 - 金曜 17:30 - 18:00）[177]
- 5日
  - 中川翔子 アニメサークル（出演：中川翔子。木曜 20:40 - 21:00）
  - 成田昭次のRockon The Knight（出演：成田昭次。木曜 21:00 - 21:30）
- 7日
  - 朝日奈央のあさひーりんぐ（出演：朝日奈央。土曜 19:00 - 19:30）[571]
  - しょうちゃんとヴァジャのBAR GOTEN（出演：しょうちゃん、ヴァジャ。土曜 20:00 - 21:00）[191]
  - 僕が見たかった青空 君と奏でるラジオ（出演：早崎すずき（僕が見たかった青空）。土曜 22:00 - 22:30）[193]
- 8日 - 超ときめき♡STYLE（出演：超ときめき♡宣伝部。日曜 20:00 - 20:20）[199]
- 29日（28日深夜） - 日向坂46・松田好花のオールナイトニッポン0(ZERO)（出演：松田好花（日向坂46）。毎月最終日曜<最終土曜深夜> 3:00 - 5:00）[572]

エフエム東京
- 7日
  - Grand SEIKO Presents My Time My Story（出演：松下奈緒。土曜 12:00 - 12:25）
  - 広瀬すずの「よはくじかん」（出演：広瀬すず。土曜 15:30 - 15:55）[573]
  - 川島明 そもそもの話（出演：川島明（麒麟）。土曜 17:00 - 17:55）[187]

J-WAVE
- 6日
  - WEEKEND LIVING（出演：松下洸平。金曜 22:30 - 23:00）[169]
  - THE PLAYBACK（出演：山田健人。金曜 23:00 - 23:30）[169]
- 7日（6日深夜）
  - SONYSONPO QUEST FOR THE FUTURE（出演：小坂菜緒（日向坂46）。土曜<金曜深夜> 0:30 - 1:00）[169]
  - TURNING BACK（出演：Novel Core。土曜<金曜深夜> 1:30 - 2:00）[169]
- 8日（7日深夜） - MID NITE ZINE〜WANDERLUST〜（出演：Sir SLOW（TAKAYUKI HORIUCHI、SHOTARO MAEDA）。日曜<土曜深夜> 0:30 - 1:00）[169]

エフエムナックファイブ
- 1日 - SAITAMA Z MAP（出演：荻野由佳。日曜 18:00 - 21:00）[574]

横浜エフエム放送
- 1日 - Take your time.（出演：武居詩織。日曜 13:00 - 15:20）[575]
- 3日（2日深夜） - CLUB-L＠ND（出演：Akira Yokota（a.k.a. DJ BOSS）。火曜<月曜深夜> 2:30 - 3:00）[575]
- 7日（6日深夜） - MSクリニック presents 男を磨くラジオ（出演：植松哲平、葉山芳貴。土曜<金曜深夜> 1:00 - 1:30）[575]

茨城放送
- 6日 - 鈴華ゆう子のJapanese Treasures（出演：鈴華ゆう子（和楽器バンド）。金曜 19:00 - 19:30）

朝日放送ラジオ
- 3日 - UP↑↑（出演：山下剛、松野美桜（NMB48、火曜）、塚本麻里衣、サマンサ・アナンサ（水曜）、上田剛彦、犬塚あさな（木曜）。火 - 木曜 18:00 - 21:00）[183]
- 7日 - 福井治人・サタデーなおとフィーバー（出演：福井治人。土曜 19:00 - 21:25）
- 8日（7日深夜） - リリカルドールハウス presents ガリタのはじめてラジオ（出演：明松功。日曜<土曜深夜> 2:00 - 2:30）[183]

大阪放送
- 7日 - 土曜の午後は、トコトンほんこん!（出演：ほんこん、木谷美帆、すなやま心すなお（しましまんず）。土曜 13:00 - 15:00）[194]

FM COCOLO
- 7日 - 槇原敬之・Sweet Inspiration（出演：槇原敬之。土曜 19:00 - 20:00）[576]

長崎放送
- 2日 - ONOUE BASE（出演：佐々野宏美。月 - 金曜 17:15 - 18:20）

熊本放送
- 2日 - Wakey Wakey!（出演：常盤よしこ（月・火曜）、吉田明央（水曜）、奥田圭（木曜）、渡辺大輔（金曜）。月 - 金曜 7:00 - 9:00）

JFN
- 1日（9月30日深夜） - RADIO NME JAPAN 〜NEW MUSICAL EXPRESS JAPAN〜（出演：古川琢也。日曜<土曜深夜> 4:00 - 5:00）
- 6日 - THE G.O.A.T.（出演：帆世雄一、降幡愛。金曜 7:30 - 10:55）

#### 2023年11月放送開始
MBSラジオ
- 5日 - ななまがりのMBSヤンジュダムンNEXT（出演：ななまがり。日曜 21:30 - 22:00）
- 7日 - ギャロップのぎゃ（出演：ギャロップ。火曜 18:00 - 20:00）
- 8日 - 中西正男のエラいすんまへん…（出演：中西正男。水曜 18:00 - 20:00）
- 9日 - ミッツ・マングローブのかしこラジオ（出演：ミッツ・マングローブ他。木曜 18:00 - 20:00）
- 12日 - 大吉洋平のロンリーサンデイ（出演：大吉洋平。日曜 19:00 - 19:55）

### 終了番組

#### 2023年1月放送終了
エフエム北海道
- 30日 - 夜MORi[577]

TBSラジオ
- 28日 - LOVE RAINBOW TRAIN[578]

ラジオ関西
- 1日（2022年12月31日深夜） - 大地・みなみのカレーチャーハン[注 36]
- 13日 - 土岐隼一のラジオ・喫茶トキノワ[580]

#### 2023年2月放送終了
NHKラジオ第1放送
- 26日 - 発掘!ラジオアーカイブス[581]

エフエム北海道
- 10日 - 朝MORi[582]

横浜エフエム放送
- 5日（4日深夜） - めっちゃラジオ[583]

MBSラジオ
- 3日（2日深夜） - コウテイの銀蛾・流電音

CROSS FM
- 27日 - 3年C組タモガミ先生[584]

#### 2023年3月放送終了
ラジオNIKKEI第1放送
- 25日 - 朗読あぷり〜ページのない読書会[585]
- 29日 - 北野誠のトコトン投資やりまっせ。[586]
- 30日 - 早見雄二郎のズバリ投資作戦[587]
- 31日 - 朝倉慶の株式フライデー[588]

NHKラジオ第1放送
- 8日 - 釧路根室十勝のすべて（帯広放送局）[589]
- 10日 - ラジオ保健室[590]
- 17日 - らじるラボ[591]

NHK-FM
- 12日 - トーキング ウィズ 松尾堂[592]
- 26日 - サウンドクリエイターズ・ファイル[593]

北海道放送
- 18日 - ウチらの時代[426]
- 26日
  - 大山慎介のみんなの北海道2100[426]
  - Sunday music +[426]
  - 森崎博之のジャンジャンジャンプ[426]

STVラジオ
- 27日 - ひちょりのWA!![427]
- 31日 - 稲田直人の野球ちょっといい話[427]

エフエム北海道
- 25日 - キタリズム[594]
- 26日 - Sound CAMPING[595]

エフエム・ノースウェーブ
- 26日（25日深夜） - RADIO SATISFACTION[429]
- 26日 - 大黒摩季 Natural Woman by 北の快適工房[429]
- 28日 - V/R relation[429]
- 29日 - 林青空のアオゾラジオ[429]
- 30日 - L 2nd[429]
- 31日（30日深夜） - 札駅前ヨコノリスタイル[429]

青森放送
- 26日 - かすみの聴いでけ!唄っこ 話ッコ![596]

IBC岩手放送
- 27日 - よこっちピーマンのここで働かせてください[432]
- 31日 - 松原友希のアフタースクールらじお[432]

ラジオ福島
- 25日 - OBP福島あかり〜らじアカリ〜[597]

TBSラジオ
- 20日 - TOMAS presents High School a Go Go!![598]
- 21日 - 成瀬心美ぷるるんhoneyトラップ[599]
- 26日
  - ハライチ岩井 ダイナミックなターン![600]
  - Adam byGMO presents ゲージュツ爆発チャンネル![601]
  - ラジオで語る昭和のはなし[602]
- 30日 - 朗読のミカタ[603] ※JRN系列全国ネット
- 31日 - たまむすび[61]

文化放送
- 20日
  - 長尾一洋 ラジオde経営塾[604]
  - 寺本莉緒のぶちカワRadio[605]
- 21日
  - ラランド・サーヤの虎視舌舌[606]
  - 井手上漠 ベルガモットナイト[607]
- 24日（23日深夜）
  - CultureZ[608]
  - ヴァイナル・ミュージック〜歌謡曲2.0〜[609]
- 24日 - A3! Blooming RADIO[610]
- 25日
  - 牧場物語 山下の大輝のラジオステーション[611]
  - A&Gメディアステーション こむちゃっとカウントダウン[39][612]
- 26日（25日深夜） - 群咲の古参ぶるなら今なのでは!?[613]
- 26日
  - 阿川佐和子&ふかわりょう 日曜のほとり[614]
  - アニソンPARTY![615]
- 27日（26日深夜） - 前迫潤哉&十味 音の箱[616]

ニッポン放送
- 3日 - MISIAのオールナイトニッポンGOLD
- 24日 - 朝日奈央のナイスフライデー[617]
- 25日 - いぎなり東北産・橘花怜のスタプラアイドルラジオ[618]
- 26日
  - 横澤夏子 それ大事なコトでございます。[619]
  - ネトフリアニメ presents 吉田尚記のFUKABOLIX[620]
- 27日 - 月曜のガチャガチャした話し。[621]
- 28日（27日深夜） - Creepy Nutsのオールナイトニッポン[53]
- 29日（28日深夜） - ぺこぱのオールナイトニッポン0(ZERO)[58]

interfm
- 21日（20日深夜） - RADIOWNCEAN[622]
- 22日（21日深夜） - Klang RulerのMIDNIGHT SESSION[623]
- 24日（25日深夜） - TOKYO MUSIC LIFE[624]
- 26日
  - ライト プレゼンツ ゴルフ一刀両断[625]
  - The Room Radio[626]
- 28日（27日深夜）
  - namiノリ★K-POP[627]
  - Tokyo City Pops at Midnight[628]
- 29日（28日深夜）
  - B.O.L.Tの100万ボルト[629]
  - 真雪とそらのイドバタ[630]

エフエム東京
- 16日 - 森七菜LOCKS![631]
- 25日 - 東京海上日動 Side By Side[632]
- 26日
  - Panasonic Melodious Library[633]
  - キリン一番搾り presents 音で旅するビールとわたし〜音旅〜[634]
  - みねじか supported by niconico[635]
- 29日 - LiSA LOCKS![636]

J-WAVE
- 6日（5日深夜） - RADIO SAKAMOTO[637]

アール・エフ・ラジオ日本
- 26日 - マットとかなめの価値組Sunday![638]

ベイエフエム
- 25日 - 三宅健のラヂオ[639][640]
- 29日（28日深夜） - We are Juice=Juice[641]
- 30日（29日深夜） - MOZAIKU NIGHT[642]
- 31日（30日深夜）
  - TWUNEの常演ラジオ[643]
  - 工藤あやの「んだっちゃラジオ!」[643]

エフエムナックファイブ
- 25日 - だいすけ・藤原のピッタリEVERYTHING[644]
- 27日 - MARiAのおしゃべりマンデー[645]
- 28日 - バカボン鬼塚 ABレコ
- 31日（30日深夜） - w.o.d.のパジャマdeラジオ Re:Loaded[646]
- 31日
  - レディオ ファントム[647]
  - キリン一番搾り One More Pint![648]

横浜エフエム放送
- 27日（26日深夜） - 波のまにまにあ[649]
- 31日 - Winning Parade[650]
- 29日（28日深夜） - 怪物六面放送局[651]

エフエム栃木
- 30日 - ニトリヒロヤス ZERO SPIRIT[652]

エフエムラジオ新潟
- 27日 - HAPPY MAPPY[466]
- 28日 - XOXO 〜hugs and kisses〜[466]
- 29日 - PLAYER'S[466]
- 31日 - Life is Wonderland[466]

富山エフエム放送
- 25日 - Netz Cafe Drivin’[470]

北陸放送
- 27日 - タニカワ旅行社[653]

福井放送
- 26日 - 田中編集長のサントラ大作戦[654]
- 31日 - ユーグレディオ[655]

山梨放送
- 25日 - Bloomin'[656]

エフエム富士
- 29日 - キミイロとしませんか?[657]
- 30日 - 阿部真央のゴチャゴチャらじお[658]

CBCラジオ
- 5日 - 古舘伊知郎×本田剛文のおしゃべり道場[659]
- 25日
  - 真誠presents フォーリンラブのここだけ[478]
  - レポドラちゅーん![478]
  - 神谷明・日髙のり子 TALK!×3[478]
- 26日 - 中部大学presentsちゅとらジオ[478]
- 30日
  - ビギナーズ[478]
  - ハイアーハイアー![478]

東海ラジオ放送
- 18日 - Connect929[660]

ZIP-FM
- 24日 - JOYFUL[661]
- 25日
  - FUNNY PUPPY[662]
  - SATURDAY GO AROUND[663]
- 29日（28日深夜） - KISS or RADIO[664]
- 28日（27日深夜） - DEAR SECRET[665]
- 30日
  - SWEET VOX[482]
  - BEATNIK JUNCTION[666]

静岡放送
- 31日 - ふくわうち[667]

静岡エフエム放送
- 29日 - しずおか星空案内室[668]
- 30日
  - K-mix Wiz. [669]
  - K-mix RADIOKIDS[670]
  - K-mix Anchor Night[671]
- 31日 - MUSIC SPECTRUM[672]

MBSラジオ
- 27日（26日深夜） - スタトラってだれやねん[673]
- 31日（30日深夜）- 犬さやの遠吠えやってまーす![674]

大阪放送
- 21日 - アイデンティーモ[675]
- 26日（25日深夜） - 増田俊樹・村上喜紀のオーシャンスピリット[676]
- 30日 - 若林美樹の一生懸命ラジオ[677]
- 31日
  - 雪月花のナイトカフェ[678]
  - 白間美瑠のサクラバシ919[679]

FM COCOLO
- 25日 - PRIME STYLE SATURDAY[680]
- 26日
  - Fresh Music Box[681]
  - Breeze on Sunday[682]
  - SUNDAY MARK'E 765[683]

エフエム大阪
- 27日 - TKO木下兄弟の朝からあげChao![684]
- 28日（27日深夜） - J3 Monday〜ミッドナイトポイポイ[685]
- 30日（29日深夜） - J3 Wednesday〜Midnight Master Key〜[686]
- 30日 - Music Bit[687]
- 31日 - シャンプーハット恋さんのFriday Music show（笑）[688]

エフエム滋賀
- 8日 - 武元唯衣の感じてシガリズム[689]
- 28日 - chuLaのちゅらちゃれ![690]
- 31日 - Joshin presents GO!GO! TALK SHOW[691]

京都放送
- 30日 - ネイビーズアフロのラジオにセント[692]

エフエム京都
- 27日 - SPORTS MATCH[693]

山口放送
- 26日 - 高松綾香の恋する☆オンガク[694]

四国放送
- 29日 - 喫茶ハルコ[695]

RKB毎日放送
- 21日 - HKT48のももち浜女学院[696]
- 22日 - Augusta Caravan in RKB[697]
- 24日 - シソンヌの“ばばあの罠”[698]

CROSS FM
- 26日（25日深夜） - A HARDCORE NIGHT[699]
- 26日 - 渋谷で2時〜Shibuya Rainbow〜[700]

エフエム佐賀
- 30日 - バグースミュージック[701]

長崎放送
- 25日 - RADIO KING.[702]
- 29日 - Radioワンナイト[703]
- 31日 - ひるかラ[704]

エフエム長崎
- 27日 - 松千のRADIO SWITCH〜月までの帰り道〜[705]
- 31日 - オートバックスちょっとクルマなおしゃべり ver.3[706]

熊本放送
- 26日 - いい曲プレゼンターズ[707]

大分放送
- 29日 - 令和音抄録!chillvoice[708]

エフエム鹿児島
- 5日 - りいちとeスポーツしよ♡[709]

ラジオ沖縄
- 26日 - ナシルとよ〜ざ〜の島んちゅヂカラ[710]

琉球放送
- 25日 - Music SAKA-Bar[711]

JFN
- 28日 - PERIMETRON HUB[712]
- 30日 - Seasoning -season your life with music-[713]

#### 2023年4月放送終了
STVラジオ
- 1日（3月31日深夜） - アタックヤング60[427]
- 2日 - サウンドプラントスペシャル[427]

ニッポン放送
- 1日（3月31日深夜） - 百田夏菜子とラジオドラマのせかい[714]

interfm
- 1日（3月31日深夜） - かよらじ[715]

CBCラジオ
- 2日 - STAR CLASSICS Radio[478]

静岡放送
- 2日 - MUSIC CROSSOVER[716]

MBSラジオ
- 1日（3月31日深夜） - 諏訪部順一×石原慎也『Voice Pallet』[717]

朝日放送ラジオ
- 1日 - 道上洋三の健康道場[494]

エフエム大阪
- 26日 - 平原綾香のハラホロシアター[718]

RSK山陽放送
- 9日 - OKAYAMA SOUND MAGAZINE[719]

#### 2023年5月放送終了
interfm
- 29日 - アルテミスの翼のアルツバ放送局[720]

#### 2023年6月放送終了
エフエム北海道
- 27日 - 荒井麻珠 トラベラーズミュージック[721]

エフエムナックファイブ
- 28日 - 堀内まり菜の菜[722]

エフエム富士
- 21日 - ATTACK OF THE KiLLER BiSH[723]
- 24日 - 上運天美聖のhevenly Night[724]

大阪放送
- 25日 - めっちゃすきやねん[725]

エフエム大阪
- 26日 - GENICのお寝ぼけRADIO[726]

中国放送
- 26日（25日深夜） - チャリ姫ラジオ[727]

#### 2023年7月放送終了
京都放送
- 30日 - 武部宏の日曜とーく

#### 2023年9月放送終了
TBSラジオ
- 28日 - アシタノカレッジ[143]

ニッポン放送
- 17日 - 伊藤蘭 RAN To You[728]
- 29日 - うつみ宮土理のおしゃべりしましょ
- 30日 - 日向坂46松田好花の日向坂高校放送部

エフエム東京
- 29日
  - SCHOOL OF LOCK!教育委員会
  - サカナLOCKS!
- 30日 - SUBARU Wonderful Journey 〜土曜日のエウレカ〜

CBCラジオ
- 28日 - 乃木坂46・伊藤理々杏の推しゃべりTime![729]

大阪放送
- 28日 - It's SHOWTIME![注 37]

ラジオ関西
- 25日 - ビバ!タカラジェンヌ

JRN
- 29日 - 歌のない歌謡曲[注 38][144]

JFN
- 29日 - OH! HAPPY MORNING（金曜日）[730]

#### 2023年10月放送終了
文化放送
- 1日
  - ミスDJリクエストパレード360[158]
  - 大橋彩香のAny Beat!

#### 2023年11月放送終了
茨城放送
- 26日 - ラテンフォルクローレをご一緒に

#### 2023年12月放送終了
文化放送
- 31日 - ニューヨーク・小湊よつ葉のマジックミラーナイト

エフエムナックファイブ
- 28日 - Music Freeway[731]

### 再開番組
interfm
- 1月2日 - 3月27日、イオンウォーター presents トトノウラジオ（出演：田邊駿一（BLUE ENCOUNT）。月曜 20:30 - 21:00）[732]
- 4月5日（4日深夜） - 、SLICE OF SEKAI（出演：koshi（cadode）。水曜<火曜深夜> 1:30 - 2:00）[733]

エフエム東京
- 1月7日 - 3月25日、ギター・マガジン・レディオ（出演：河原賢一郎。土曜 11:30 - 11:55）[734]

エフエム大阪
- 1月8日 - 、CAPTAIN-ROCK+PURE（出演：和田誠 (評論家)。日曜 22:30 - 23:00）[735]

TBSラジオ
- 4月2日 - 、公益財団法人 日本尊厳死協会 Presents『My LIFE! My CHOICE!!』（出演：安東弘樹。日曜 5:00 - 5:30）[736]

ニッポン放送
- 4月2日 - 6月25日、鬼滅ラヂヲ（出演：花江夏樹、下野紘。日曜19:00 - 19:30）[737]
- 10月7日 - 、KEN RADIO（出演：研音所属タレント（週替わり）。土曜 21:00 - 21:30）[192]

東北放送
- 4月4日 - 、プレスポ（火 - 金曜 17:14 - 17:59）[434]

広島エフエム放送
- 4月4日 - 、#PUSH（火曜）（出演：山本将輝。火曜 13:30 - 15:55）[738]

エフエム福岡
- 4月4日 - 、夜はモーレツ!!（出演：米岡誠一。火曜 20:30 - 20:55）[739]

### 番組名改題
ラジオNIKKEI第1放送
- 1月1日より
  - 『ミュージックライフ・NEXT1』（『ミュージックライフ・サンデー』から改題）[740]
- 1月3日より
  - 『ミュージックライフ・NEXT2』（『ミュージックライフ・チューズデー』から改題）[740]

中国放送
- 3月28日より
  - 『パレットグループPresents 月刊PAMのラジオ編集会議』（『船井美玖と宇都宮未来のラジオ編集会議』から改題）[741]

RKB毎日放送
- 3月28日より
  - 『HKT48のももち浜ラジオ局』（『HKT48のももち浜女学院』から改題）[742]

茨城放送
- 3月29日より
  - 『今夜はLucky Night〜あやペンウェンズデー〜』（『今夜はLuckyNight〜みのペンウェンズデー〜』から改題）[421]

文化放送
- 3月31日より
  - 『週刊ファルコムラジオ』（『黎の軌跡 presents ヴァンさん、ラジオの時間ですよ!』から改題）[743]
- 4月2日（1日深夜）より
  - 『ニューヨーク・小湊よつ葉のマジックミラーナイト』（『紗倉まなとニューヨークのマジックミラーナイト』から改題）[744]

ZIP-FM
- 3月31日より
  - 『JOYFUL²』（『JOYFUL』から改題）[481]

エフエム山形
- 4月1日より
  - 『ハイタッチ』（『やまがたFamilly大集合!チュー♡ニング』から改題）[745]

エフエム東京
- 4月2日（1日深夜）より
  - 『ANISON EXPO supported by Bandai Namco Music Live』（『Lantis EXPO』から改題）[746]

北海道放送
- 4月2日より
  - 『日曜反省会』（『金曜反省会』から改題）[426]

ベイエフエム
- 4月4日（3日深夜）より
  - 『FAB NIGHT』（『MOZAIKU NIGHT FRIDAY』から改題）[747]

エフエム福岡
- 4月2日より
  - 『みどりとカト淳の「さんもんのとくーーっっ!!」』（『みどりとさとりの「さんもんのとくーーっっ!!」』から改題）[533]
  - 『川後と夜中』（『川後の夜中にどげんしたと?』から改題）[748]
- 4月6日（5日深夜）より
  - 『宮原颯の、まだ起きとーばい』（『入江ん家 鍵、あいとーばい』より改題）[533]

CBCラジオ
- 4月3日より
  - 『しろくじちゃんとアホロートルが昼下がりにほめるラジオ』（『しろくじちゃんが寝る前にほめるラジオ』から改題）[478]
  - 『しろくじちゃんとアホロートルが寝る前にほめるラジオ』（『しろくじちゃんが寝る前にほめるラジオ』から改題）[478]

FM COCOLO
- 4月3日より
  - 『J-POP LEGEND CAFE』（『J-POP LEGEND FORUM』から改題）[502]

エフエム北海道
- 4月4日（3日深夜）より
  - 『MUSIC PLANET presents RADIO★PLANET Hokkaido』（『Rocket★Star』から改題）[428]

FM802
- 4月7日より
  - 『ROCK KIDS 802 Lisa Lit Friday』（『ROCK KIDS 802-FRIDAY』から改題）[503]

エフエム山陰
- 4月7日より
  - 『板花とーやのBe Lucky!』（『大坂愛のBe Lucky!』から改題）[749]

interfm
- 4月4日より
  - 『伊織もえのACGライブちゅう!』（『伊織もえのCHUCHUチューズデイ 〜夜ふかしラジオ〜』から改題）[750]
- 4月7日（6日深夜）より
  - 『AMEFURASSHIのアメフラナイト!』（『AMEFURASSHIの大雨注意報!』から改題）[751]

ラジオ沖縄
- 4月5日より
  - 『OBPのタグれでぃお(仮)』（『OBP☆ただいま進化中!!』から改題）[752]

エフエム福島
- 4月7日より
  - 『impress -GOOD FRIDAY-』（『impress -GOOD THURSDAY-』から改題）[753]

J-WAVE
- 4月8日（7日深夜）より
  - 『RINREI ASIAN SOUNDSCAPE』（『MUSIX ASIA』から改題）[452]

エフエム大阪
- 4月1日より
  - 『スマイルコネクトNMB⭐︎supported by Joshin』（『ハートコレクトNMB♡ supported by Joshin』から改題）[754]
- 4月4日より
  - 『OSAKA IDOL QUEST』（『J3 Tuesday 〜Midnight IQ〜』から改題）[755]

大阪放送
- 4月5日より
  - 『福島あかりと小石田純一のグララジ』（『OBPゆーこと小石田純一のグララジ』より改題）[756]

エフエム高知
- 4月3日より
  - 『吉田類の類語録 おかわりもう一杯!』（『吉田類の類語録』から改題）[757]

ラジオ関西
- 6月18日（17日深夜）より
  - 『NMB48しんしんとまいてぃーのガールズ☆ト〜ク』（『NMB48しんしんとゆずのガールズ☆ト〜ク』から改題）[758]
- 7月10日（9日深夜）より
  - 『大川ひろし&あそう純“これでe演歌!”』[568]

エフエム愛媛
- 7月3日より
  - 『一平くんのゲコゲコ相談室DX』（『一平くんのゲコゲコ相談室』から改題）[759]

エフエム石川
- 9月1日より
  - 『宮崎由加とOCHA NORMA中山夏月姫のPinky Friday GOLD』（『宮崎由加のPinky Friday』から改題）[760]

TBSラジオ
- 10月2日より
  - 『アフター6ジャンクション2』（『アフター6ジャンクション』から改題）[143]

東北放送
- 10月8日より
  - 『千倉真理 ミュージックスケッチ』（『ミスDJリクエストパレード TOHOKU』から改題）[161]

NHKラジオ第1放送
- 10月17日より
  - 『STUDY!ぼくたちとみんなのラジオ』（『A.B.C-Z 今夜はJ's 倶楽部』から改題）

### 期間限定番組
- 1月4日 - 3月29日、Meeting Room with 菅原圭（interfm、出演：菅原圭。水曜 23:30 - 翌0:00）[761]
- 1月4日 - 6月21日、E∞Tracks Selection〜円神のええんじゃないん（エフエム大阪、出演：円神。隔週水曜 19:30 - 20:00）[762]
- 1月6日 - 1月27日、なかねかなのまいどおおきに（兵庫エフエム放送、出演：なかねかな。金曜 17:00 - 17:10頃〔Kiss Music Presenter FRIDAY 内〕）[763]
- 1月7日 - 、ただいま、推しごと中!（エフエム富士、出演：東城佑香。土曜 23:30 - 翌0:00）[764]
- 1月11日 - 6月28日、E∞Tracks Selection〜甲田まひるの真昼ちゃうくて夜やで!（エフエム大阪、出演：甲田まひる。隔週水曜 19:30 - 20:00）[762]
- 1月11日 - 、かすてらお届け便（アール・エフ・ラジオ日本、出演：かすみ草とステラ。水曜 19:45頃〔60TRY部 内〕）[765]
- 1月29日 - 3月26日、ラジオ確定申告 from オタク会計士チャンネル（ラジオ関西、出演：山田真哉。日曜 8:45 - 9:00）[766]
- 2月2日（1日深夜） - 2月23日（22日深夜）、LE SSERAFIM SAKURAの「今夜、SAKURAの木の下で」（ベイエフエム、出演：SAKURA（LE SSERAFIM）。木曜<水曜深夜> 0:00 - 0:27）[767]
- 2月4日 - 3月25日 、あだぷと（TBSラジオほか、出演：石山蓮華。土曜 20:00 - 20:30）[768]
- 2月5日（4日深夜） - 3月26日（25日深夜）、UniteUp!とラジオしないと（エフエム大阪、出演：UniteUp!、淡路祐介。日曜<土曜深夜> 4:00 - 4:30）[769]
- 3月2日（1日深夜） - 3月30日（29日深夜）、レトロリロンの君に会ってしまえば（ベイエフエム、出演：レトロリロン。木曜<水曜深夜> 0:00 - 0:27）[770]
- 3月3日 - 3月31日、オレンジスパイニクラブのパピプペポ（兵庫エフエム放送、出演：オレンジスパイニクラブ、金曜 17:00 - 17:10頃〔Kiss Music Presenter FRIDAY 内〕）[771]
- 3月4日 - 3月25日、ハルソワ（エフエム北海道、出演：濱木琴音。土曜 6:00 - 6:15）[772]
- 3月5日 - 3月26日、ヤングスキニーのラジオにしてしまえば、どんなことでも許されると思っていた（エフエム富士、出演：ヤングスキニー。日曜 19:30 - 20:00）[773]
- 7月5日 - 12月20日、E∞Tracks Selection〜OCTPATHのYou are my radio!（エフエム大阪、出演：OCTPATH。隔週水曜 19:30 - 20:00）[774]
- 7月12日 - 12月27日、E∞Tracks Selection〜Novelbrightのねぎラジ（エフエム大阪、出演：Dr.ねぎ（Novelbright）。隔週水曜 19:30 - 20:00）[774]
- 10月4日 - 2024年3月28日、鶴光の噂のゴールデンリクエスト（ニッポン放送、出演：笑福亭鶴光、田中美和子。水 - 金曜 18:00 - 20:30）

### 特別番組

#### 1月
- 1日
  - 欽ちゃんとオードリー若林のあけましてキンワカ60分!（ニッポン放送、9:00 - 10:00。出演：萩本欽一、若林正恭（オードリー）。）
  - UNKNOWN KYOTO 2023（TBSラジオ、15:00 - 16:00。出演：竹内弘一、河島あみる、小笠原亘、喜入友浩。）
  - 辛坊治郎の万博ラジオ（朝日放送ラジオ、16:00 - 17:00。出演：辛坊治郎、吉村洋文（大阪府知事）、福戸あや。）[775]
- 2日 - FM FUKUOKA New Year Special「はねる!MUSIC &ART〜Artistic Radio〜（エフエム福岡、12:30 - 17:50。出演：岡本ヒロミツ、森保まどか。）[776]
- 3日（2日深夜） - 広瀬アリスのオールナイトニッポン（ニッポン放送、1:00 - 3:00。出演：広瀬アリス。）
- 4日 - 文化放送麻雀特番「M荘!一本場」（文化放送、19:00 - 19:55。出演：松本圭世、園田賢（赤坂ドリブンズ）、日吉辰哉、伊達朱里紗（KONAMI麻雀格闘倶楽部）。）
- 5日（4日深夜） - MIYAVIのオールナイトニッポン（ニッポン放送、1:00 - 3:00。出演：MIYAVI、HYDE、三四郎。）
- 29日 - ごぶごぶラジオ（MBSラジオ、20:00 - 21:00。出演：浜田雅功（ダウンタウン）、井本貴史（ライセンス）、瀬下豊（天竺鼠）、平井俊輔（どりあんず）。）[12]

#### 2月
- 13日（12日深夜）
  - 20周年記念「JUNK大集合スペシャル」（TBSラジオ、1:00 - 3:00。出演：伊集院光、爆笑問題、山里亮太（南海キャンディーズ）、おぎやはぎ、バナナマン他。）[16]
  - ようかいけむり特番〜懐かしのおもちゃで遊んだあの時の指の感覚ってどんなだったっけ?音で聴いて思い出そうSP〜（文化放送、2:00 - 2:45。）

#### 3月
- 8日 - 国際女性デースペシャル My Stage〜“働く”のこれからを語ろう〜（ニッポン放送、17:30 - 20:30・22:00 - 翌0:00。出演：新内眞衣他。）
- 19日 - 味の素 ハート・オブ・ポップス リターンズ（TBSラジオ、16:00 - 17:00。出演：森山良子。）
- 21日 - ラジオ大阪アニバーサリースペシャル 弁天町で30年〜これからも、いつまでも〜（大阪放送、9:00 - 16:30。出演：原田年晴、和田麻実子、藤川貴央他。）[29]
- 28日 - S盤アワー解体新書（文化放送、17:45 - 18:55。）[57]

#### 4月
- 11日・18日 - 芝と国崎とみんなでつくるラジオ（アール・エフ・ラジオ日本、23:00 - 翌0:00。出演：芝大輔（モグライダー）、国崎和也（ランジャタイ）。）[95]
- 17日（16日深夜） - 起き上がりこぼし特番〜起き上がりこぽしの癒しの音色を聴いてみんなで幼児退行SP〜（文化放送、2:00 - 2:45。）
- 28日 - 五木寛之の夜 ふたたび（TBSラジオ、20:00 - 21:00。出演：五木寛之。）[98]

#### 5月
- 3日
  - 母の詩2023〜母の日によせて〜（文化放送、10:00 - 11:00。出演：野村邦丸、渡辺裕太。）
  - ホリデースペシャル 南野陽子 今日はナンノ日っ!2023（ニッポン放送、13:00 - 15:00。出演：南野陽子、萩田光雄。）
- 4日 - Jリーグ30周年特別番組 次の30年へ『よっしゃ いこ!』（ニッポン放送、19:00 - 20:00。出演：槙野智章、足立梨花、野々村芳和、水沼貴史、都並敏史、師岡正雄。）
- 5日
  - こどもの日スペシャル“のあ”と“こうえ”のはじめてラジオ（ニッポン放送、11:00 - 12:00。出演：白山乃愛、小谷興会、吉田尚記。）
  - 久間田琳加 よみきかせのせかい（ニッポン放送、12:00 - 13:00。出演：久間田琳加。）
  - J-WAVE GOLDEN WEEK SPECIAL A TRIBUTE TO RYUICHI SAKAMOTO（J-WAVE、9:00 - 17:55。）[101]
- 7日・14日 - エレキコミックのラジオ君（朝日放送ラジオ、21:30 - 22:00。出演：エレキコミック。）[102]
- 8日（7日深夜） - わたしは吏沙です（ニッポン放送、1:30 - 3:00。出演：吏沙。）[777]

#### 6月
- 12日
  - （11日深夜）夜のぽとり〜雨漏り特番〜（文化放送、2:00 - 2:45。）
  - 清水ミチコのミッチャン・インポッシブル2023 愛すべき天然大作戦（ニッポン放送、19:00 - 21:50。出演：清水ミチコ、飯田浩司、浅田美代子。）
- 16日 - 内村光良のオールナイトニッポンGOLD（ニッポン放送、22:00 - 翌0:00。出演：内村光良。）
- 17日 - 小倉智昭のオールナイトニッポンPremium（ニッポン放送、18:00 - 20:00。出演：小倉智昭、EXILE HIRO。）

#### 7月
- 14日
  - WILD KNIGHT 成田です（文化放送、19:00 - 21:00。出演：成田昭次、高橋和也、岡本健一、寺岡呼人。）[122]
  - 劇団ひとりのオールナイトニッポンGOLD 〜太田プロ大集合スペシャル〜（ニッポン放送、22:00 - 翌0:00。出演：劇団ひとり、指原莉乃、柳原可奈子、片岡鶴太郎、松村邦洋。）
- 17日 - World Bentencho Carnival 〜大阪・関西から世界へ〜（大阪放送、5:30 - 17:00・18:00 - 翌1:00。出演：生島ヒロシ、原田年晴、西川きよし、オール阪神、和田麻実子、石田靖、南かおり、吉田ヒロ、藤川貴央、笑福亭鉄瓶、130R、なるみ、岩田光央、鈴村健一他。）[124]
- 28日 - 北方謙三×神田伯山 『チンギス紀』をめぐる対話（TBSラジオ、20:00 - 21:00。出演：北方謙三、神田伯山。）[778][779]

#### 8月
- 7日 - 木村昴の聞いてくれないと打ち切り（TBSラジオ、21:00 - 21:30。出演：木村昴。）[128]
- 11日 - 本仮屋ユイカ 笑顔のココロエ（ニッポン放送、13:00 - 15:00。出演：本仮屋ユイカ、野沢直子。）
- 18日（17日深夜） - 出川哲朗のオールナイトニッポン（ニッポン放送、1:00 - 3:00。出演：出川哲朗。）
- 24日（23日深夜） - 丑三つ時ホラー特番 FODオリジナルドラマ「憑きそい」を語る夜（文化放送、2:00 - 3:00。出演：曽根隼人、山口龍大朗、久保朱莉、福田沙紀、下駄華緒。）
- 28日（27日深夜）
  - 野村萬斎の少年時代〜初心忘るべからず（ニッポン放送、1:30 - 3:00。出演：野村萬斎。）[780]
  - 坐禅特番〜夏の暑さと日々の忙しさで心がやられてしまったので、蝉の鳴く朝に坐禅で心を整えてみた件〜（文化放送、2:00 - 2:45。）

#### 9月
- 18日 - ショウアップタイガー 〜18年振りのアレ〜（ニッポン放送、15:30 - 17:10。出演：飯田浩司、松村邦洋、増田英彦（ますだおかだ）他。）[781][138]
- 22日 - EXITのオールナイトニッポンGOLD〜SDGsスペシャル 未来のためにみんなでヒュイゴー（here we go）〜（ニッポン放送、22:00 - 翌0:00。出演：EXIT他。）
- 30日 - 歌は『タイムマシーン』〜藤井フミヤデビュー40周年特番〜（NHKラジオ第1、14:05 - 16:55[注 39]。出演：藤井フミヤ、森田恭子、SUNNY、三條雅幸（NHKアナウンサー）。）[782][783]

#### 10月
- 16日（15日深夜） - 美容院特番〜ディレクターが普段背伸びして通っているおしゃれ美容室によさげな音が転がっていたので、もしかしたらいらないかもしれない細かすぎる音までとりあえず全部録ってみた編〜（文化放送、2:00 - 2:45。）

#### 11月
- 3日 - FM FESTIVAL 2023 サザンオールスターズ デビュー45周年!「サザンとわたし」 スペシャル（エフエム東京、16:00 - 19:00。出演：桑田佳祐他。）[212]

#### 12月
- 11日（10日深夜） - マイクロブタ特番〜寒い冬、ブタさんたちが奏でる可愛い音にほっこりしよう編〜（文化放送、2:00 - 2:45。）
- 17日 - 中森明菜オールタイムリクエスト（ニッポン放送、17:30 - 21:40。出演：ミッツ・マングローブ、垣花正。）[220][784]
- 18日（17日深夜） - 金魚番長のコメリンZ（TBSラジオ、1:00 - 3:00。出演：金魚番長。）[785]
- 19日 - 谷村新司 ラジオデイズ（文化放送、19:00 - 21:00。出演：野村邦丸、ばんばひろふみ。）
- 27日 - モモコグミカンパニー 月はきれいですか（TBSラジオ、20:00 - 21:00。出演：モモコグミカンパニー。）
- 28日
  - 中山秀征・五木ひろしがえらぶ いま、聞きたいあのうた、このうた2023（ニッポン放送、13:00 - 15:00。出演：中山秀征、五木ひろし。）
  - スッごい!おとなの時間（MBSラジオ、20:30 - 21:55。出演：ケンドーコバヤシ、バッファロー吾郎、松本麻衣子（毎日放送アナウンサー）。）※7年ぶりに一夜限りで復活[786]
- 30日 - BBIQ presents 復活! PAO〜N ぼくらラジオ異星人（九州朝日放送、21:00 - 翌0:30。出演：沢田幸二、奥田智子他。）

#### 1年間で複数回放送された、または放送予定の特番
- 1月9日、3月21日、5月3日、7月17日、9月23日、11月23日
  - キユーピー・メロディホリデー（文化放送、11:00 - 12:54（5月3日のみ13:54）。出演：鈴木純子。）[787]
- 2月16日、4月17日、12月11日
  - 小泉今日子のオールナイトニッポンPremium（ニッポン放送[注 40]。出演：小泉今日子他。）[788]
- 4月10日（9日深夜）他
  - DEZERT ストロベリー・ナイト・シンドローム ☆普通じゃNight☆（エフエムナックファイブ、1:00 - 4:00。出演：DEZERT。）
- 6月18日[注 41]、8月28日[注 42]
  - 明石家さんま オールニッポン お願い!リクエスト（ニッポン放送[注 43]。出演：明石家さんま、増山さやか他。）
- 11月19日
  - 小林克也のNo.1 RADIO（中国放送、10:00 - 14:00。出演：小林克也他。）

#### 主なレギュラー番組のスペシャル版
- 1月3日
  - 「おとなりさん」スピンオフ企画 第1回ラジオスター座談会（文化放送、19:00 - 19:55。出演：山根良顕（アンガールズ）、坂口愛美、三代澤康司、やのひろみ、森谷佳奈。）[3]
  - 上泉雄一のええなぁ!年始SP 男しゃべりなお正月 関西フリーアナウンサー大集合（MBSラジオ、6:00 - 8:00。出演：上泉雄一（毎日放送アナウンサー）、森たけし、三代澤康司、山本浩之。）[789]
- 4月22日（春）、9月2日（夏）、10月21日（秋）、12月16日（年末） - さまぁ〜ずのさまラジ ○の特大号（ニッポン放送[注 44]。出演：さまぁ〜ず、小山愛理。）
- 5月4日 - 高城れにの週末ももクロ☆パンチ!!スペシャル 15周年だよ ももクロ全員集合（文化放送、19:00 - 21:00。出演：ももいろクローバーZ。）
- 8月11日 - 朝の小鳥 70周年記念特番 〜鳥たちの声を追って〜（文化放送、12:00 - 12:55。）[130]
- 9月4日 - 辛坊治郎ズーム そこまで言うか!スペシャル 関東大震災から100年 都市型災害に備える（ニッポン放送、15:00 - 17:30。出演：辛坊治郎、増山さやか他。）
- 9月10日 - Snow Manのもっと素のまんま（文化放送、19:00 - 20:00。出演：深澤辰哉、向井康二、阿部亮平、佐久間大介（Snow Man）。）[135]
- 9月14日 - 緊急放送おめでとうタイガース!〜今夜はおはパソARE騒ぎ〜（朝日放送ラジオ、阪神対巨人戦終了後 - 翌1:30。出演：小縣裕介、古川昌希他。）
- 9月30日 - フィナーレだよ SHOWTIME!ありがとうスペシャル（大阪放送、12:00 - 13:00。出演：藤川貴央。）[154]
- 12月29日 - 森田健作55周年企画 青春の勲章はくじけない心 年末増刊号（ニッポン放送、15:30 - 17:00。出演：森田健作、京本政樹、西村知美、紀比呂子、吉沢京子。）
- 12月31日 - 2023-2024年越し特番 ハライチのカウントダァァァァン!!（TBSラジオ、23:30 - 翌1:00。出演：ハライチ、宇賀神メグ。）